# Église Saint-Merri
L’église Saint-Merry (ou Saint-Merri ou Saint-Médéric), communément appelée Saint-Merry, est une église catholique située sur l’actuelle rue Saint Martin au 78 (l’ancienne voie romaine nord-sud) et sur la rue de la Verrerie, avec au 76 le siège de la paroisse, dans le 4e arrondissement de Paris, à proximité du centre Georges-Pompidou.
Le nom de Saint-Merry viendrait de l’abbé saint Médéric, mort en l’an 700, canonisé puis rebaptisé Saint-Merri par contraction. Les restes de ce saint reposent toujours dans la crypte de l’église. 
L’église Saint-Merry est considérée comme l’une des « quatre filles » de la cathédrale Notre-Dame de Paris. Construite de 1500 à 1565, en pleine période de la Renaissance, elle est cependant d'une architecture de style gothique flamboyant et en raison de son architecture similaire à celle de la cathédrale, elle porte également le surnom de « Notre-Dame la petite ». L'église possède l’un des orgues les plus prestigieux de Paris ainsi qu’une grande collection de peintures des XVIIe et XIXe siècles.
Depuis septembre 2021, et par décision de l'archevêque de Paris, Michel Aupetit, la paroisse Saint-Merry est confiée à la communauté de Sant'Egidio.

## Historique de l'église
Le monceau Saint-Merri sur lequel s'est établie l'église, est, avec le monceau Saint-Germain l'Auxerrois, le monceau Saint-Gervais et le monceau Saint-Jacques, l'une des buttes les plus proches de la Seine et de l'Île de la Cité, entourées par des terrains marécageux (d'où l'appellation de "Marais") inondés par le fleuve, où se firent, au cours du Haut Moyen Âge, les premières implantations sur la rive droite de Paris.

### La tradition
La tradition raconte que Médéric (Medericus), abbé de l'abbaye de Saint-Martin d'Autun, vint vivre en ermite avec son disciple saint Frou dans un ermitage à proximité de l’oratoire « Saint-Pierre-des-Bois » qui s’élevait à cet endroit. Après deux ans et neuf mois, il meurt le 29 août 700, le « 4 des calendes de septembre », et y est enterré. L'oratoire est transformé en chapelle toujours sous le nom de Saint-Pierre-des-Bois ou plus simplement Saint-Pierre, mais devenant de plus en plus la chapelle du saint homme de Dieu.
Son tombeau, étant l'objet d'une véritable vénération dû à de nombreux miracles, en 884 le prêtre Thèodelbert soumet à l’évêque de Paris, Gozlin, de faire exhumer son corps et de mettre en châsse les restes de Saint Médéric, qui deviendra Saint-Merri, désormais considérés comme des reliques. C’est à cette époque, aussi lors du dernier siège de Paris par les Normands, que saint Médéric est choisi pour devenir le saint patron de la rive droite. La chapelle prend alors le nom de chapelle Saint-Médéric, ou chapelle Saint-Merri.

### L'église duIXesiècle
Le culte du saint abbé est à l’origine d’une nouvelle église Saint-Pierre-Saint-Merri sur l’initiative d’un officier royal, Eudes Le Fauconnier, au Xe siècle. Même si la date exacte de construction reste hypothétique, on sait qu'Eudes Le Fauconnier a bel et bien existé, puisque lors de la reconstruction de l’église au XVIe siècle, on découvrit dans le vieux cimetière le squelette d’un guerrier chaussé de bottes de cuir doré, avec l’inscription : 
« Hic jacet vir bonæ memoriæ Odo Falconarius fundator hujus ecclesiæ »
« Ici repose un homme de bonne réputation, Odo Falconarius, fondateur de cette église ». 
Le nouvel édifice bénéficie de plusieurs donations, dont celles d'un certain comte Adalard, soutenues par les rois Eudes et Carloman, et confirmées par une charte de Louis d'Outremer, donnée à Laon le Ier février 936.
Vers 1010, l'évêque de Paris, Renaud de Vendôme, en fait don au chapitre de Notre-Dame. Devenue collégiale, elle est alors desservie par une communauté de sept chanoines issus du chapitre. En 1200, l'église bâtie à sa place est érigée en paroisse sous le nom de Saint-Merry. Elle est ainsi l’une des quatre « filles de Notre-Dame » et la dernière subsistante aujourd'hui. Mais le développement démographique du quartier des Halles et du Beau-Bourg nécessite une nouvelle construction. Jean Beaupère, l’un des juges de Jeanne d’Arc, fut curé de la paroisse à cette époque. L’église accueillit également l'écrivain et poète italien Boccace, ou encore saint Edmond, futur archevêque de Cantorbéry, tous deux paroissiens de Saint-Merry.

### L'église duXVIesiècleà nos jours

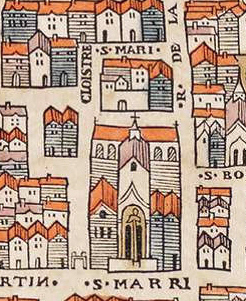
Église Saint-Merri (S.MARRI) sur le plan de Truschet et Hoyau (v. 1550).

L’édifice actuel a été édifié entre 1500 et 1565 (la nef entre 1500 et 1515, le transept entre 1525 et 1535, le chœur entre 1535 et 1565).
En 1612, le clocher est surélevé d’un étage.
Le XVIIIe siècle est pour l’église une ère de remaniement : le jubé de 1558 est détruit en 1709 ; l'architecte Germain Boffrand réalise, au sud, en 1743, la chapelle de la Communion ; les frères Slodtz sont chargés en 1759 de remanier le chœur dont les arcs brisés sont cintrés et recouverts comme les piliers d’un placage de marbre et de stuc. Le sol est recouvert d’un dallage de marbre, le mobilier est renouvelé et les vitraux sont en partie remplacés par du verre blanc.
Fermée en 1793 en raison de la Révolution, l’église devient une fabrique de salpêtre. De 1797 à 1801, des théophilanthropes en font le « temple du Commerce ». Elle est rendue au culte catholique en 1803. Le 6 ventôse an XIII (25 février 1805) le pape Pie VII visita l'église Saint-Merry et y célébra les Saints Mystères.
Entre 1843 et 1849, de grands noms de la peinture décorent à fresque les chapelles du déambulatoire. En 1862, l'église fait l’objet d’un classement par liste au titre des monuments historiques. En 1871, un incendie détruit le troisième étage du clocher carré, permettant ainsi à ce clocher de retrouver sa hauteur d'origine (deux étages).
En octobre 2013, l'église Saint-Merry a été inscrite sur la liste des monuments en péril du Fonds mondial pour les monuments. Une partie de ses décors, classés monuments historiques, sont gravement menacés.

Saint-Merry avec son clocher surélevé
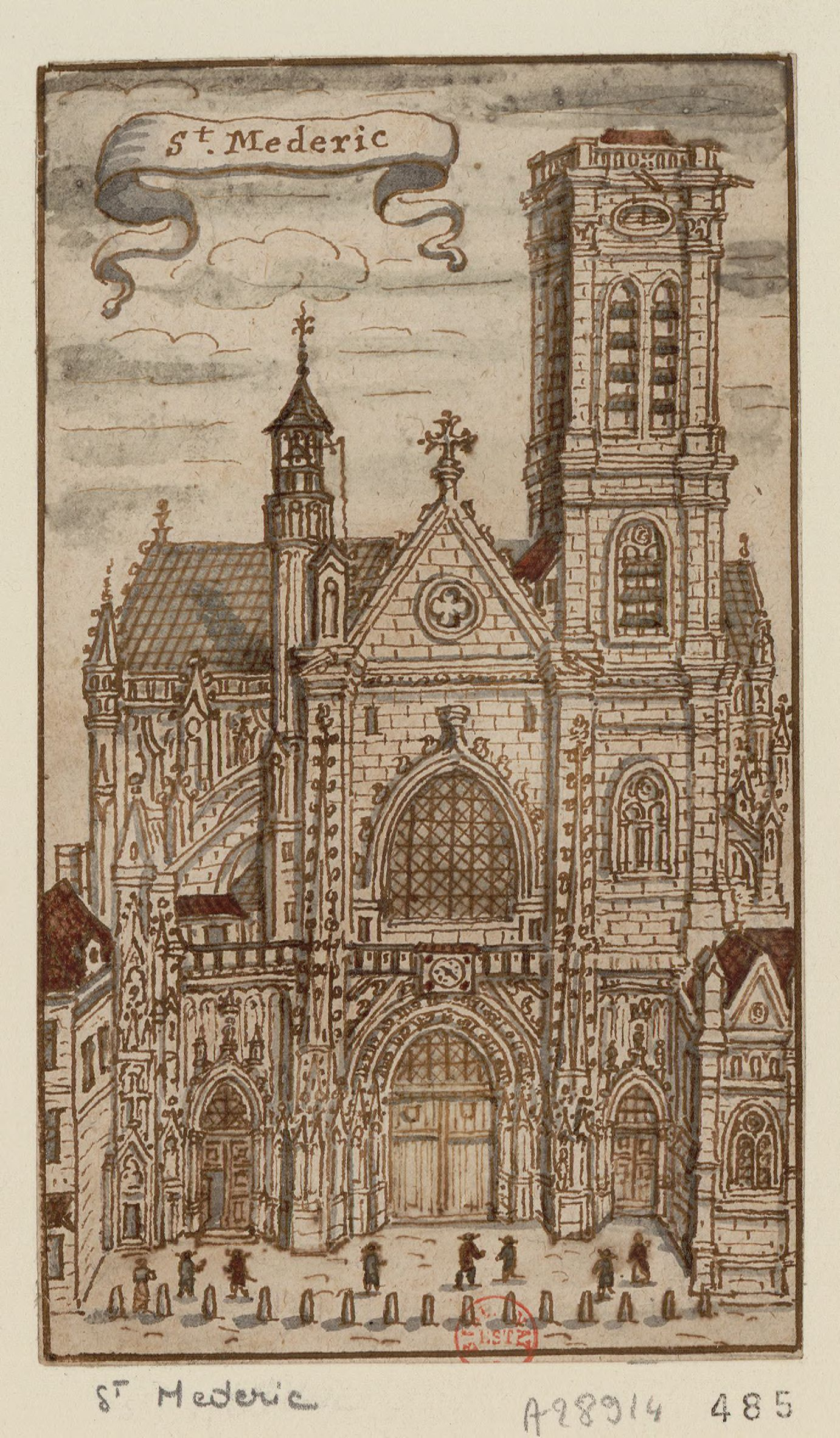
L'église Saint-Merry au XVIIe siècle.
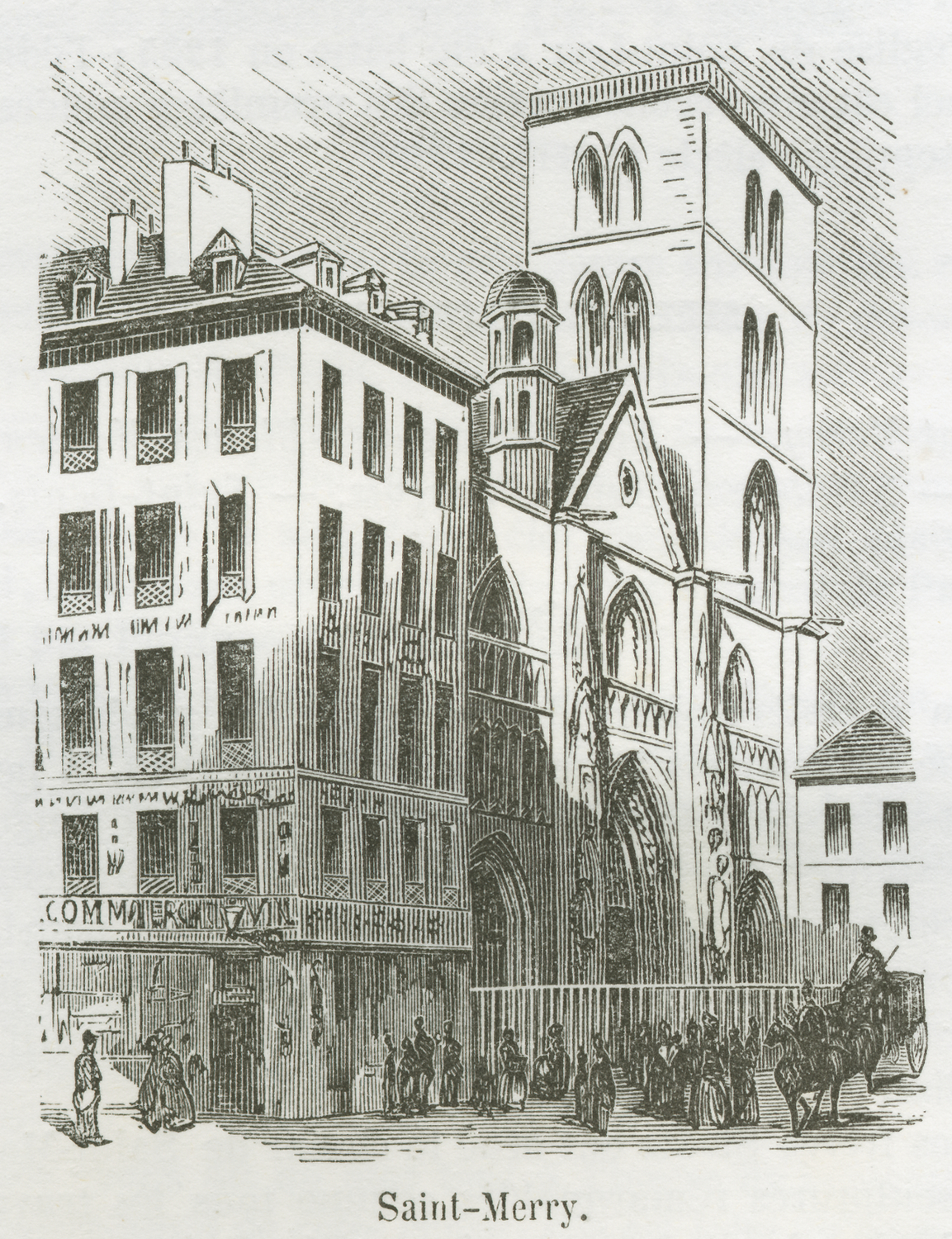
L'église Saint-Merry en 1855.

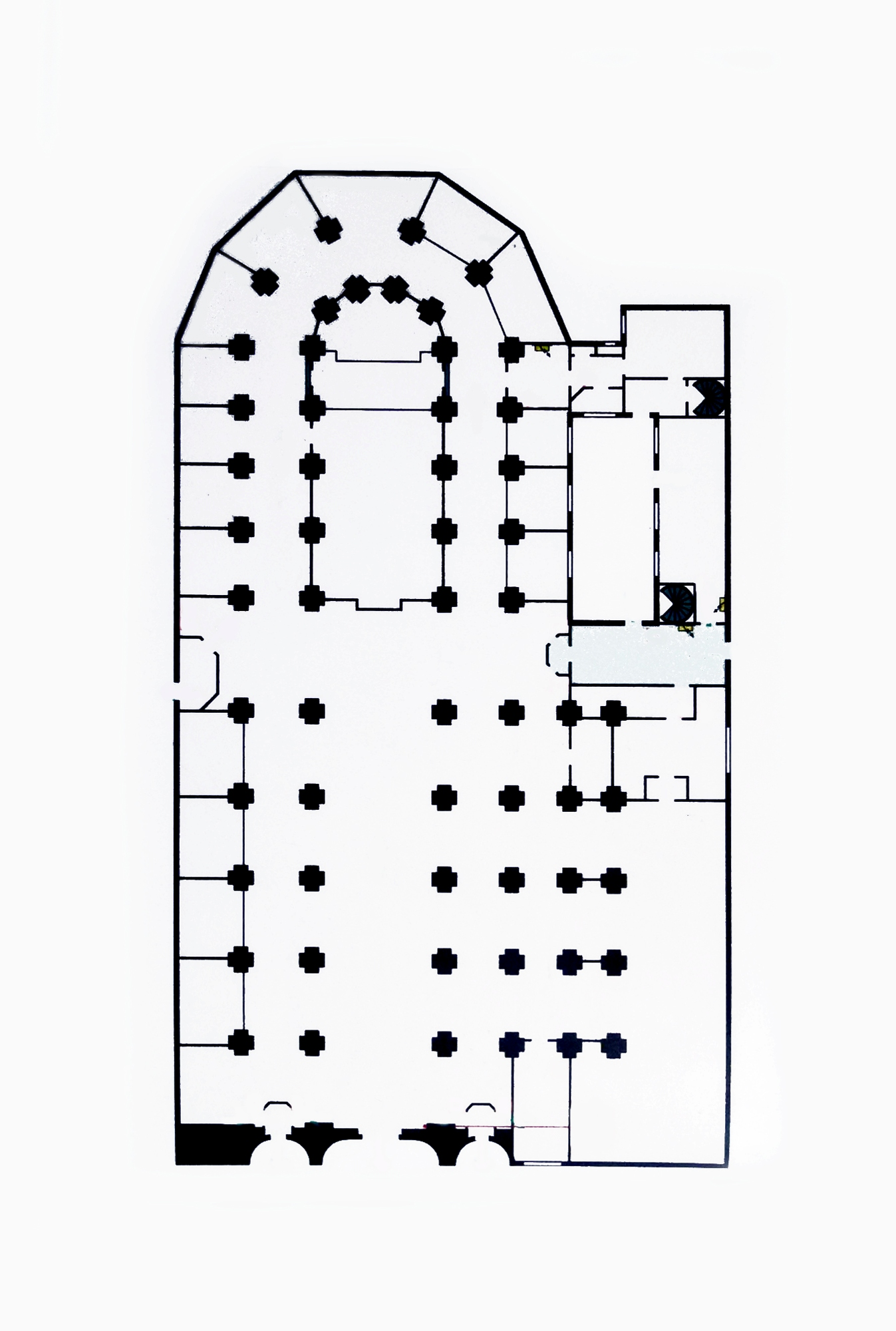
Plan de l'église (l'Est est en haut de l'image).

## Architecture
L’église est entièrement de style gothique flamboyant, sans aucune trace d’architecture Renaissance. Elle est, dans l'ensemble, assez homogène, bien que le second collatéral ne soit présent que sur le flanc droit de la nef, présentant donc la double particularité de comporter un bas-côté supplémentaire au sud et d’avoir le même plan que la cathédrale Notre-Dame de Paris. (le chœur étant sensiblement égal en longueur à la nef).
Elle fut d’ailleurs administrée par sept chanoines de la cathédrale et fut surnommée « Notre-Dame la petite ».

### Façades
La façade ouest, de style gothique flamboyant, est recouverte de dais, d’arcatures, de baldaquins, de frises de feuillages et d’animaux fantastiques, notamment sur les chambranles des porches latéraux.
À gauche de cette façade il y avait une petite porte, aujourd'hui murée, qui permettait l'accès par un escalier en vis aux maisons construites sur le collatéral nord de l'église. Ces constructions ont été détruites en 1950. Un peu plus haut se trouve un campanile élancé et étroit dont le sommet en bois renferme une cloche très ancienne datant de 1311, qui serait la plus vieille de Paris.

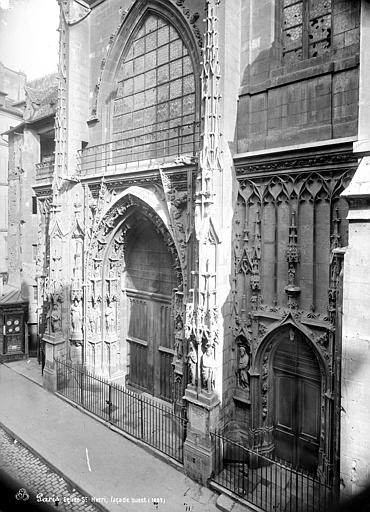
Le portail en 1892, cliché de Paul Robert.
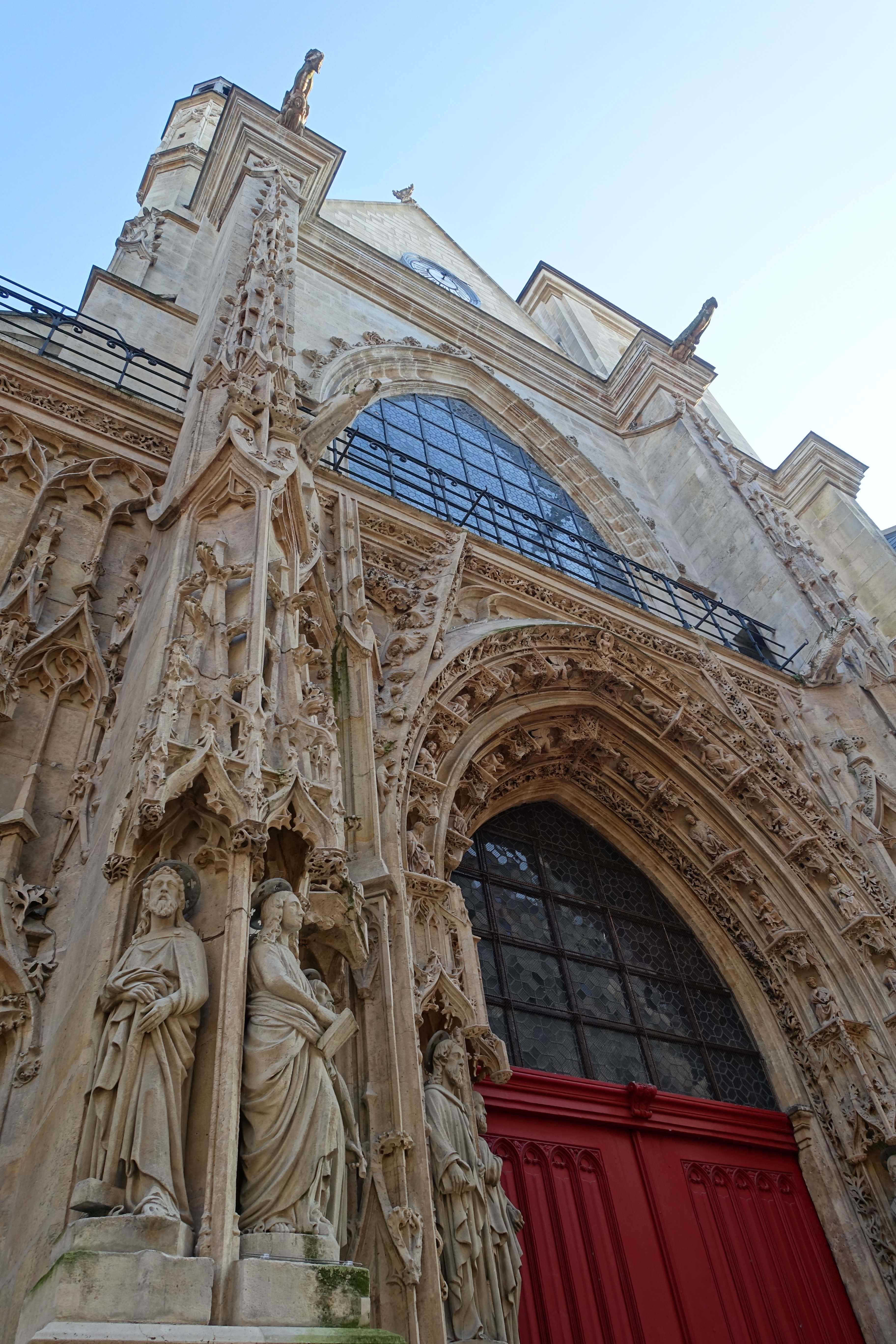
Façade ciselée de sculptures et de motifs.
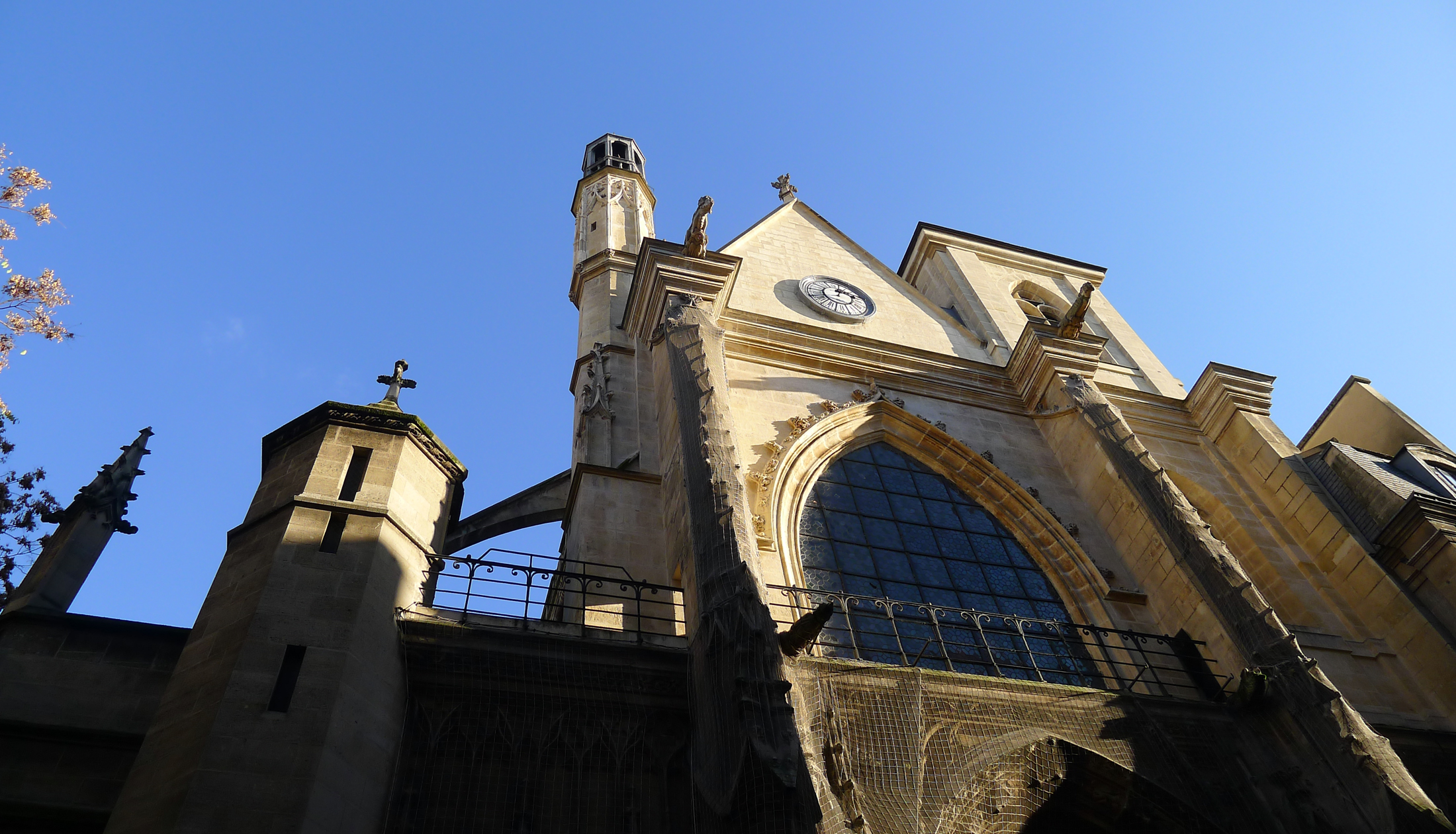
Partie supérieure, en 2012.

Le portail principal est percé de trois portes ogivales surmontées de crossettes et de fleurons. Les voussures sont sculptées de multiples statuettes (martyrs, anges) dans un matériau spécifique : le ciment de Vassy. Cette partie de l’ensemble statuaire est réalisée au milieu du XIXe siècle par l’architecte Étienne-Hippolyte Godde à partir de moulages pris sur les statuettes du portail méridional de la cathédrale Notre-Dame de Paris (le portail Saint-Étienne) avant sa restauration par Viollet-le-Duc.
Au centre de cette façade figure un grand porche sur les piédroits duquel se dressent des statues d'apôtres réalisées par les sculpteurs Louis Desprez et Joseph-Silvestre Brun au XIXe siècle en remplacement de celles détruites à la Révolution.

Le porche ogival
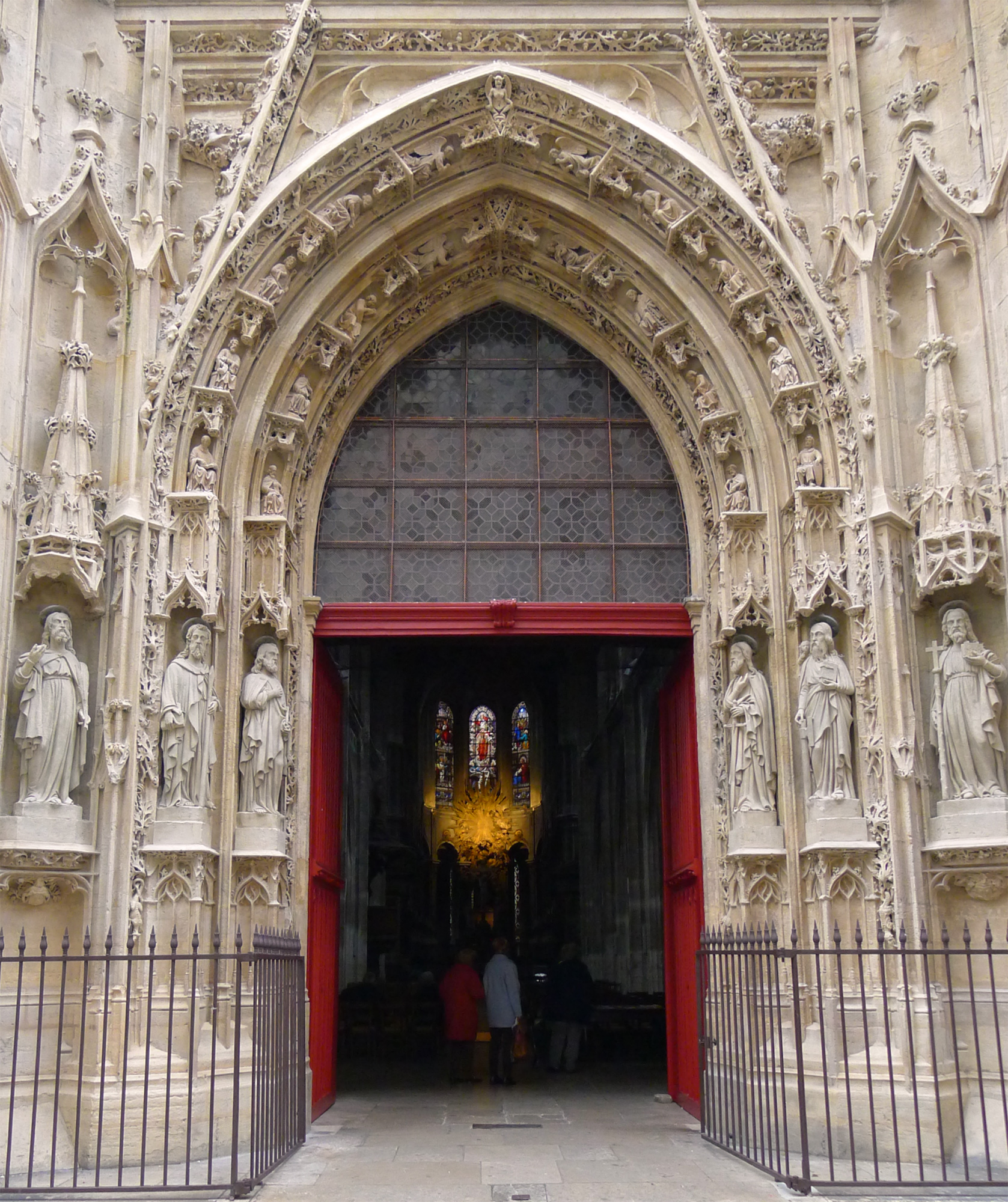
Portail central, rue Saint-Martin.
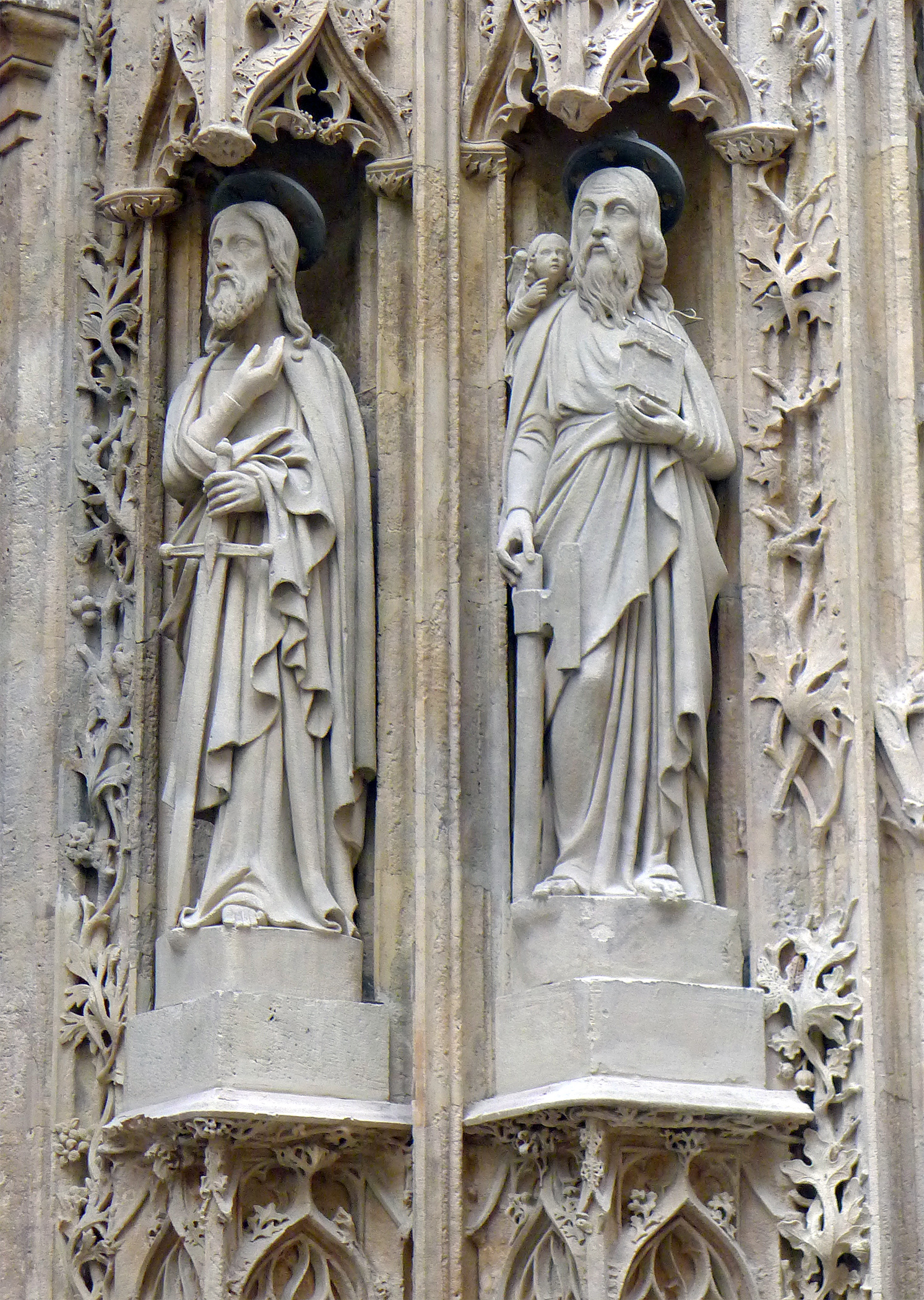
Statues de saint Paul et de saint Matthieu.
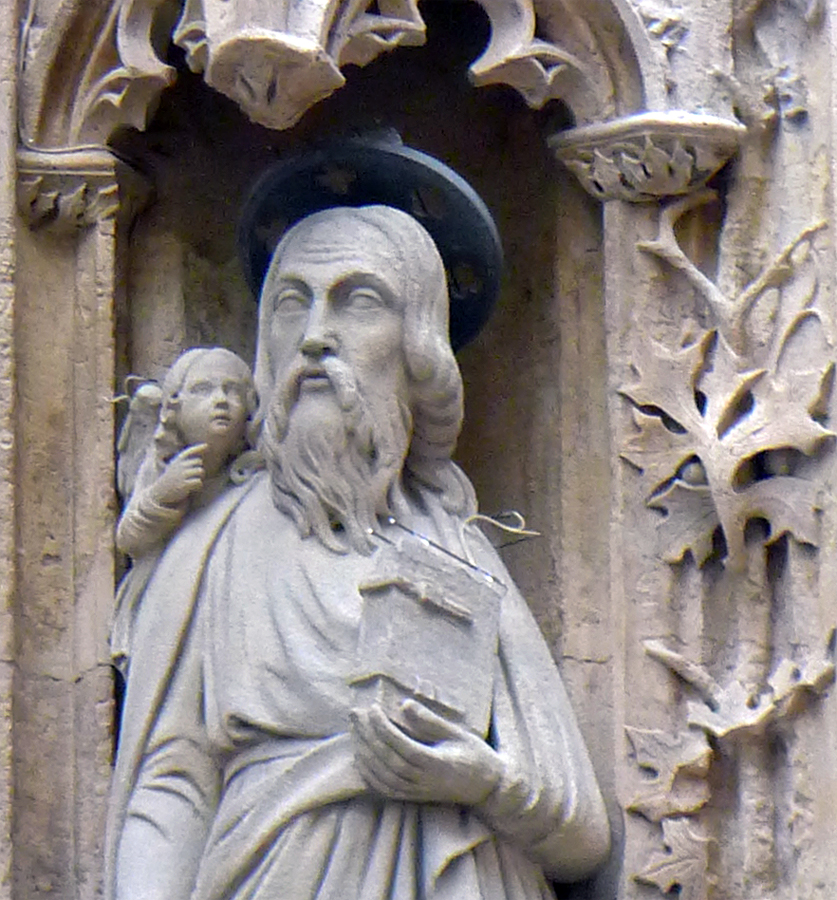
Plan rapproché de saint Matthieu accompagné d'un ange.
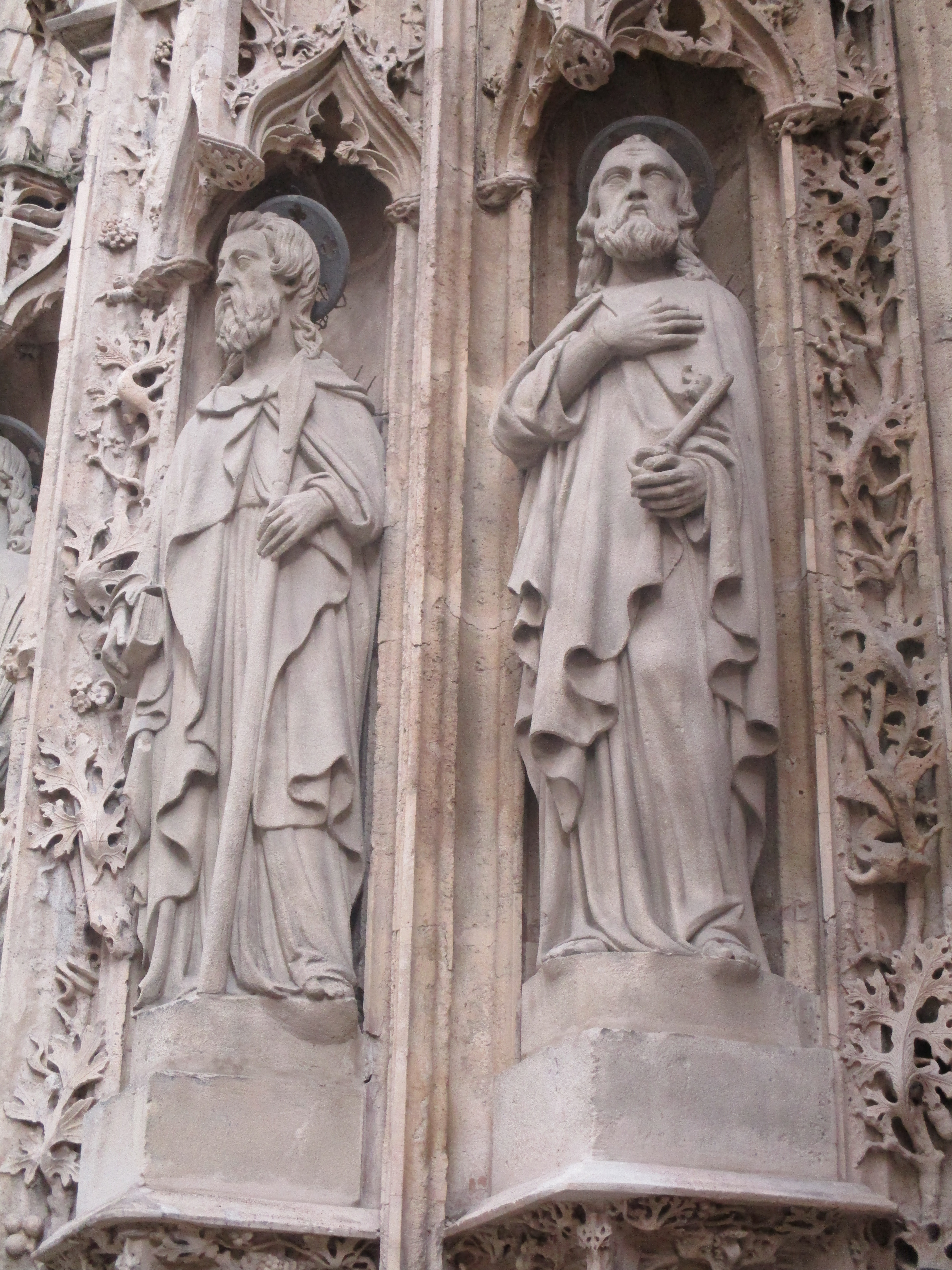
Saint Thomas (avec la lance de son martyre) et saint Pierre (avec la clef)
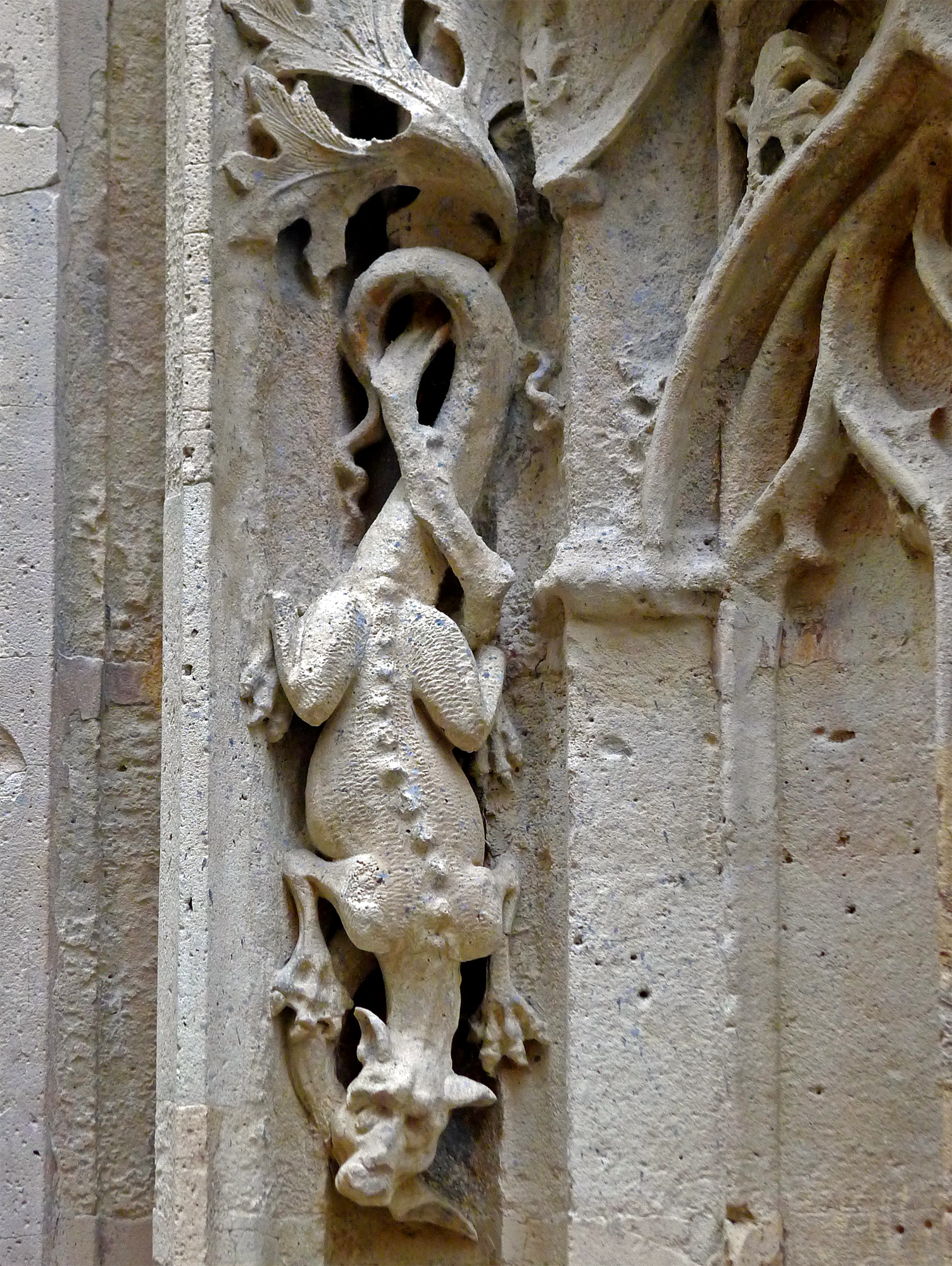
Bestiaire : salamandre.

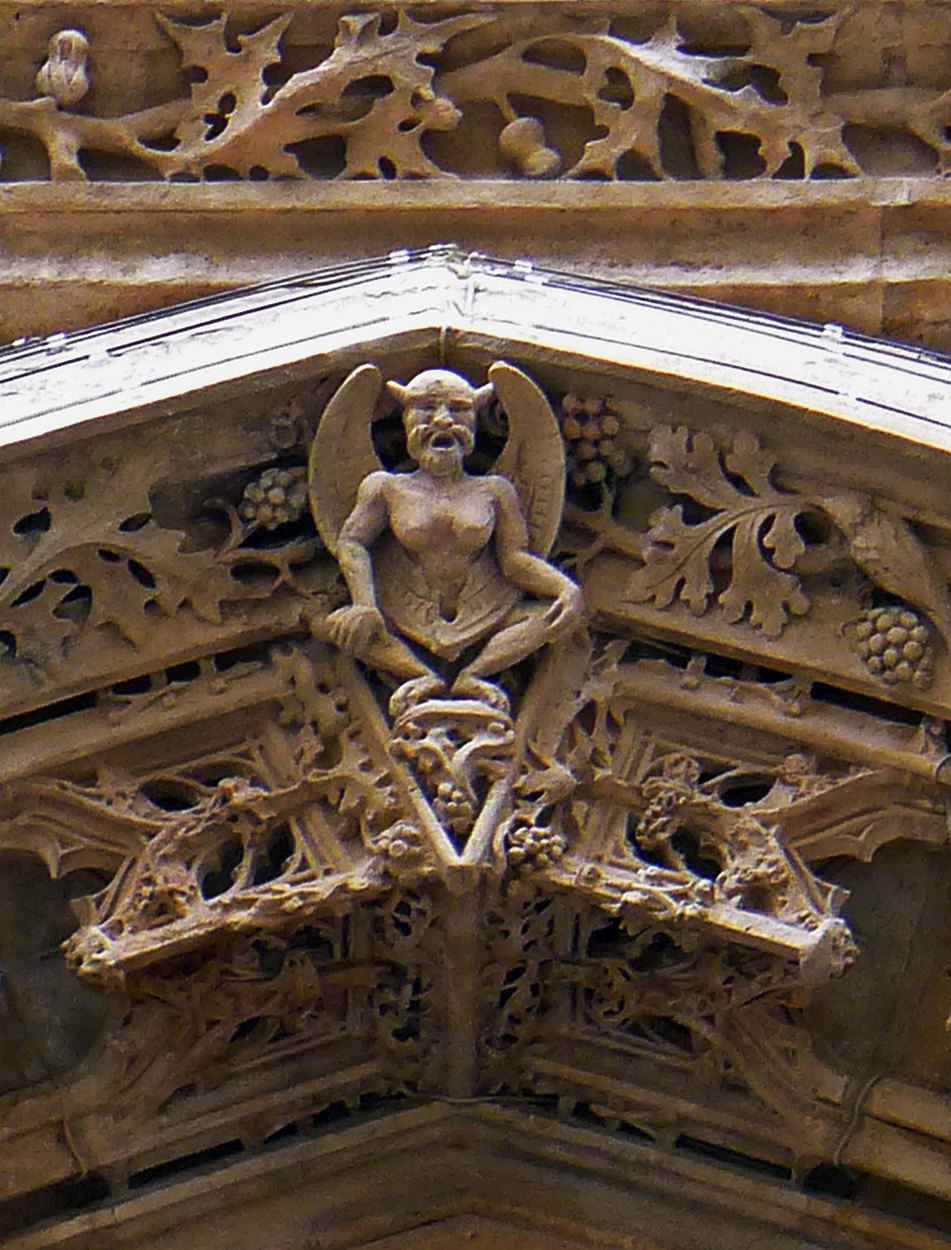
Le « Baphomet » du portail principal.

Sur cette façade ouest les maîtres sculpteurs du XVIe siècle ont posé sous nos yeux d'étranges figures, en particulier un bestiaire riche et étonnant. En revanche, celle qui orne la clé de voûte du portail principal date de la restauration menée dans les années 1841-1843. Elle représenterait le Baphomet, c’est-à-dire pour certains le diable, pour d’autres l'idole possiblement vénérée par les Templiers (dont la maison principale se trouvait très près de Saint-Merry), ou enfin tout simplement l'occitanisation de Mahomet.
Ce petit diablotin, être cornu mi-homme mi-femme, doté d’ailes de chauve-souris, évoque les publications d’Eliphas Lévi (né Alphonse-Louis Constant 1810-1875). Il appartient à l’iconographie occultiste du XIXe siècle, inspirée d’anciennes figures trouvées chez les Templiers. Cette présence insolite est signalée par Claude Seignolle dans son recueil de nouvelles La Nuit des Halles, Umberto Eco dans son roman Le Pendule de Foucault ainsi que par les auteurs Éric Giacometti et Jacques Ravenne dans leur roman Le Septième Templier (page 429). Comme l'ensemble de la façade principale, il a été restauré lors des travaux réalisés en 2013-2014.
Le flanc nord de l'église a été dégagé en 1950 des maisons qui s’y appuyaient.

Façade nord
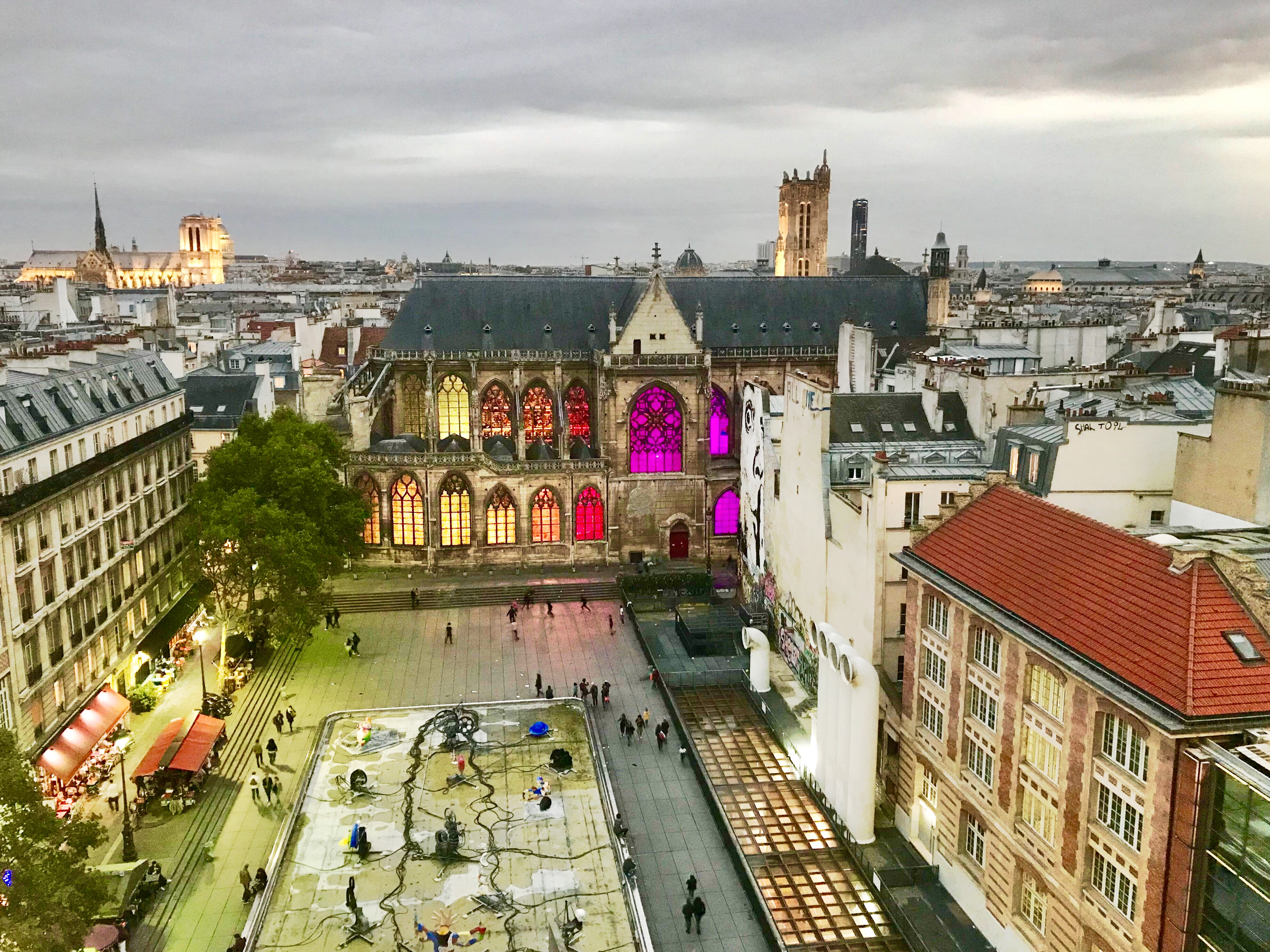
Avec la place Igor-Stravinsky, et derrière la tour Saint-Jacques et Notre-Dame.
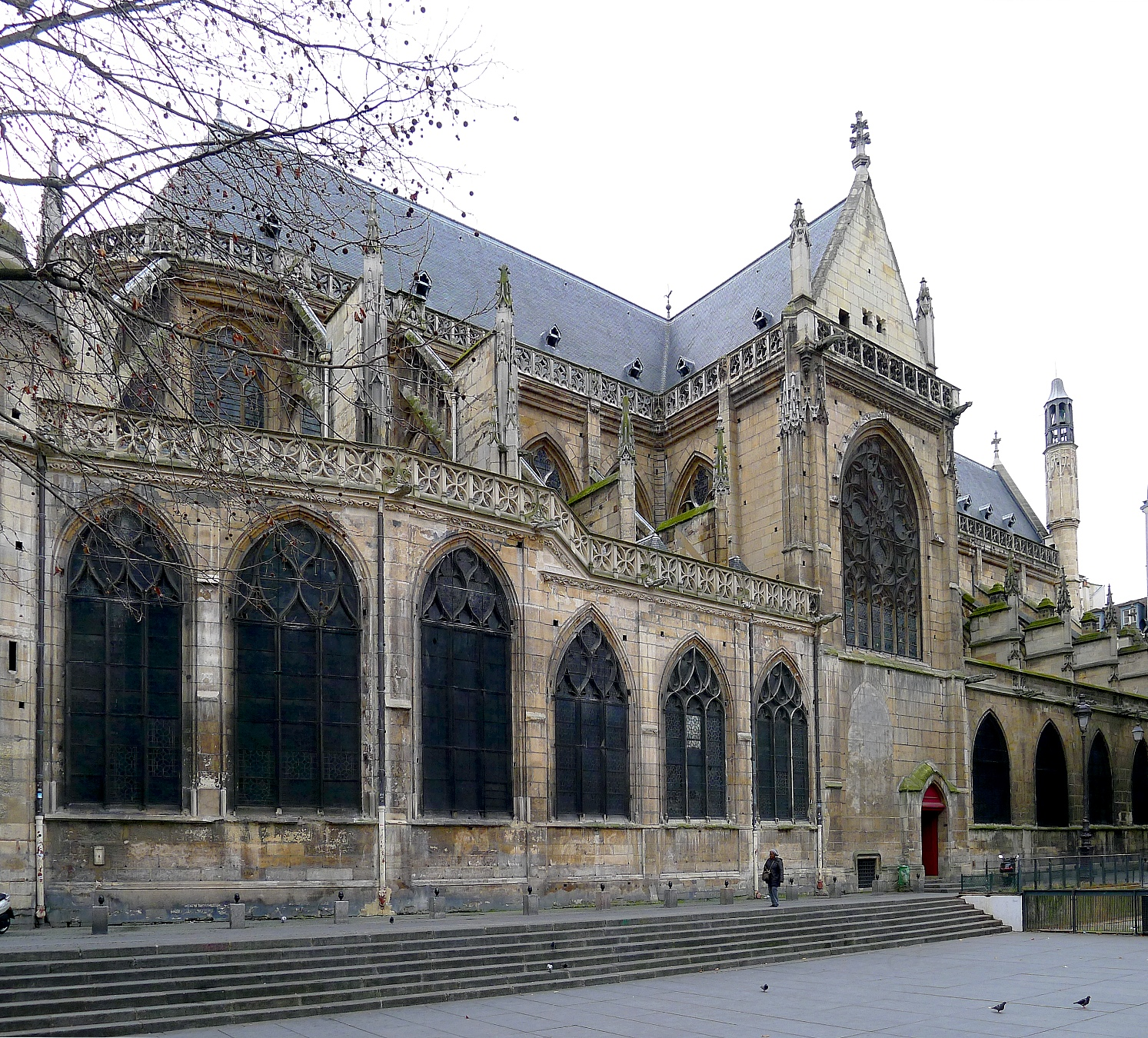
Vue d'ensemble.
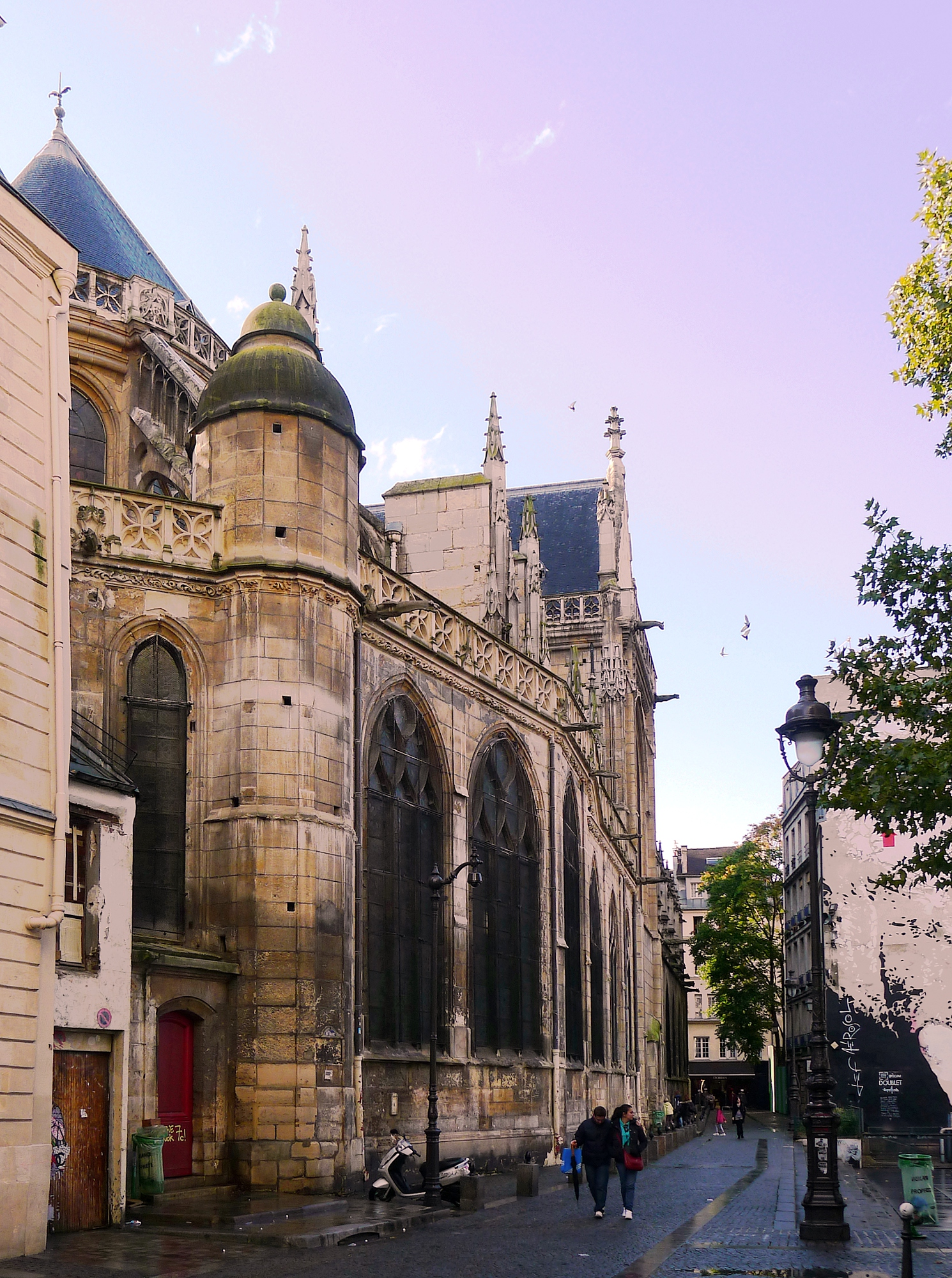
Avec la rue du Cloître-Saint-Merri.

Le long de cette façade se trouvent de nombreuses gargouilles.

Les gargouilles
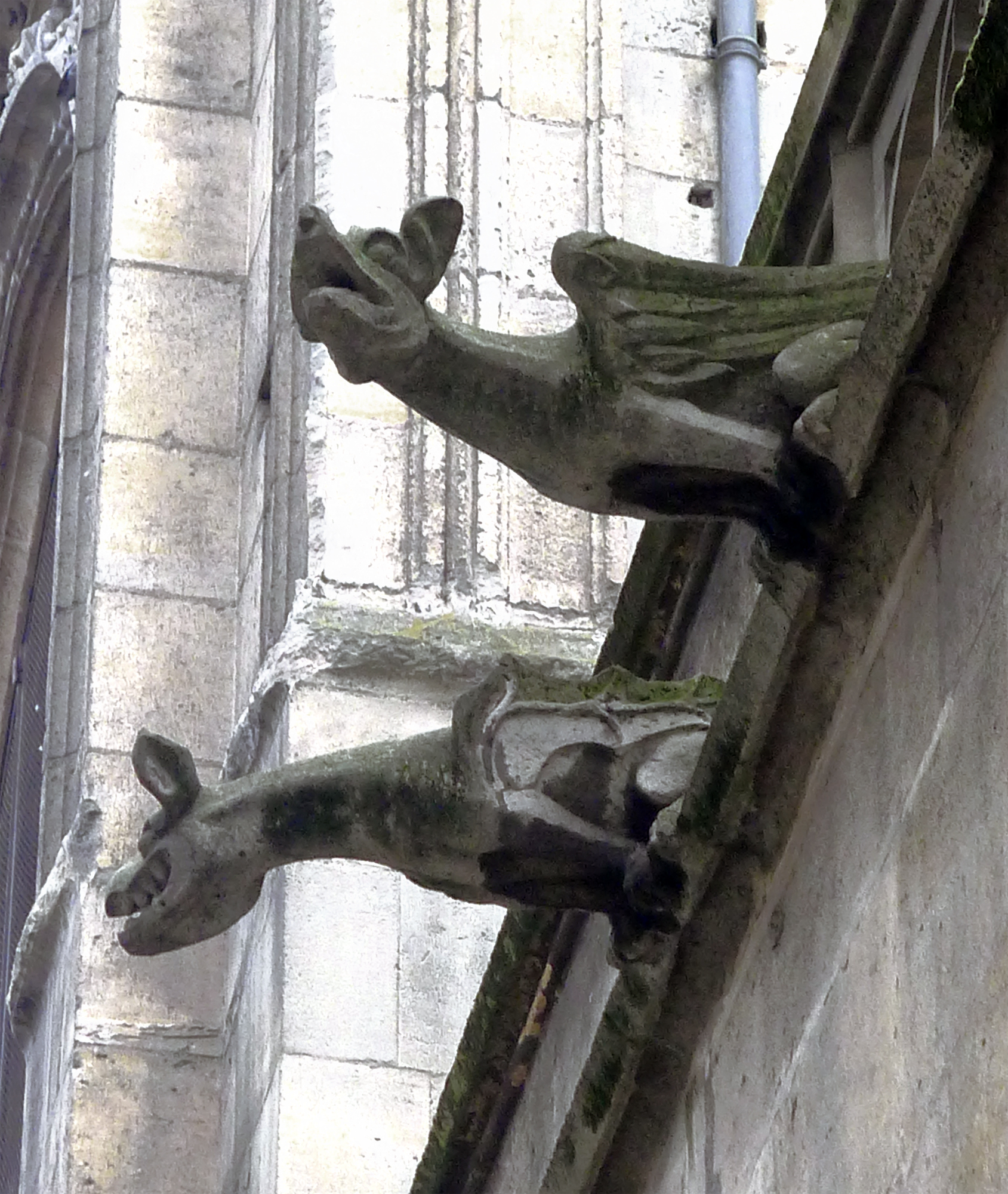
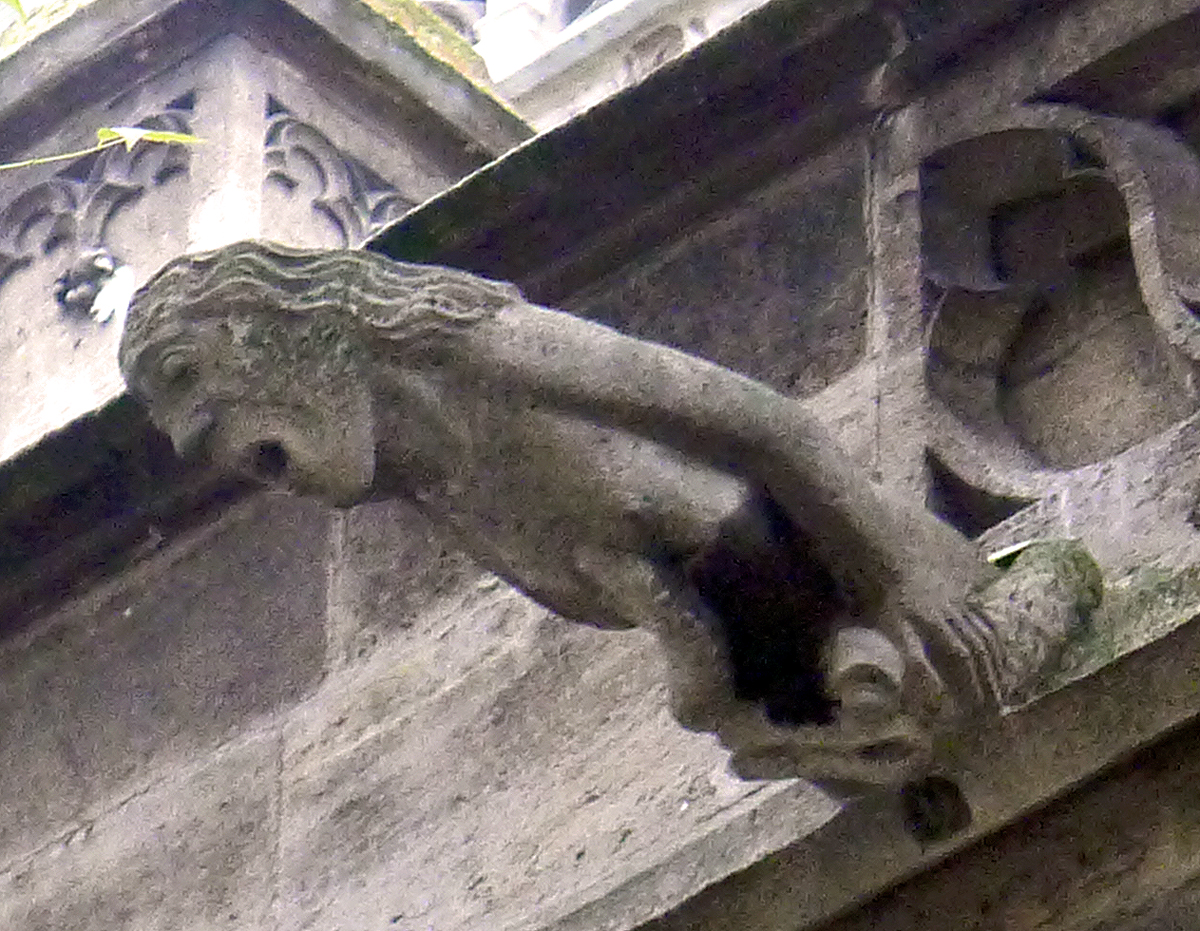
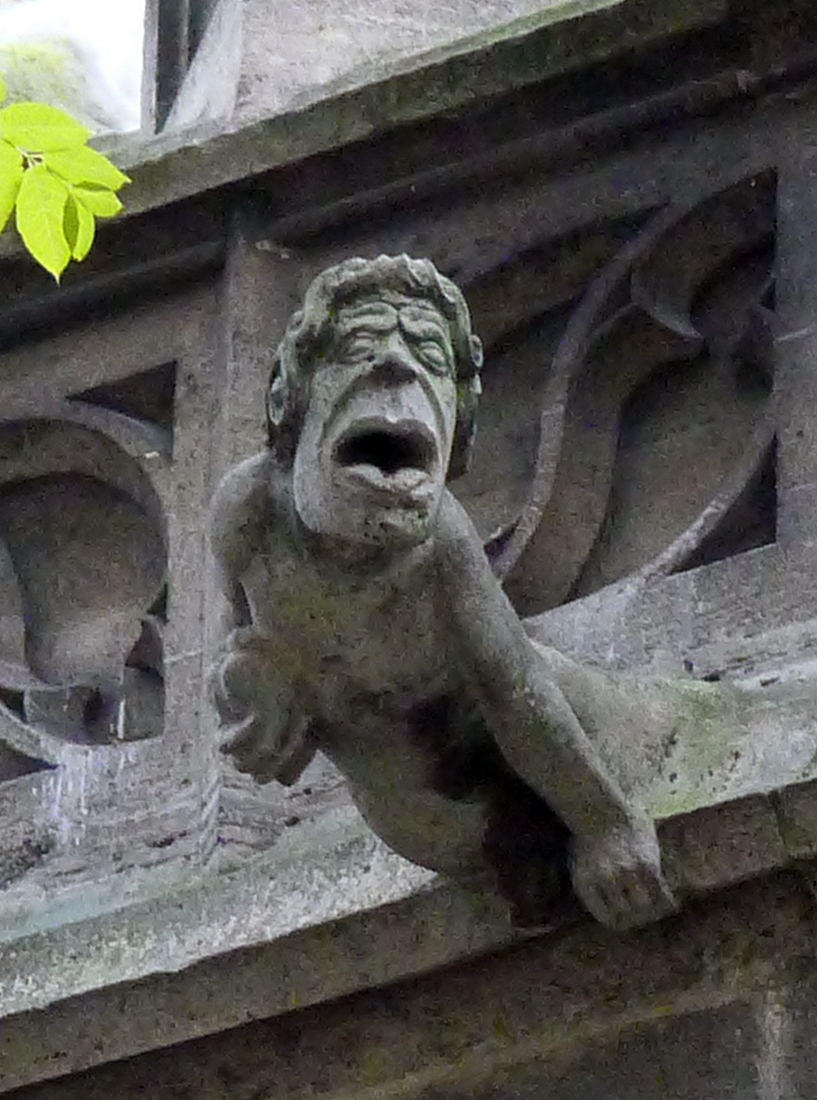
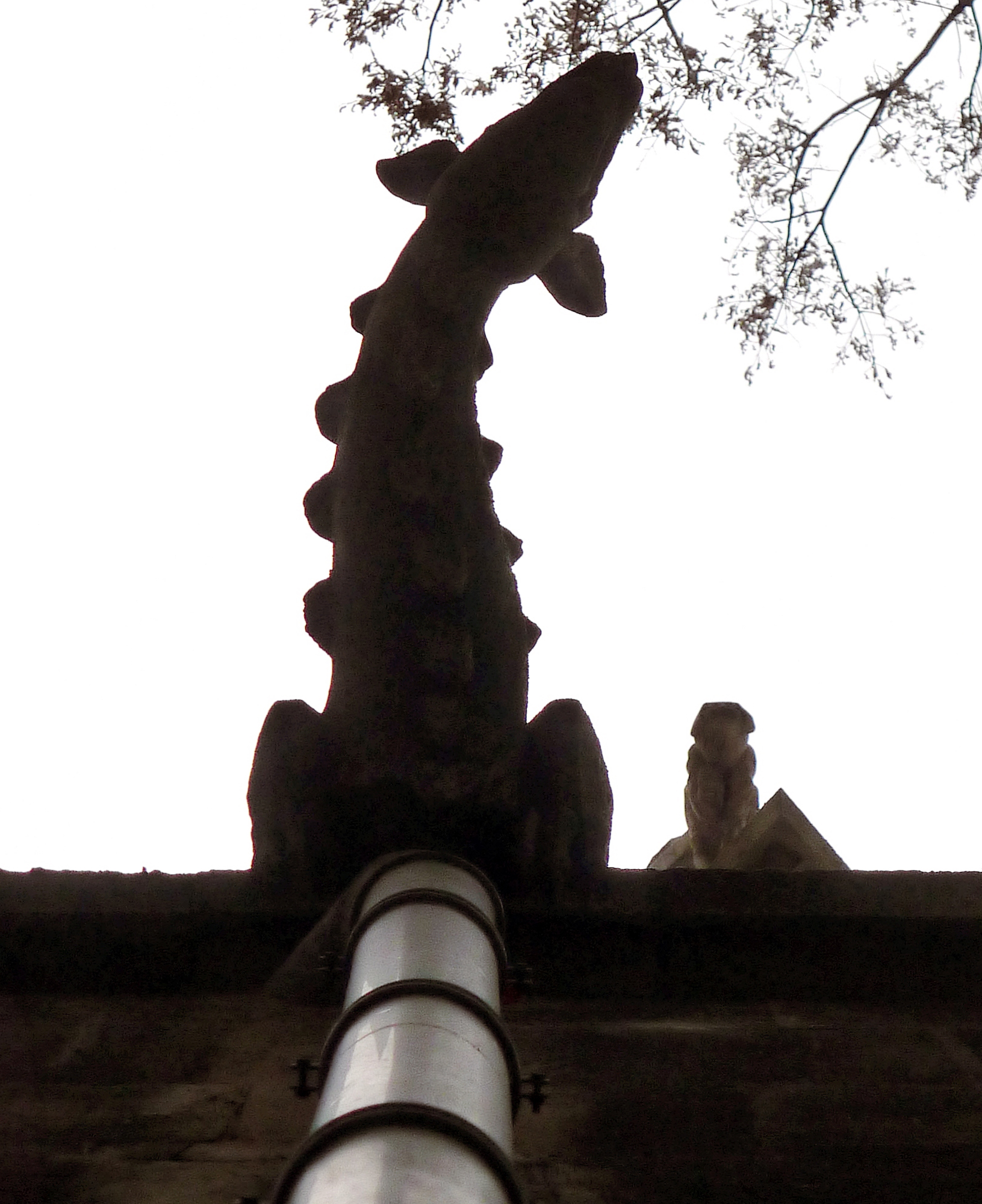

La façade sud, du fait des immeubles confrontant l'église, n'est pas visible de la rue. Une vue de 1892, prise d'une fenêtre d'un bâtiment proche, permet toutefois d'en apercevoir les parties hautes. De même le chevet, caché par les bâtiments qui jouxtent l'église à l'Est, est peu visible.

Façade sud et chevet
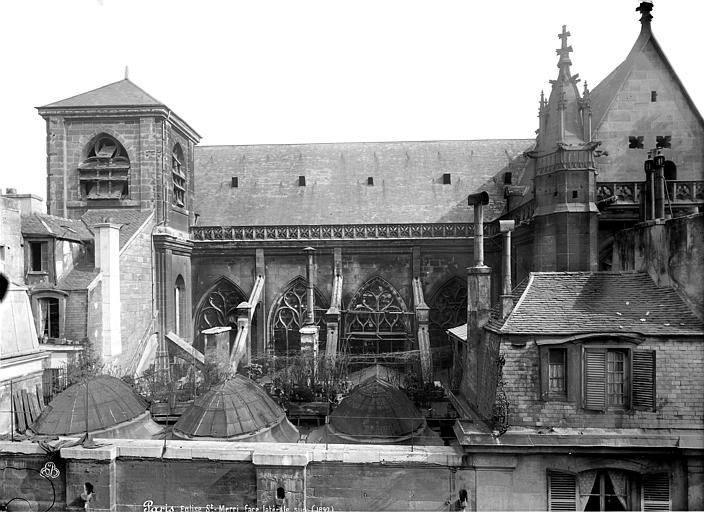
Façade sud (1892).
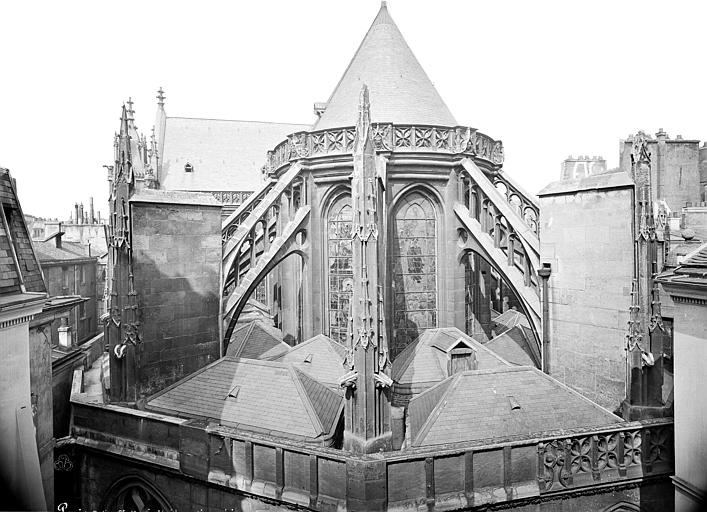
Chevet (1892).
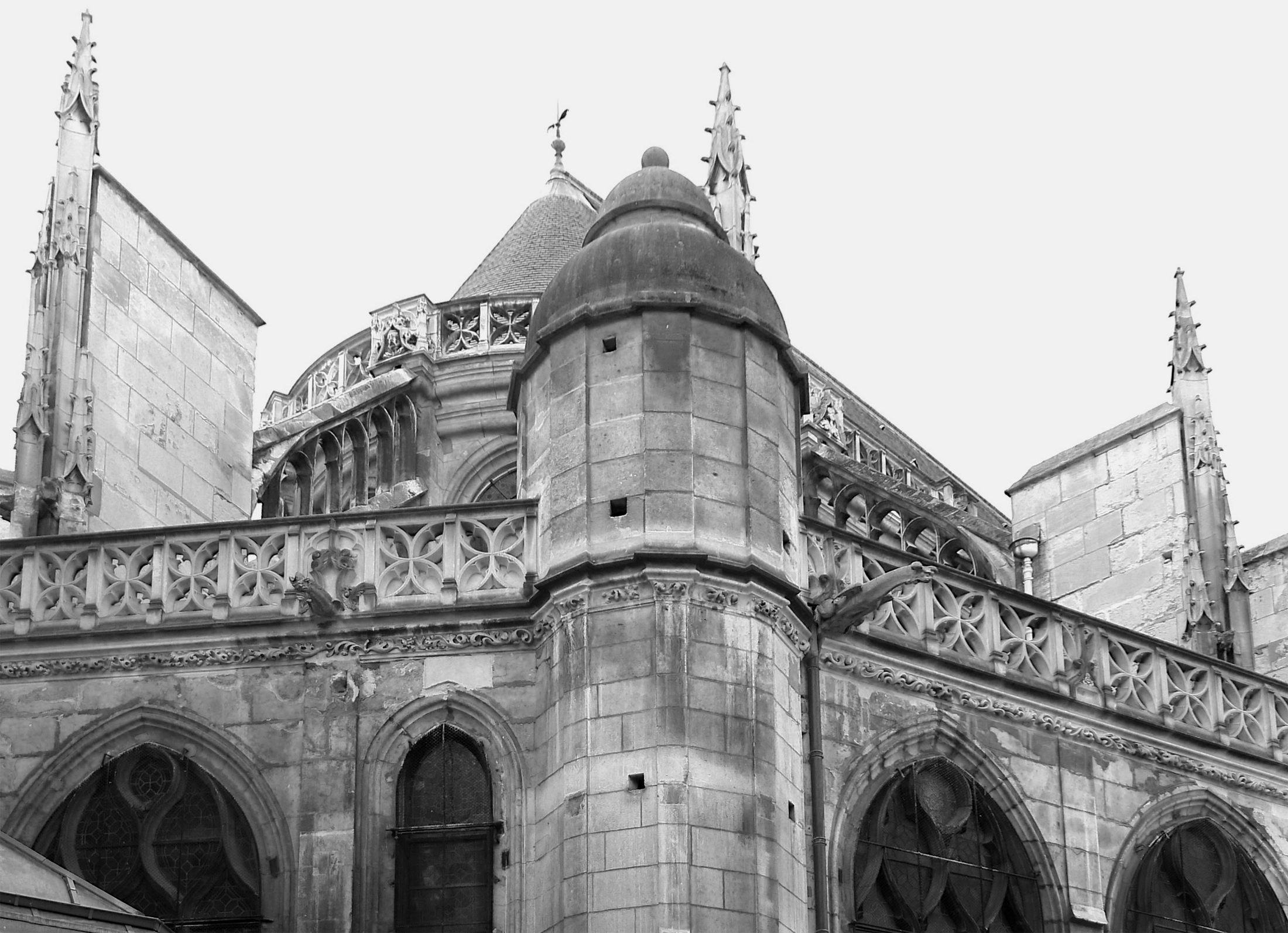
Chevet (2014).

### Vitraux
Les verrières des fenêtres hautes des premières travées de la nef datent du début du XVIe siècle et retracent, à droite, les vies de saint Nicolas de Myre, de sainte Agnès, de saint François d'Assise, et de la Vierge ; à gauche, la vie de sainte Marie Madeleine, des miracles du Christ, les vies de saint Jean Baptiste et de saint Thomas.
Les vitraux latéraux du chœur sont aussi du XVIe siècle et illustrent à gauche, L’Histoire du patriarche Joseph en Égypte ; à droite, L’Apostolat de saint Pierre. Ceux de l’abside, avec au centre La Résurrection du Christ, ont été réalisés en 1866 sur les cartons de Claudius Lavergne.
Trois autres vitraux du XVIe siècle sont enclavés dans la chapelle à gauche de la chapelle axiale de la Vierge, et représentent saint Martin partageant son manteau avec un pauvre, une Piéta et saint Éloi. Des fragments divers, également du XVIe siècle, ont été remontés en médaillons, au XIXe siècle, dans la chapelle axiale de la Vierge.
Les vitraux des verrières du transept et du chœur du côté nord sont attribués à Nicolas Beaurain. Des précisions furent apportées en 1997 sur la datation des vitraux attribués à Jean Chastellain, du côté sud, et à Nicolas Pinaigrier.
Dès 1733, une partie des vitraux de la nef sont détruits et remplacés par des verrières blanches pour faciliter la lecture pendant l’office. Entre 1750 et 1754, ce sont les verrières du déambulatoire qui sont elles aussi détruites. Entre 1847 et 1865, Prosper Lafaye restaure les vitraux du chevet et du chœur. De nouvelles restaurations sont entreprises en 1870.

Quelques vitraux
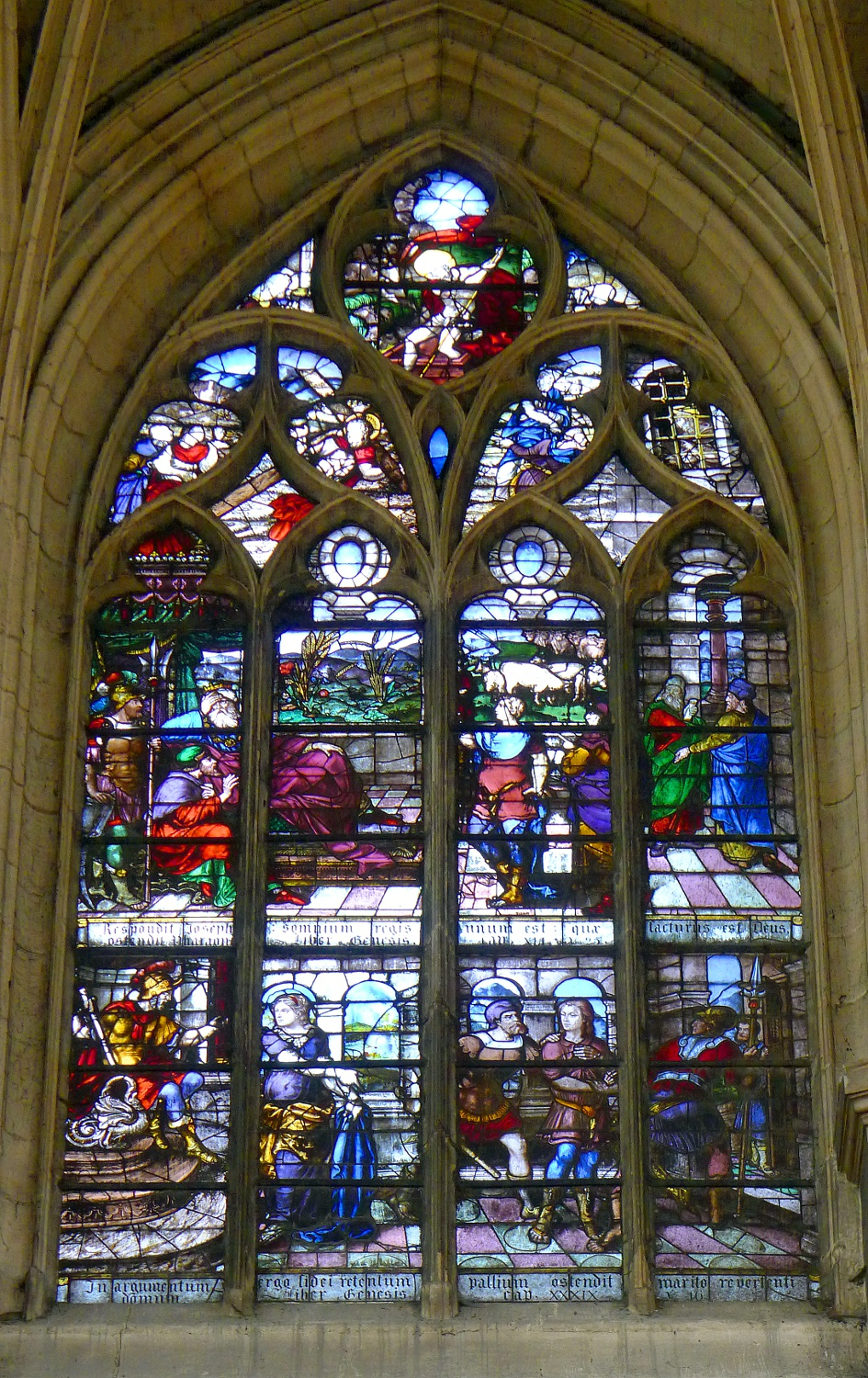
Un des vitraux nord de la nef. Joseph et la femme de Putiphar ; au-dessus : Résurrection, Portement de croix et saint Pierre en prison.
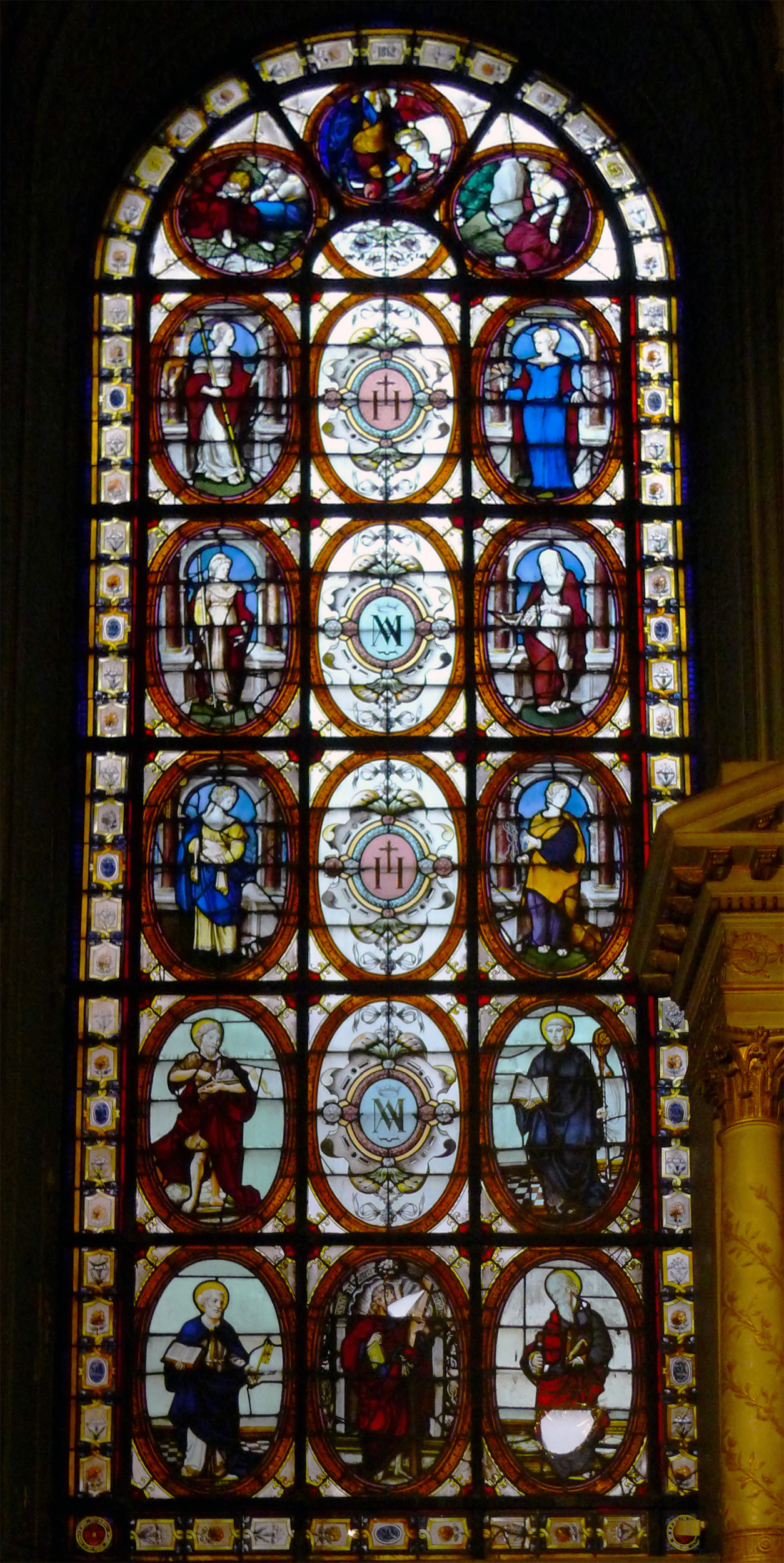
Vitrail gauche (chapelle de la Vierge).
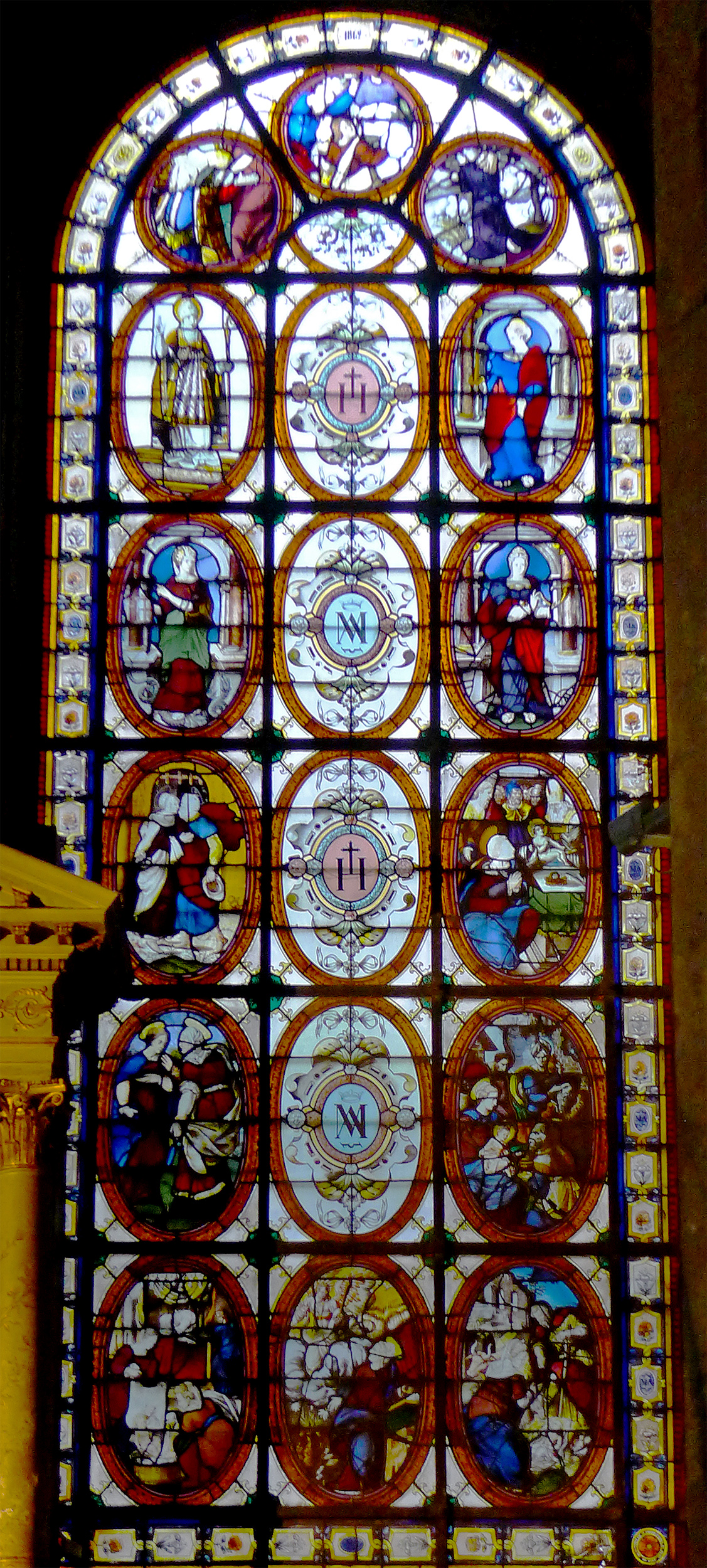
Vitrail droit (chapelle de la Vierge).
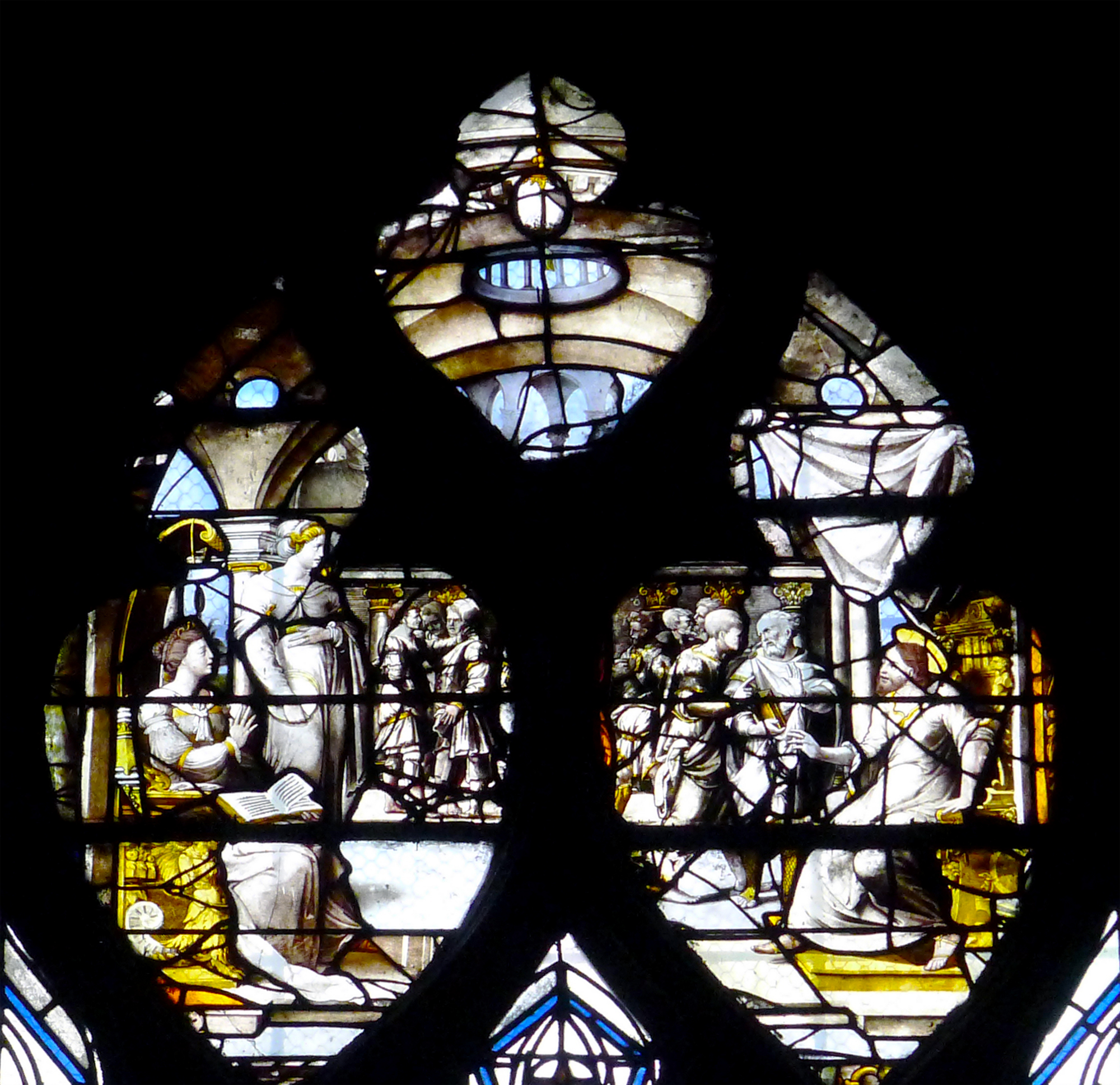
Un des vitraux (détail) des chapelles nord de l'abside. Jésus chez Marthe et Marie.

### Nef et collatéraux
La nef à cinq travées et à voûte en ogive fut achevée en 1520. Les travées à arcades en tiers-point sont soutenues par de grands piliers à fûts multiples. Elle a la particularité de n’avoir qu’un bas-côté nord, et deux bas-côtés sud.
La nef est décorée d’une frise courant sous les fenêtres hautes où l’on distingue quatre personnages allongés au milieu de feuillages et d’animaux : à gauche saint Merry  et Moïse tenant les Tables de la Loi, à droite saint Pierre et Aaron.
L’entrée du second bas-côté droit de la nef possède une clôture Renaissance en bois provenant de la chapelle des Juges-Consuls, du XVIe siècle.

Vues générales de la nef
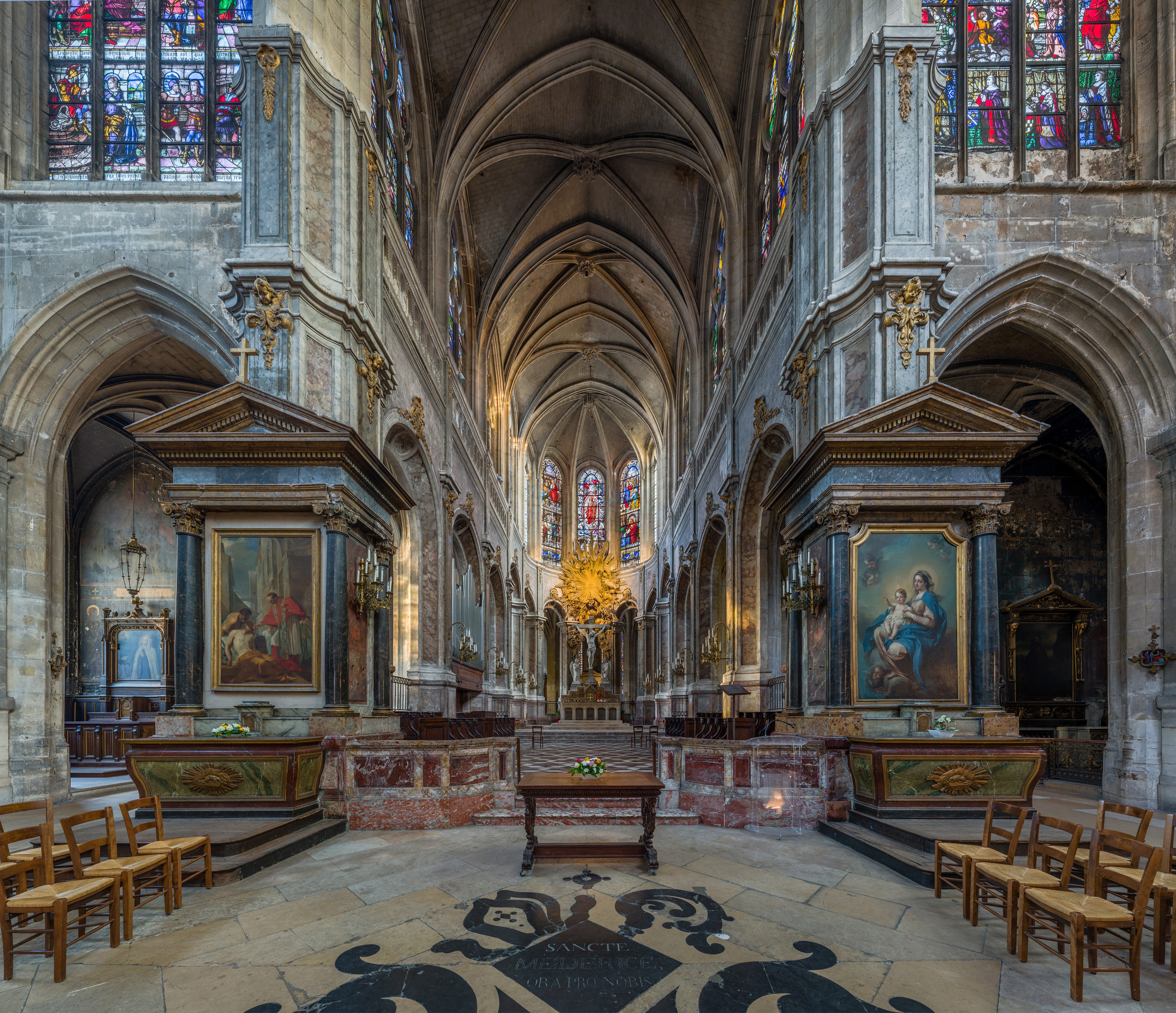
Vers l'abside.
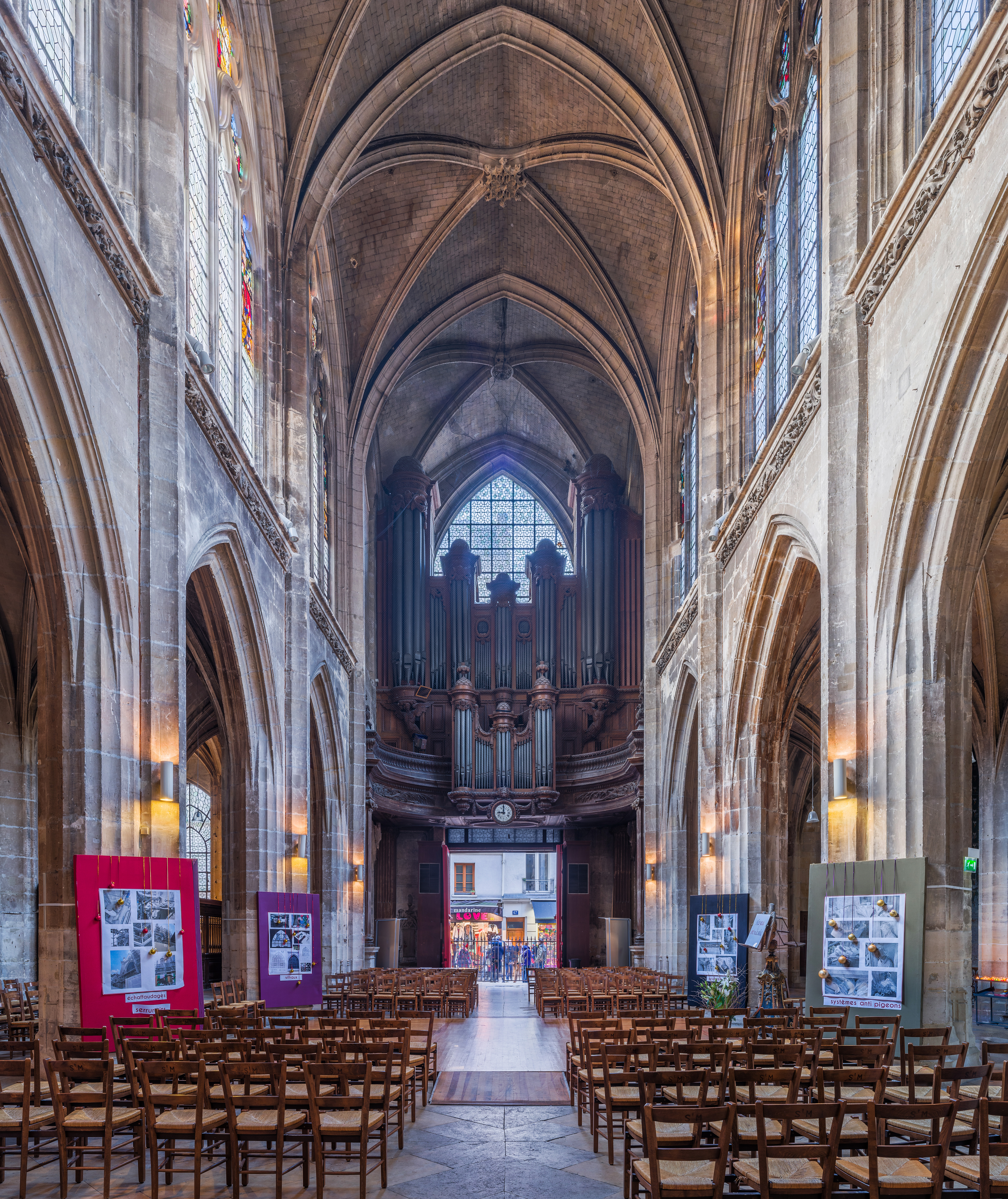
Vers l'entrée et l'orgue de tribune.
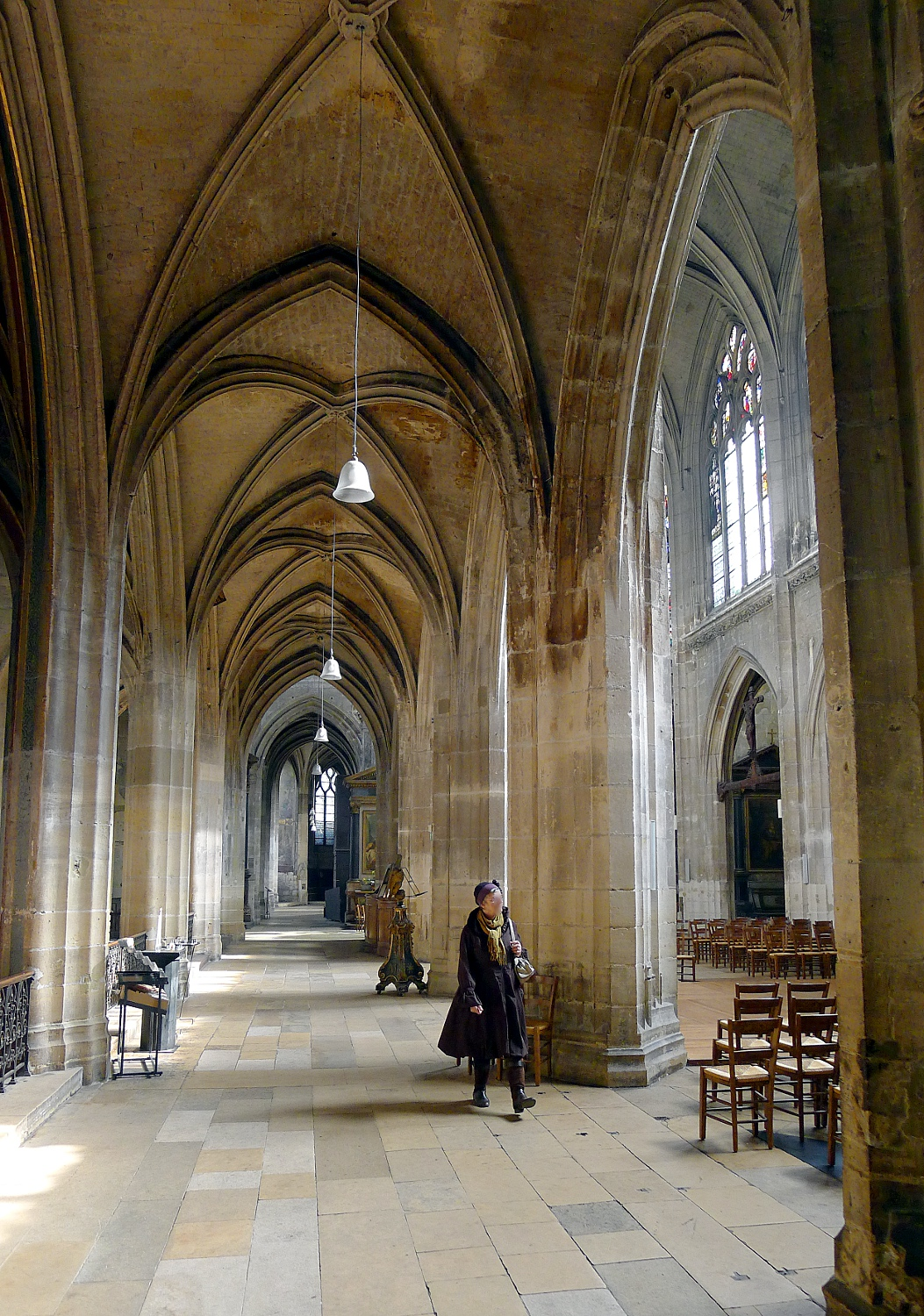
Collatéral nord.
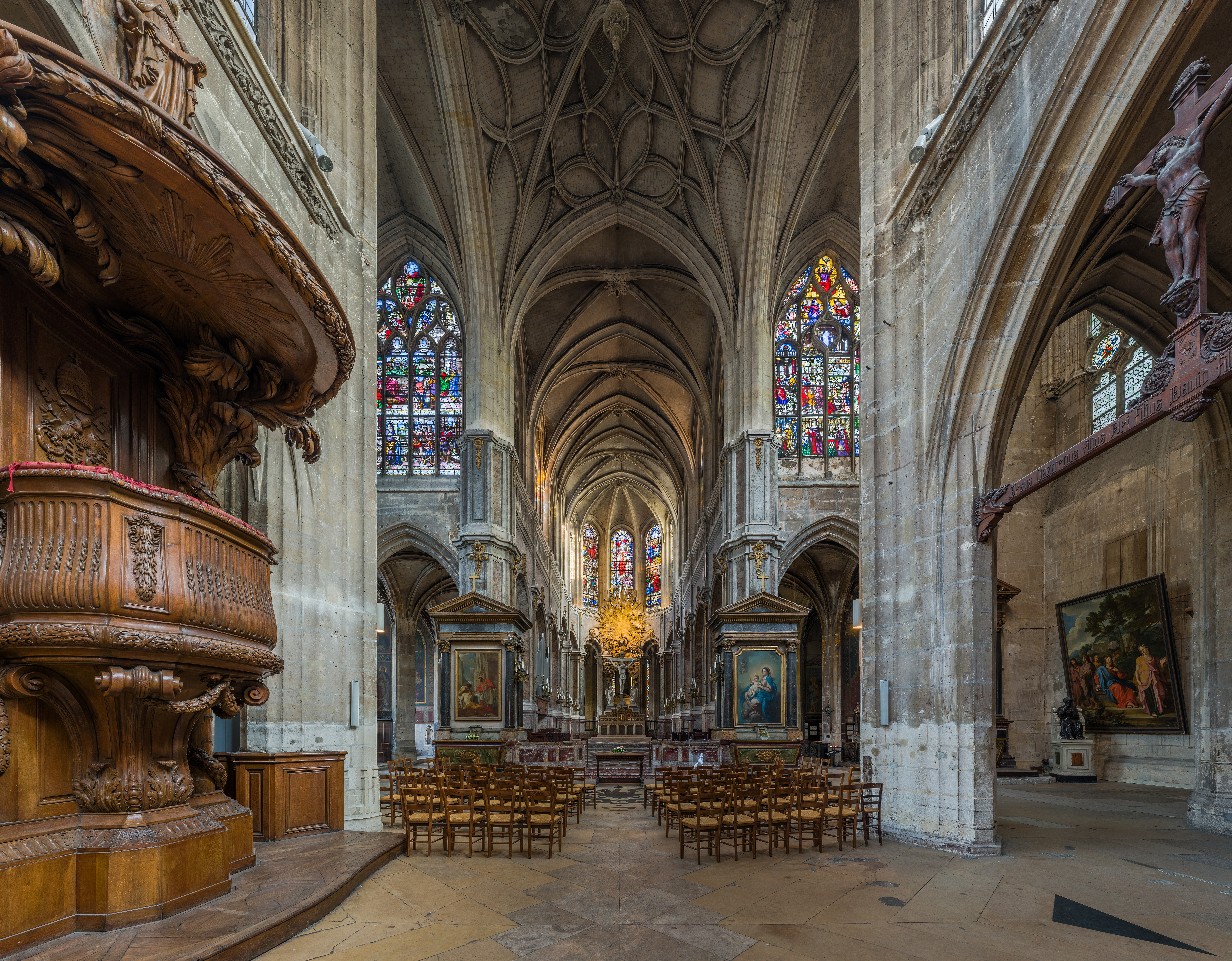
Autre vue de la nef centrale avec la chaire.
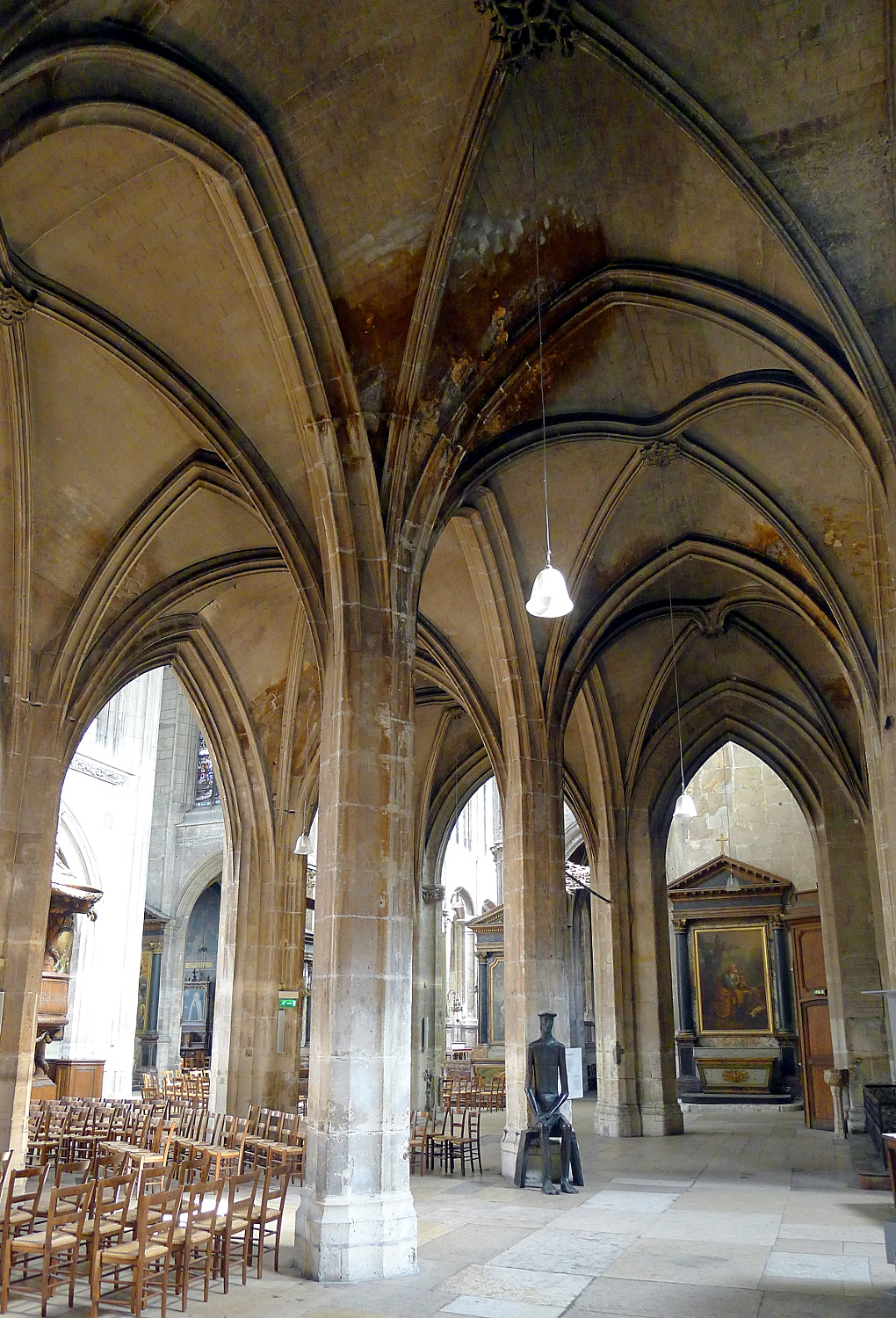
Collatéraux sud.
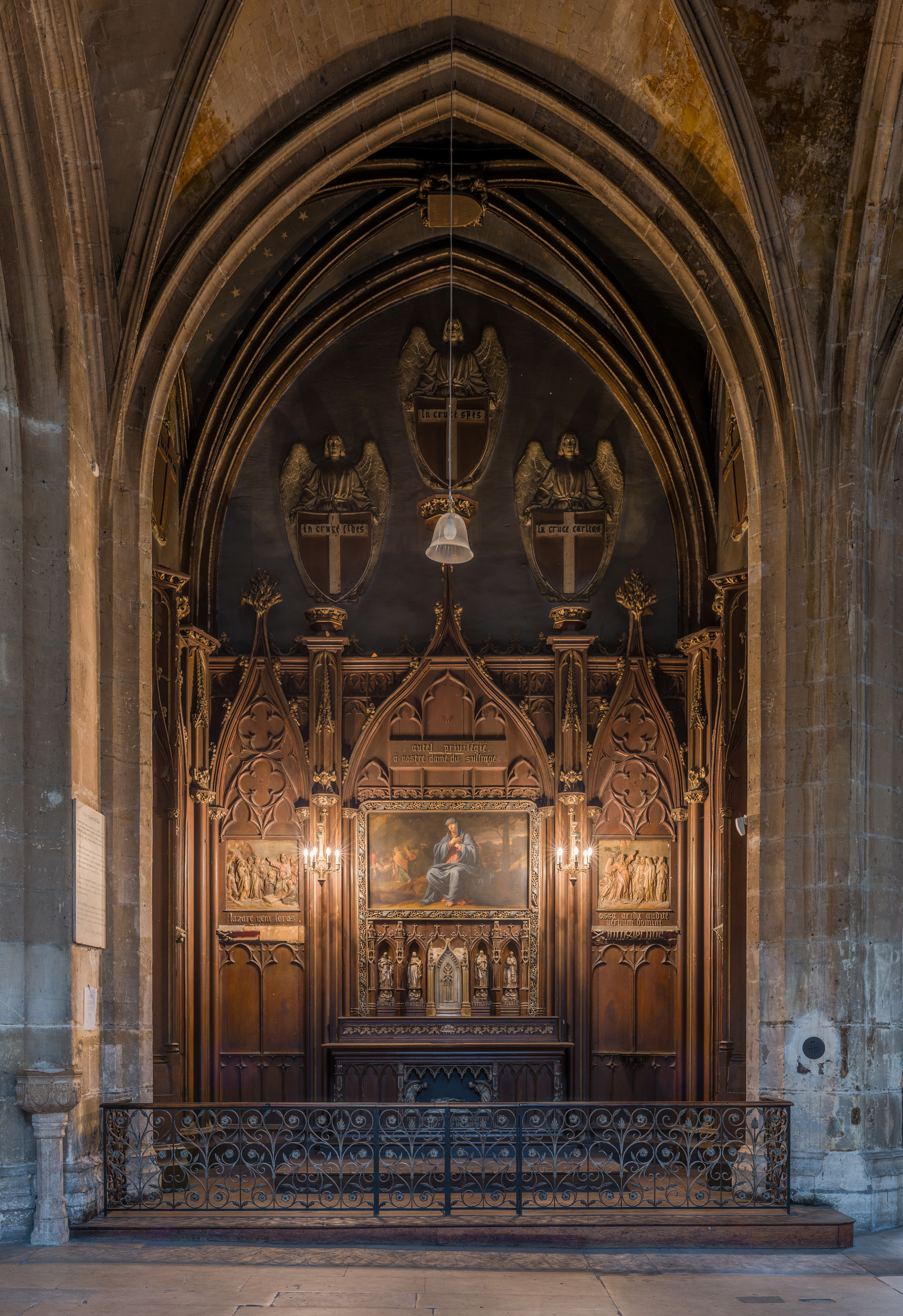
Chapelle latérale sud « Notre-Dame du Suffrage ».
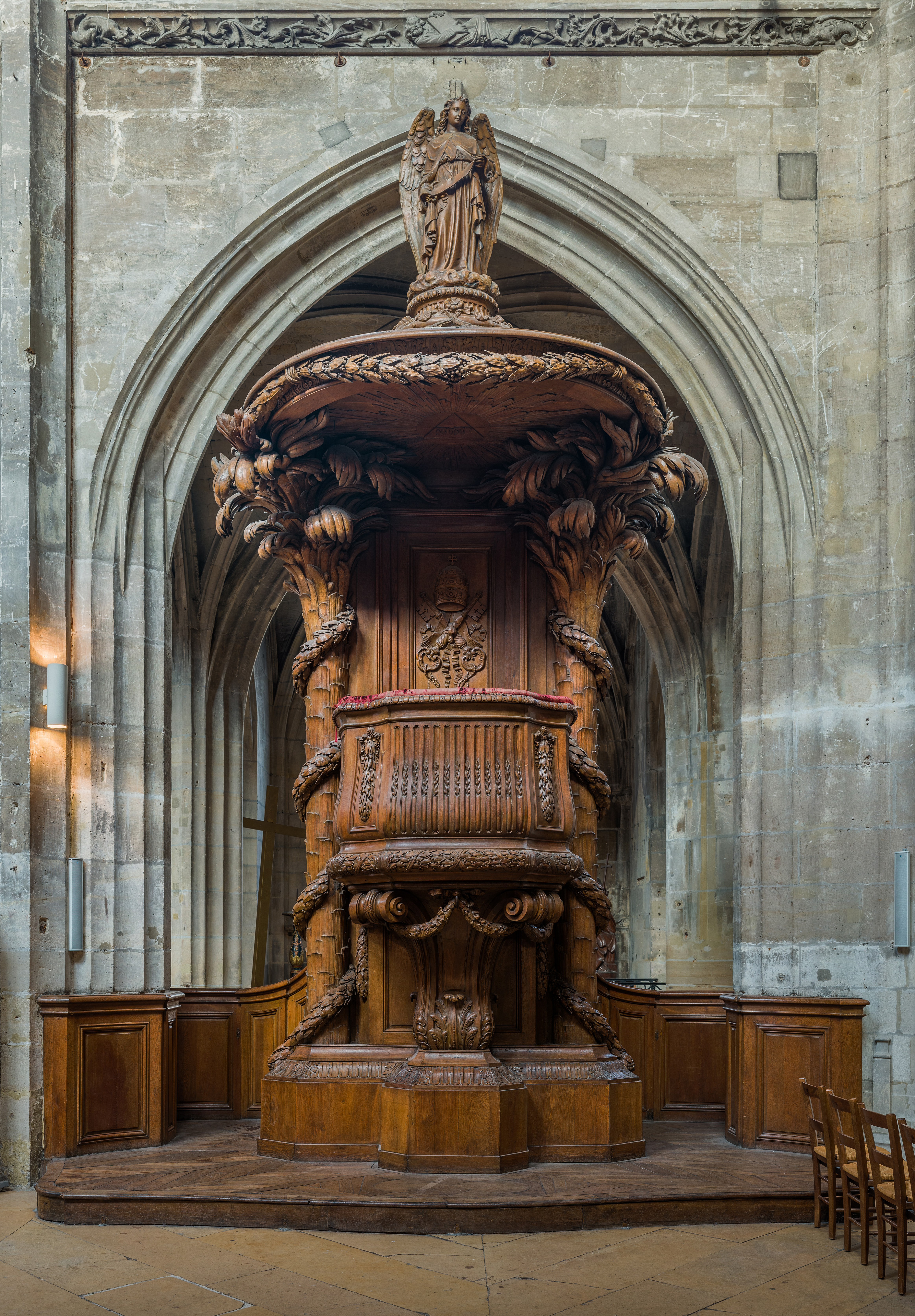
Chaire.

### Transept
Le transept a été commencé vers 1526 et achevé avant 1535. Le bras droit est cantonné de deux escaliers en vis-de-Saint-Gilles, remarquables ouvrages de stéréotomie, qui rappellent celles de l'architecte Martin Chambiges aux transepts de Sens, de Beauvais, et peut-être de Saint-Gervais.

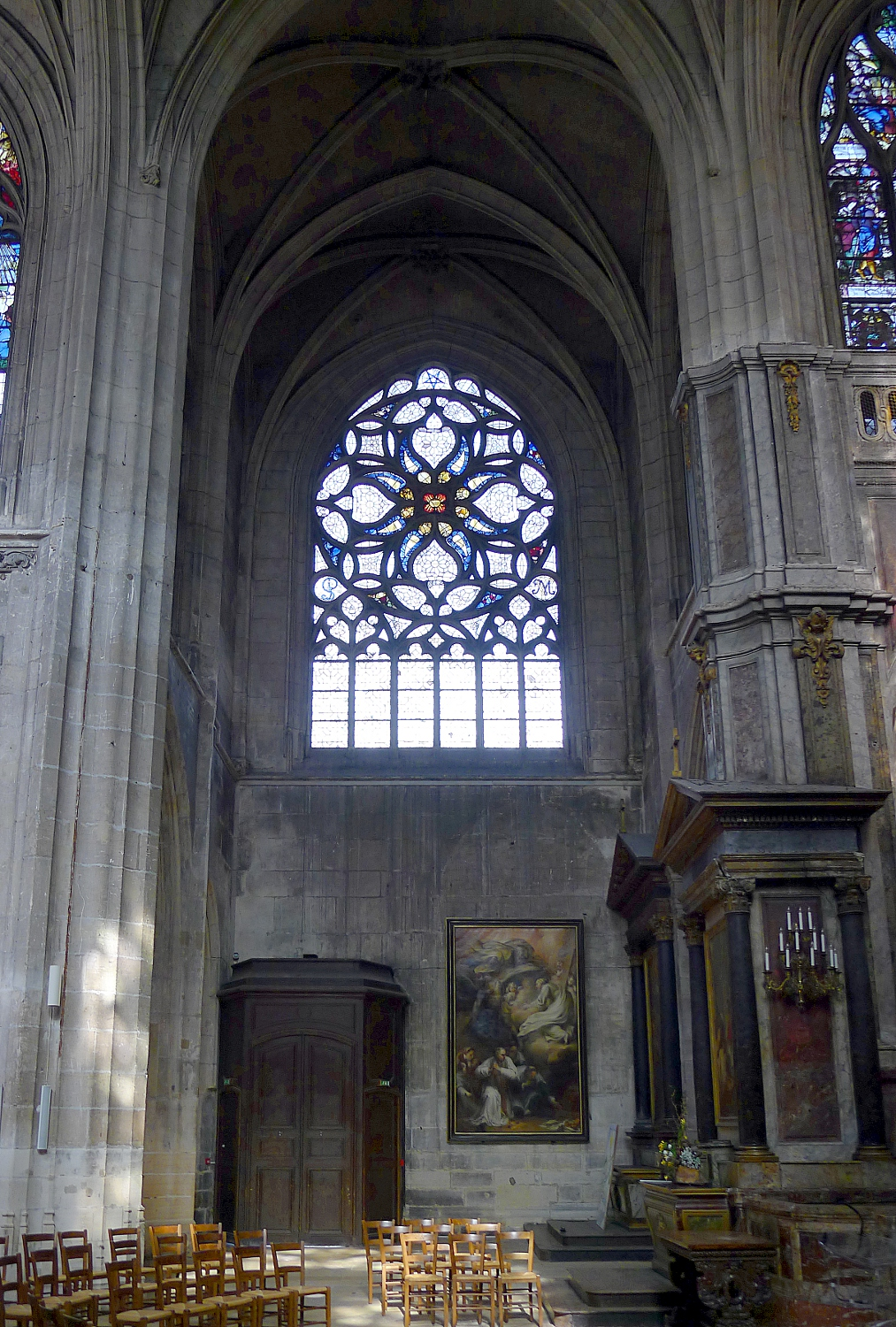
Transept nord.

### Chœur, chapelles d'abside et déambulatoire
Le chœur, achevé en 1552, est l’œuvre du maître-maçon Pierre Anglart. Sa longueur est sensiblement la même que la nef. Au XVIIIe siècle, le chœur est habillé de stuc. Il est décoré par les célèbres sculpteurs Slodtz.

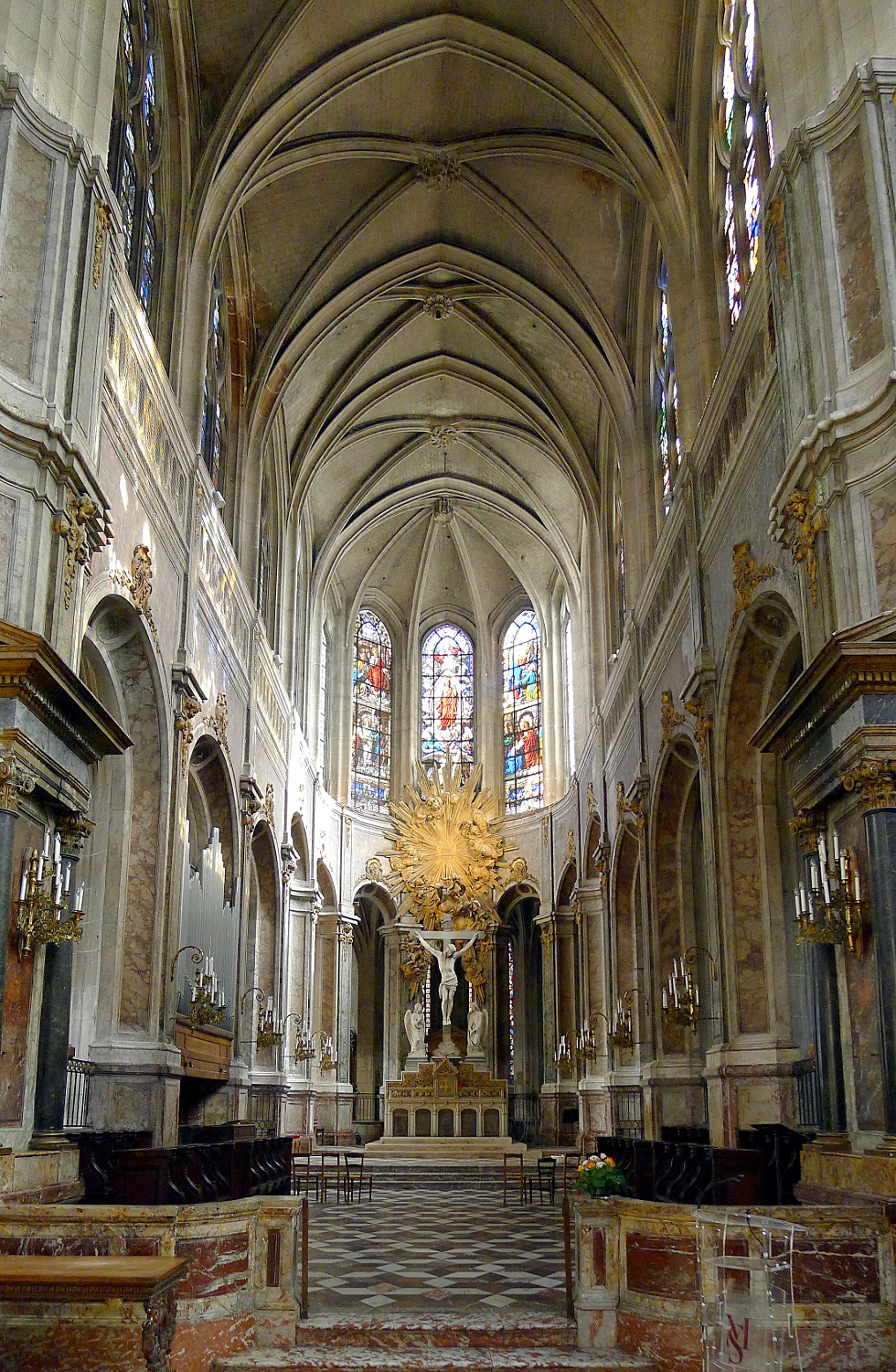
Chœur.
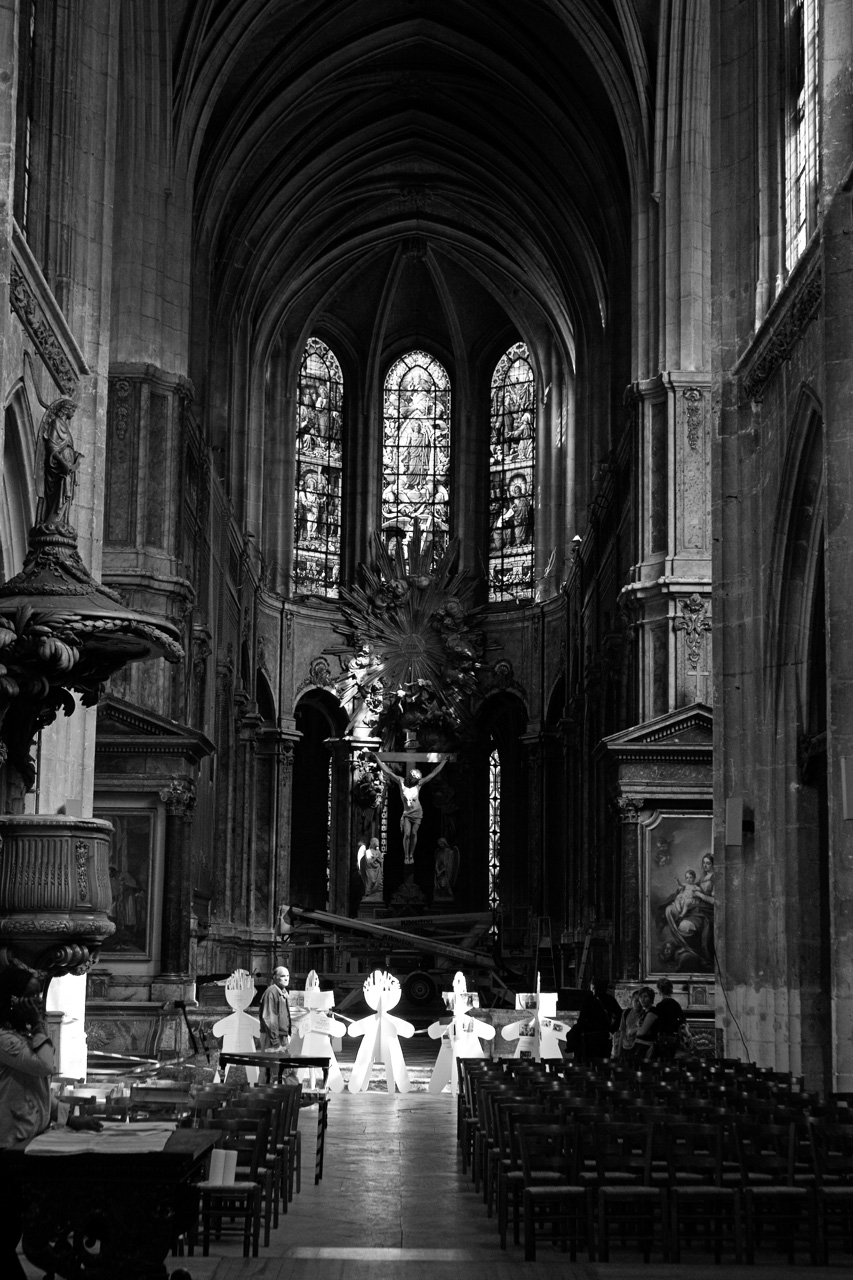
Autre photo du chœur.
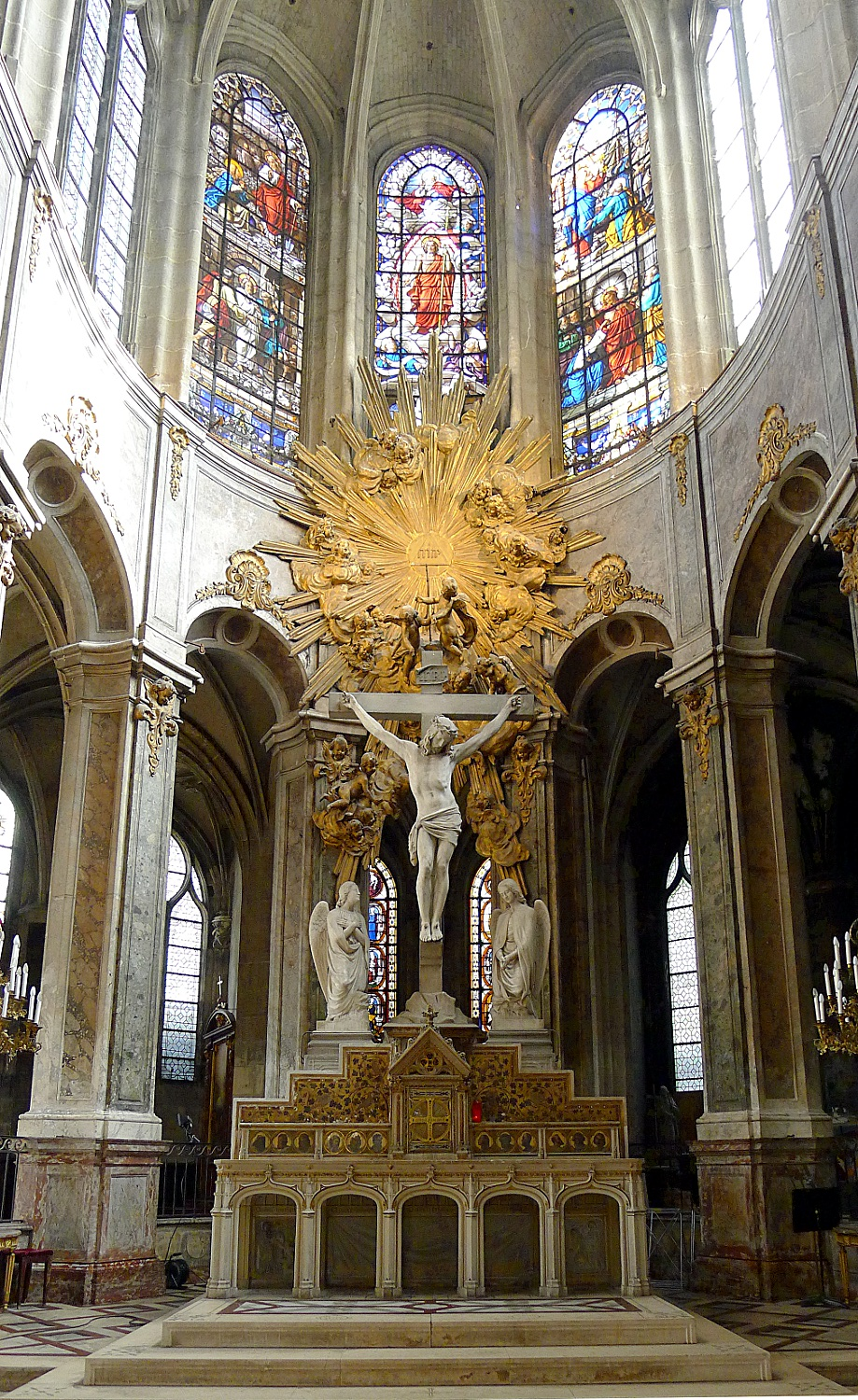
Maître-autel.
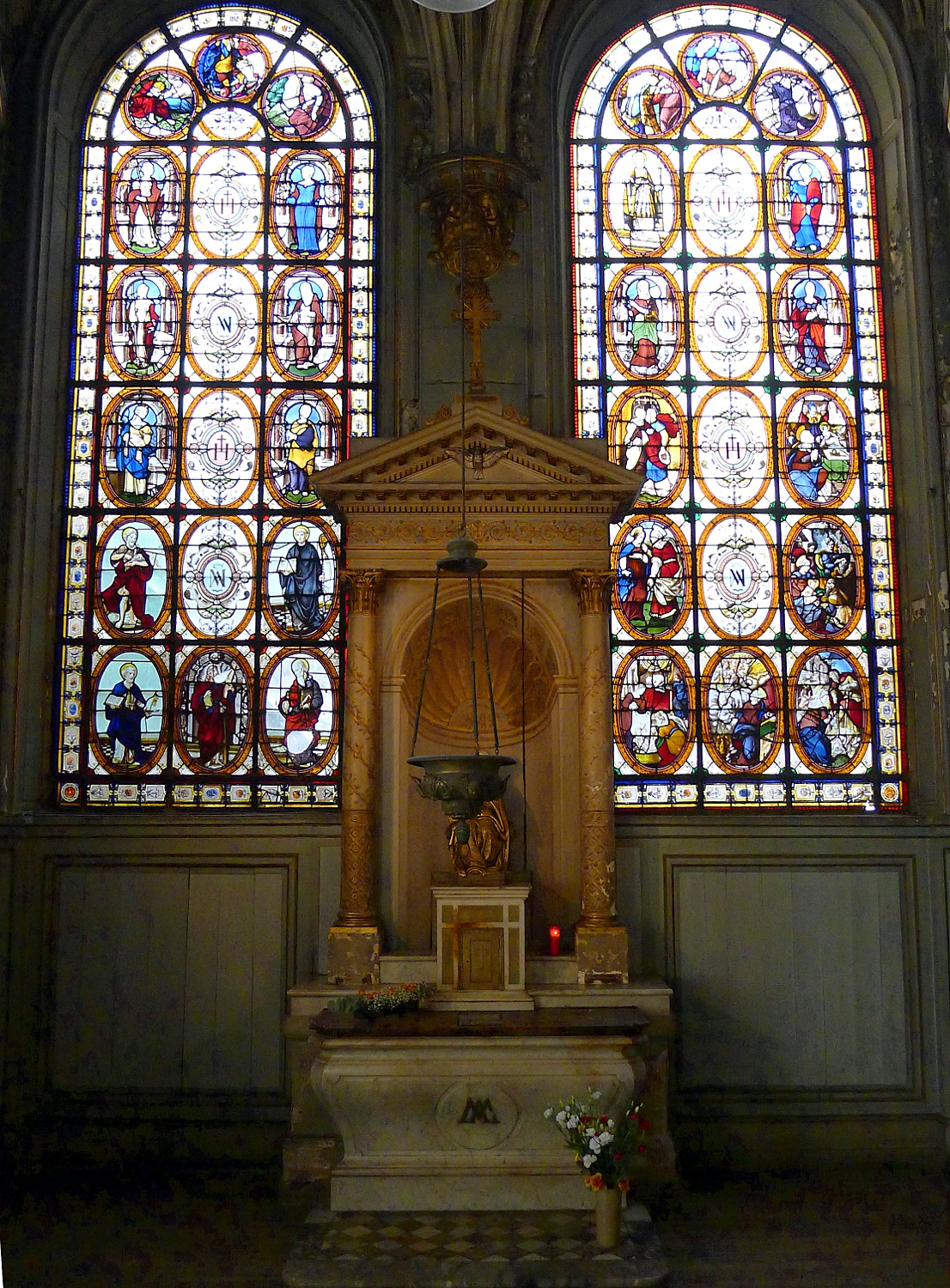
Chapelle de l'abside (chapelle de la Vierge).
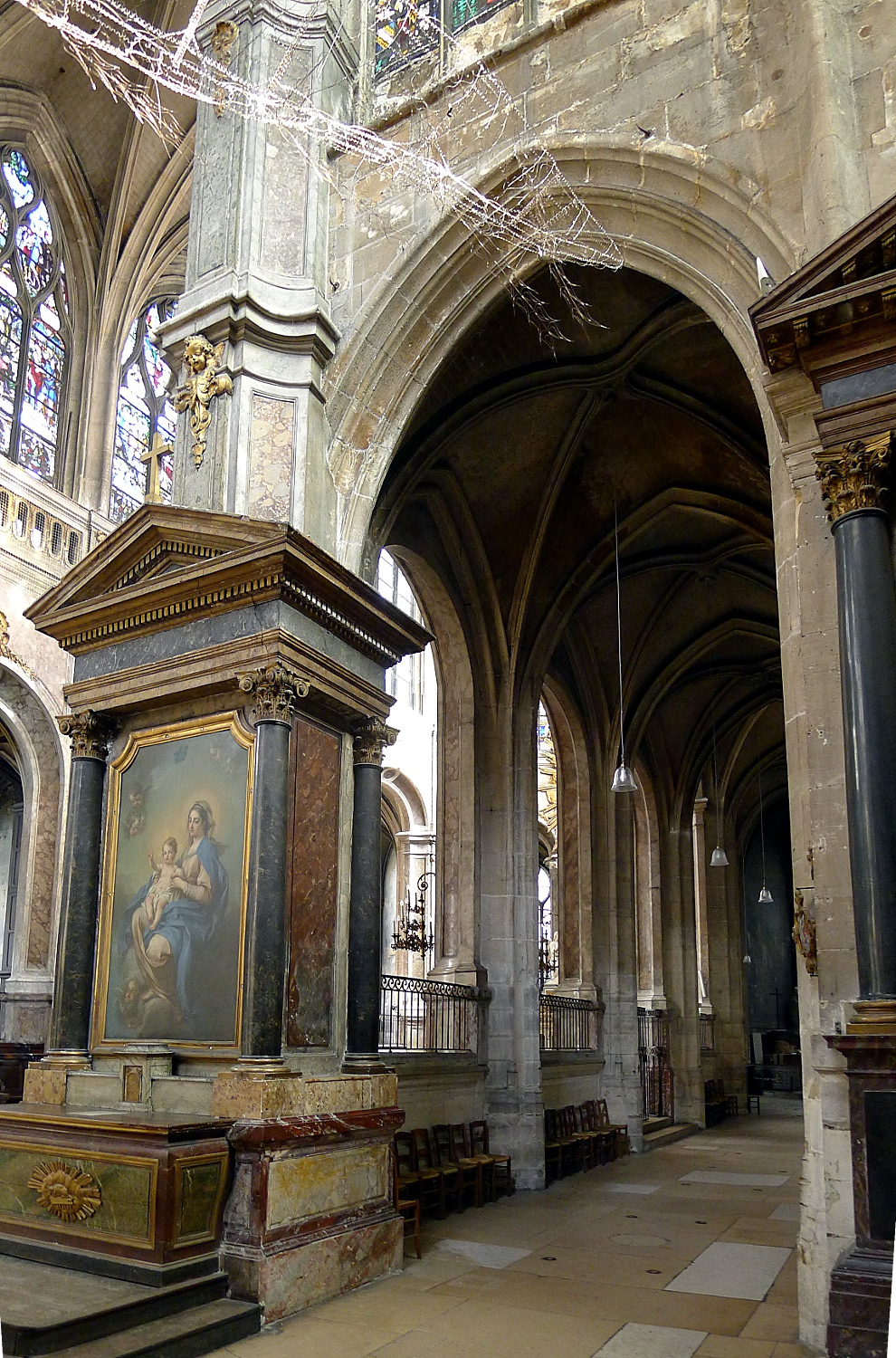
Déambulatoire.

### Chapelle de la Communion
La chapelle de la Communion fut édifiée en 1743 par Pierre-Louis Richard, sur les plans de Gabriel-Germain Boffrand, lequel se retira avant l’achèvement de l’édifice, à la suite d’un différend avec les marguilliers (Il souhaitait confier à Pigalle le soin de décorer la chapelle, tandis que les marguilliers lui préféraient les frères Slodtz).
Cette chapelle était primitivement séparée de l’église, construite sur un charnier en 1743, mais Pierre-Louis Richard établit l’accès entre les deux bâtiments en 1760. Cette chapelle se situe en effet sur les anciens charniers de Pierre II Chambiges, du XVIe siècle.
Pour la première fois, on utilise l'éclairage zénithal (les trois coupoles en verre), innovation qui sera reprise par la suite dans la grande galerie du Louvre. Elle est composée de trois travées carrées symbolisant le monde réel, éclairées par trois lanternes ovales, aux arcades séparées par des pilastres corinthiens. Les coupoles ajourées symbolisent la voûte céleste.

### Clocher
Le clocher carré ayant été doté d’un troisième étage en 1612, a retrouvé depuis l’incendie de 1871 sa hauteur d’origine (deux étages). À gauche, on peut observer une tourelle octogonale décorée d’arcatures, surmontée d’un campanile abritant la plus ancienne cloche de Paris (1331). 

### Crypte
La crypte, achevée dès 1515 sous la cinquième chapelle à gauche de la nef, abrite depuis 1884 la châsse contenant les reliques de saint Merri. De plan carré, les voûtes des quatre travées retombent sur un massif pilier central dont le chapiteau est orné de grappes et de raisins. Elle abrite également la dalle funéraire de Guillaume Le Sueur (mort en 1530) et de sa femme Radegonde Budé (morte en 1522).

### Presbytère
Datant du XVIe siècle, le presbytère de Saint-Merry fut remanié en 1731 par Jean-François Blondel et communique avec le bras du transept sud.
Sa porte est flanquée de pilastres cannelés qui soutiennent une corniche sur laquelle reposent deux pots à feu entourés de guirlandes. Une fenêtre cintrée s'ouvre entre eux, ornée de deux angelots assis sur l'archivolte.

## Patrimoine

### Mobilier
Les éléments décoratifs de l’église actuelle s'inspirent des thèmes mis à l'honneur après le concile de Trente et lors du renouveau spirituel du XVIIe siècle. Le beau, considéré comme une des voies pour aller vers le Créateur, est valorisé. Pour faire place à ces nouveaux goûts liturgiques, l’ancien mobilier de type médiéval est évacué.
De ce point de vue, Saint-Merry illustre les transformations de nombreuses églises gothiques parisiennes revisitées par le style baroque et classique.

### Œuvres d'art
L’église Saint-Merry possède une importante collection de peintures et de sculptures du XVIIe au XIXe siècle :
- Pietà en marbre, sculptée par Nicolas Legendre, vers 1662 pour Saint-Nicolas-du-Chardonnet (dans la troisième chapelle de la nef, à gauche).
- Christ en croix entouré d'anges adorateurs, dans le chœur au-dessus du maître-autel, marbre de Julien-Charles Dubois, exposé au Salon de 1857.
- L’Adoration du nom divin par les quatre saints ou Saint Merry délivrant les prisonniers, par Simon Vouet, 1640 (autel du transept de gauche. Les quatre saints sont Saint-Merri, Saint-Pierre, Saint-Léonard de Noblat et Saint-Frou.).
- Saint Charles Borromée donnant la communion aux pestiférés, (autel de gauche à l'entrée du chœur).
- Vierge à l'enfant, dite La Vierge bleue, par Carle Van Loo, 1765 (autel de droite à l'entrée du chœur).
- Saint-Pierre repentant par Joseph-Marie Vien, 1784 (autel du transept de droite).
- La Réparation de la Profanation commise dans l’église de S. Merry à Paris en 1722 par Clément Belle, œuvre présentée au salon de 1759, morceau de réception à l'Académie (transept de gauche)[17].
- Jésus et la Samaritaine par Noël Coypel, 1683, provenant de l'église des Chartreux à Paris (transept de droite).
- Saint Jacques de la Marche guérissant Ferdinand Ier de Naples et Saint François Solano baptisant les Indiens, par Robert de Séry, 1730 (au-dessus des portes des transepts).
- La Bienheureuse Marie de l'Incarnation, XVIIe (tableau d'autel de la première chapelle gauche du déambulatoire).
- L'histoire de Sainte-Marie l’Égyptienne, peintures murales (huile sur enduit) de Théodore Chassériau en 1842 (paroi de droite) et 1843 (paroi de gauche). Il s'agit de la première œuvre monumentale de l'artiste (dans la troisième chapelle, dite chapelle Sainte-Marie l'Égyptienne).
- Légende de Saine-Philomène, par Amaury-Duval, vers 1844 (dans la quatrième chapelle).
- Assomption, XVIIIe (dans la sixième chapelle).
- Le Sacré-cœur, par Hippolyte-Dominique Holfeld, 1837 (dans la sixième chapelle).
- Annonciation et Déposition de Hyacinthe Collin de Vermont, présentés au salon de 1740 (chapelle axiale, dite chapelle de la Vierge). Ces deux œuvres furent offertes à la paroisse après le sac de la chapelle de la Communion en 1722.
- Saint Antoine au désert, par Charles-Joseph Traviès (dans la première chapelle droite du déambulatoire).

Quelques tableaux et fresques
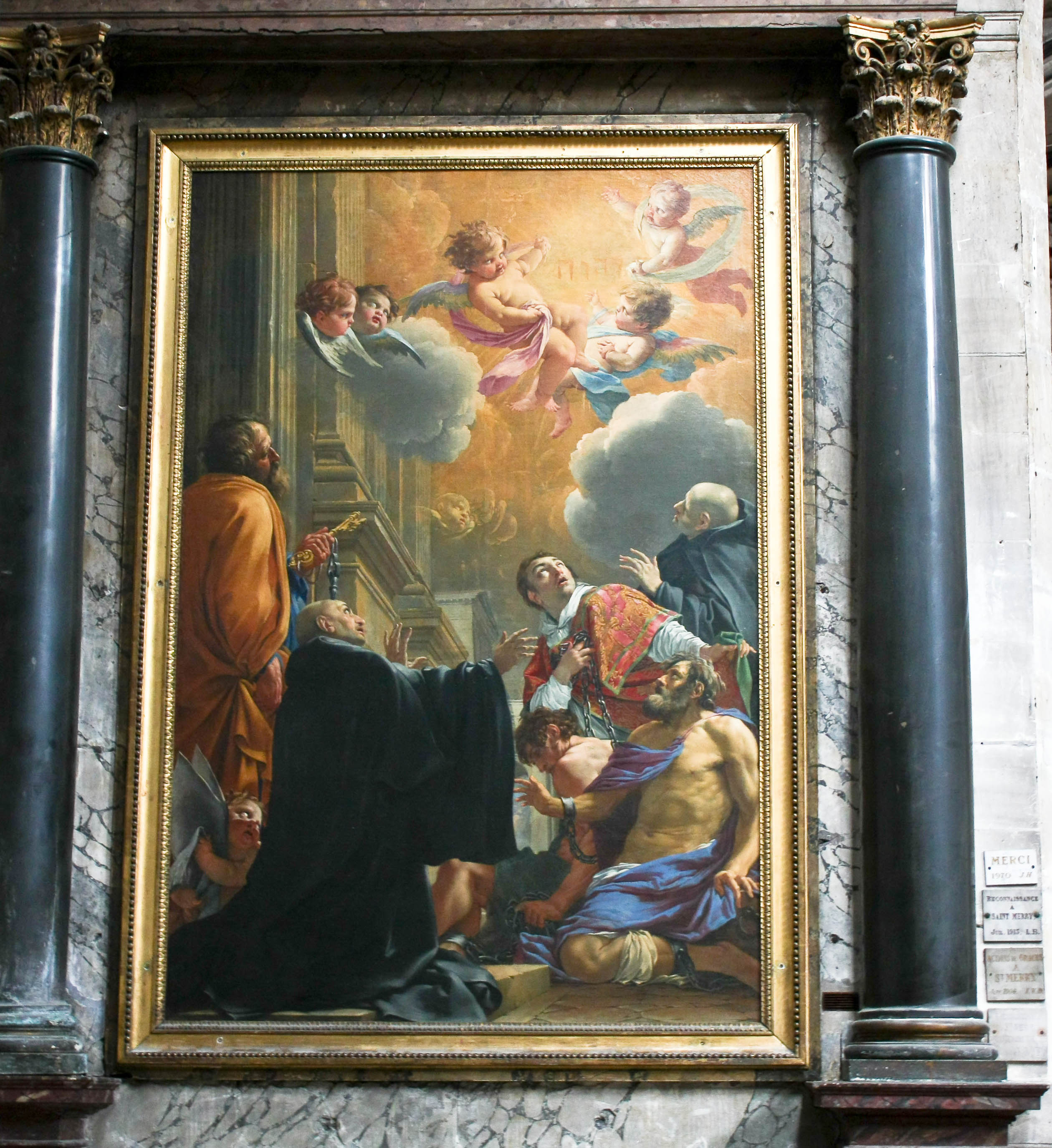
L’Adoration du nom divin par les quatre saints par Simon Vouet.
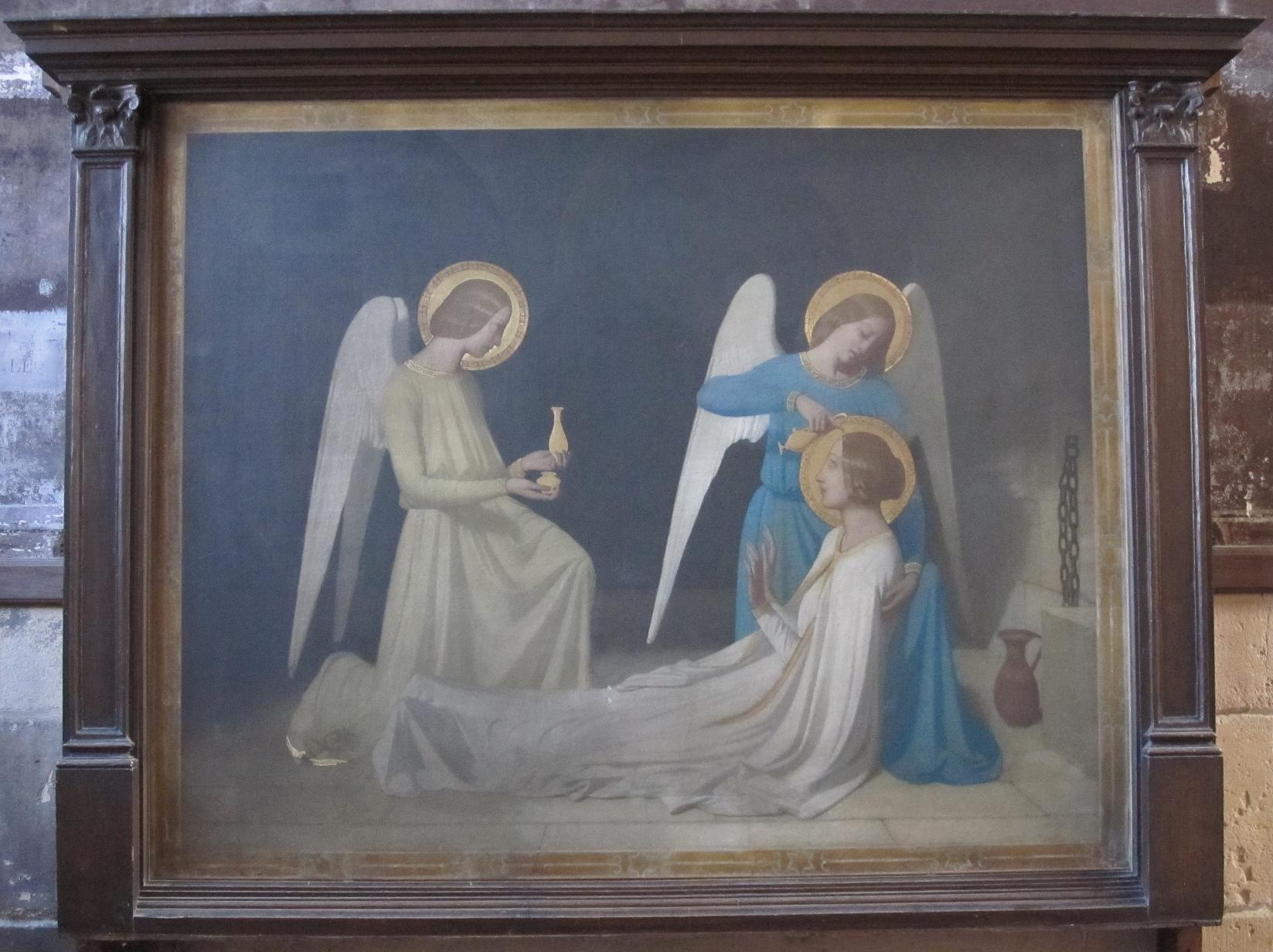
Sainte Philomène par Amaury-Duval.
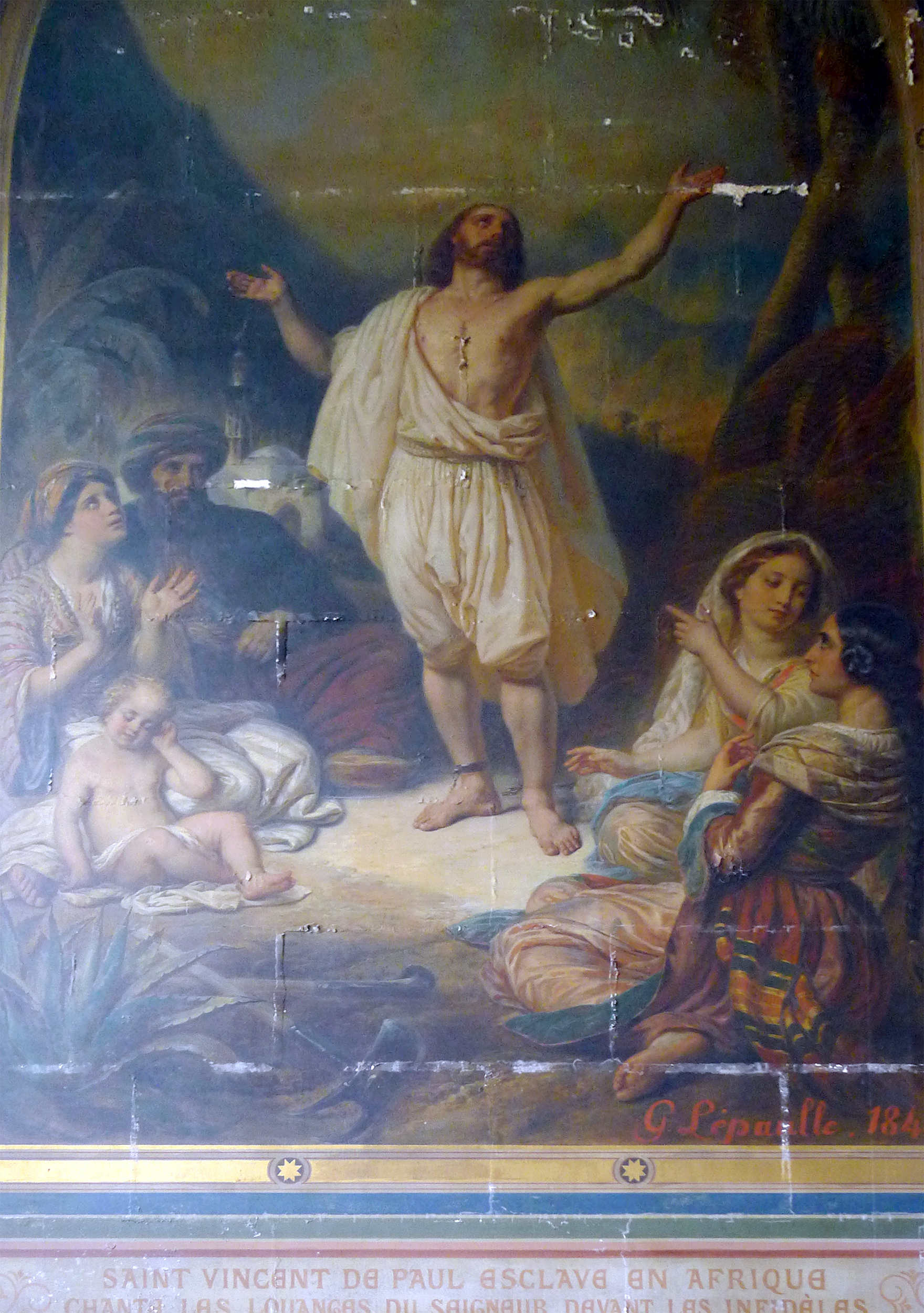
Fresque représentant saint Vincent de Paul esclave en Afrique par François-Gabriel Lépaulle.
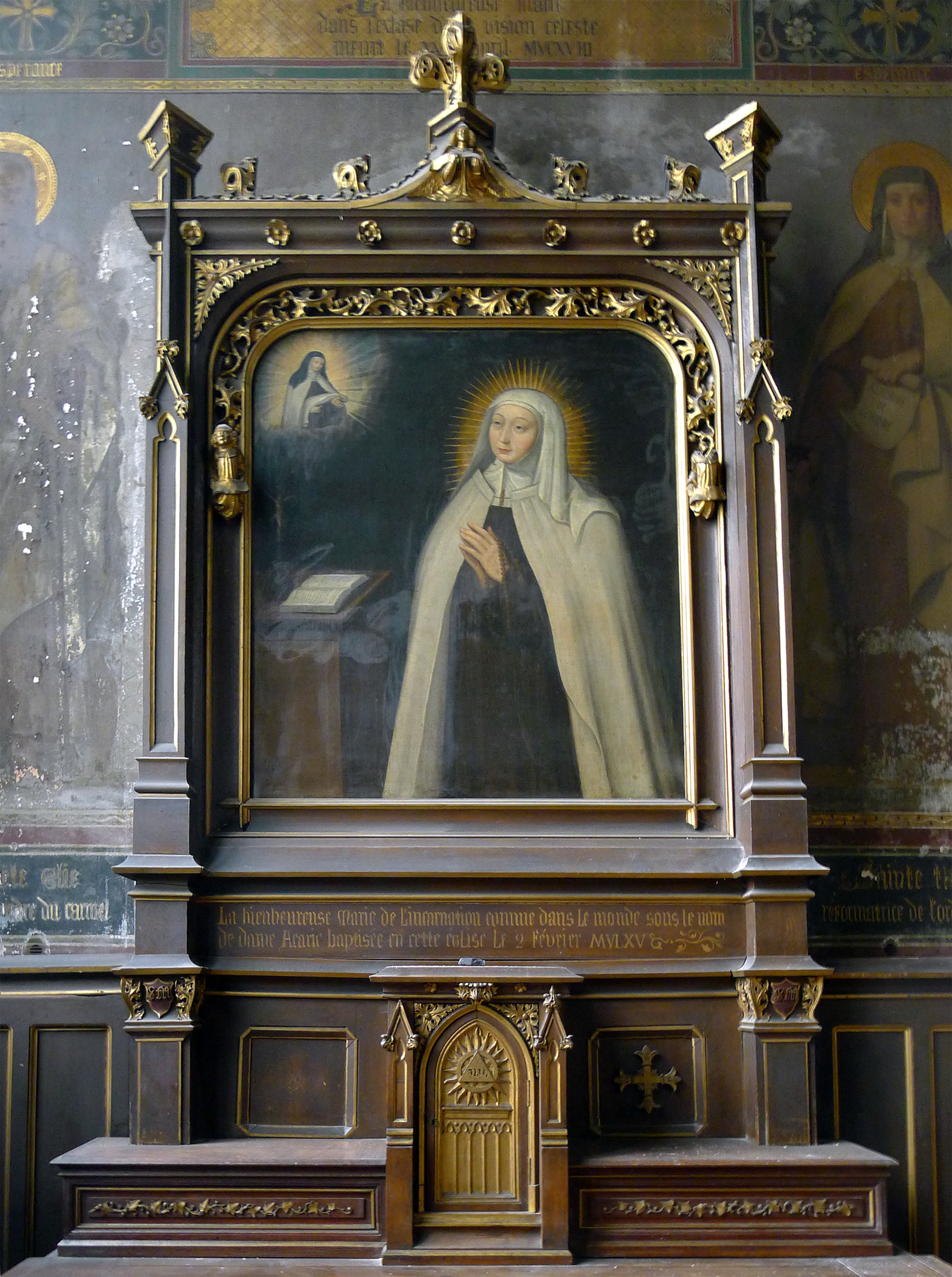
Autel et tableau dédiés à la bienheureuse Marie de l'Incarnation baptisée à Saint-Merri le 2 février 1565.
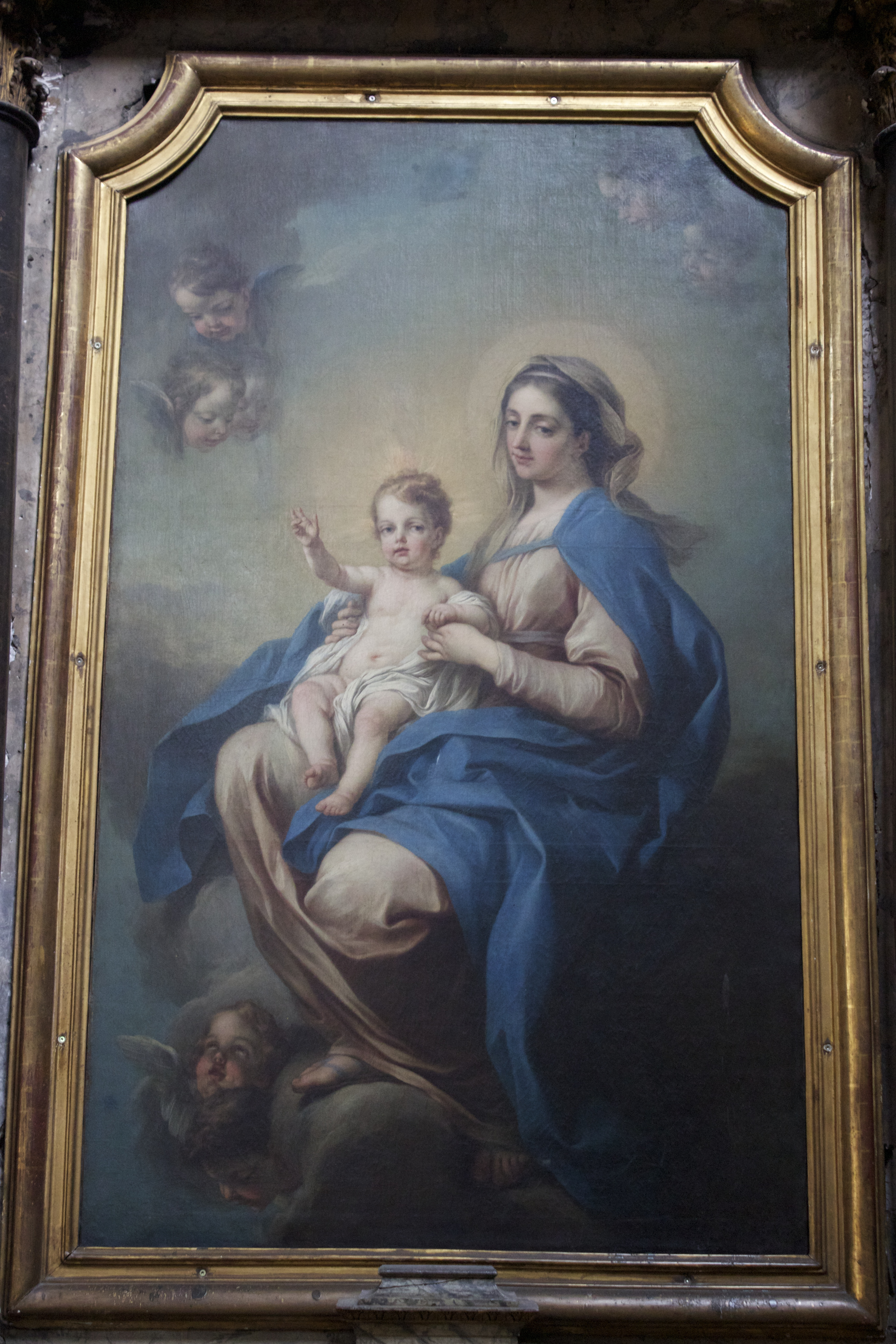
La Vierge bleue de Carle Van Loo.

On peut aussi citer le travail des artistes Sébastien Cornu, Gabriel Lépaulle, Théodore Chassériau, Amaury-Duval et Henri Lehmann qui ont, dans l'ordre, peint dans les années 1840 les parois des cinq premières chapelles gauches du déambulatoire et, au cours des années 1870, Jacques-Émile Lafon, Henri-Léopold Lévy, Léon Glaize et Louis Matout pour les chapelles 2, 3, 5 et 6 du déambulatoire droit.
Dans la chapelle de la Communion de nombreuses œuvres sont présentes, en particulier :
- Des anges en bas-relief (Ange tenant le Livre de la Loi et Ange tenant le calice), par Paul-Ambroise Slodtz, 1758, sculptés sur les parois.
- Les Disciples d'Emmaüs par Charles Coypel, 1749 (au-dessus de l'autel). Entourée de pilastres corinthiens, cette œuvre s'insère dans le décor de la chapelle. Coypel a d'ailleurs pris soin de composer sa toile comme un décor de théâtre (rideau au premier plan). Au centre figure le christ, baigné de lumière.
- Saint-Charles Borromée donnant la communion aux pestiférés par Guillaume-François Colson, 1819.
- La Vision de saint Jean Chrysostome par Louis-Alexandre Péron, 1819.
- Pietà, bas relief en cuivre du XVIIIe siècle (sur le tabernacle).
- Quatre tableaux retraçant la vie de saint Bruno, par Antoni Viladomat, artiste catalan, ornent les embrasures des arcades.
- La Prédication de saint Pierre, huile sur bois vers 1600[18].

Quelques œuvres de la chapelle de la Communion
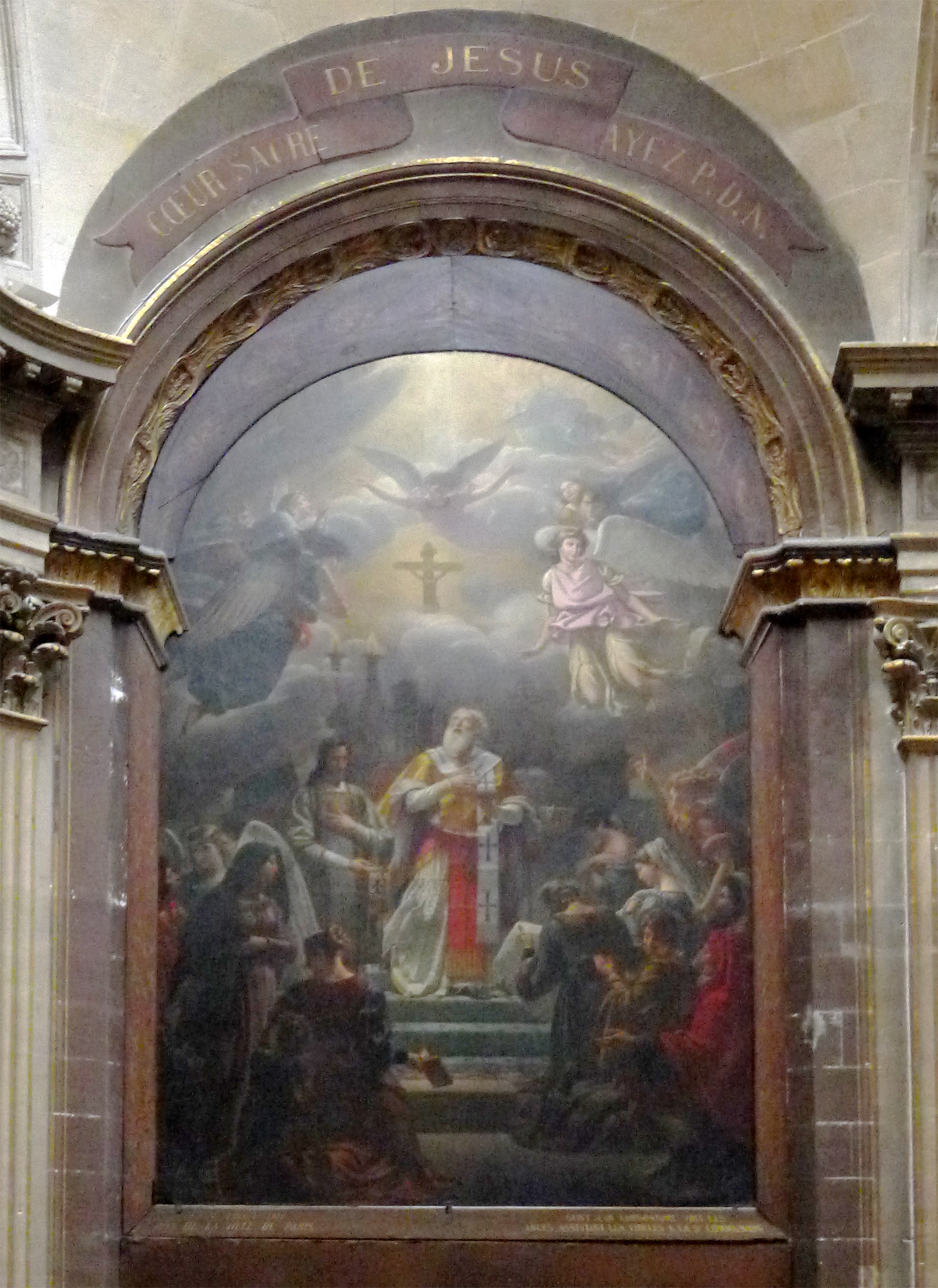
La Vision de saint Jean Chrysostome, Louis-Alexandre Péron (1776-1856).
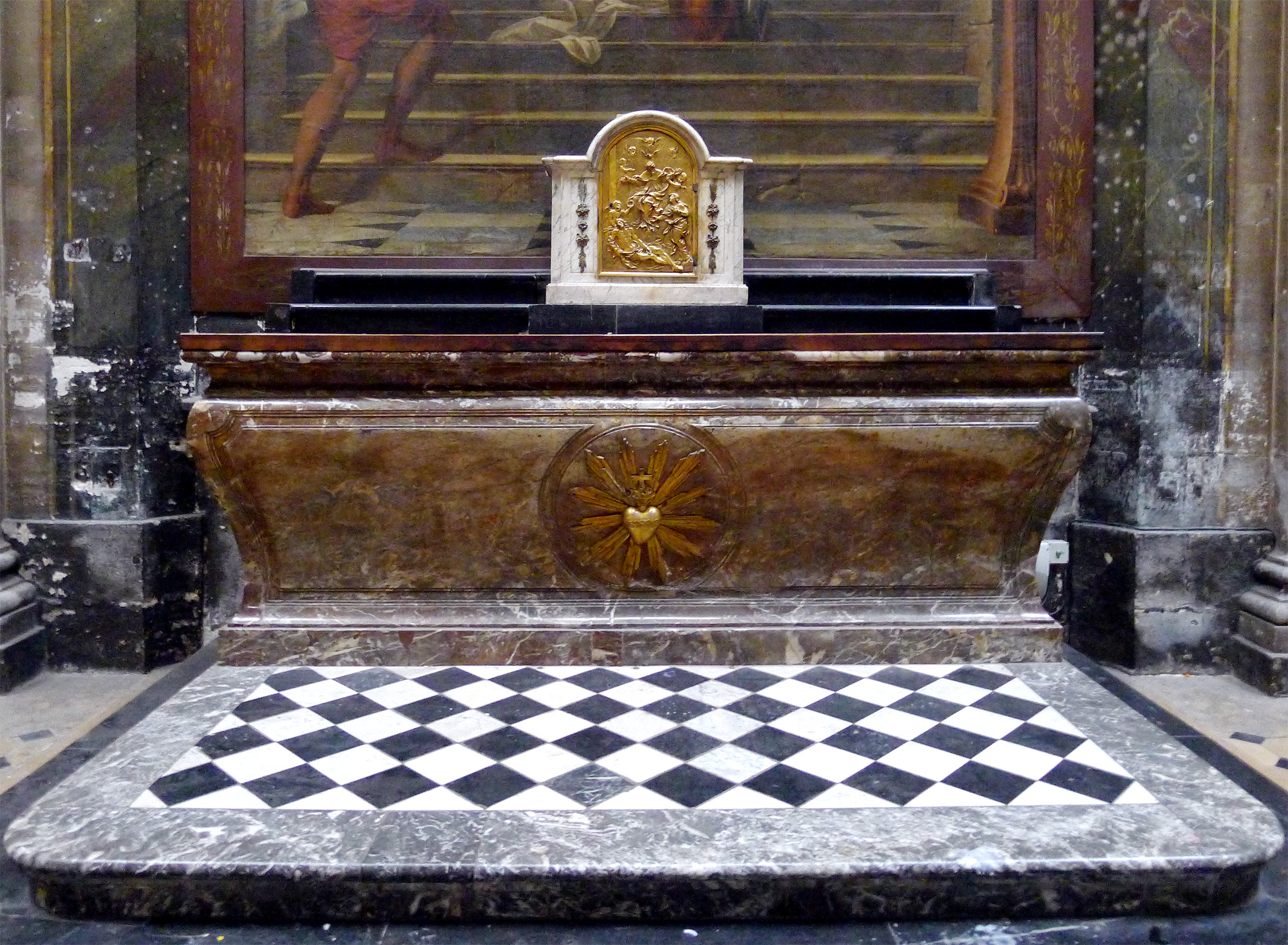
Autel et tabernacle.
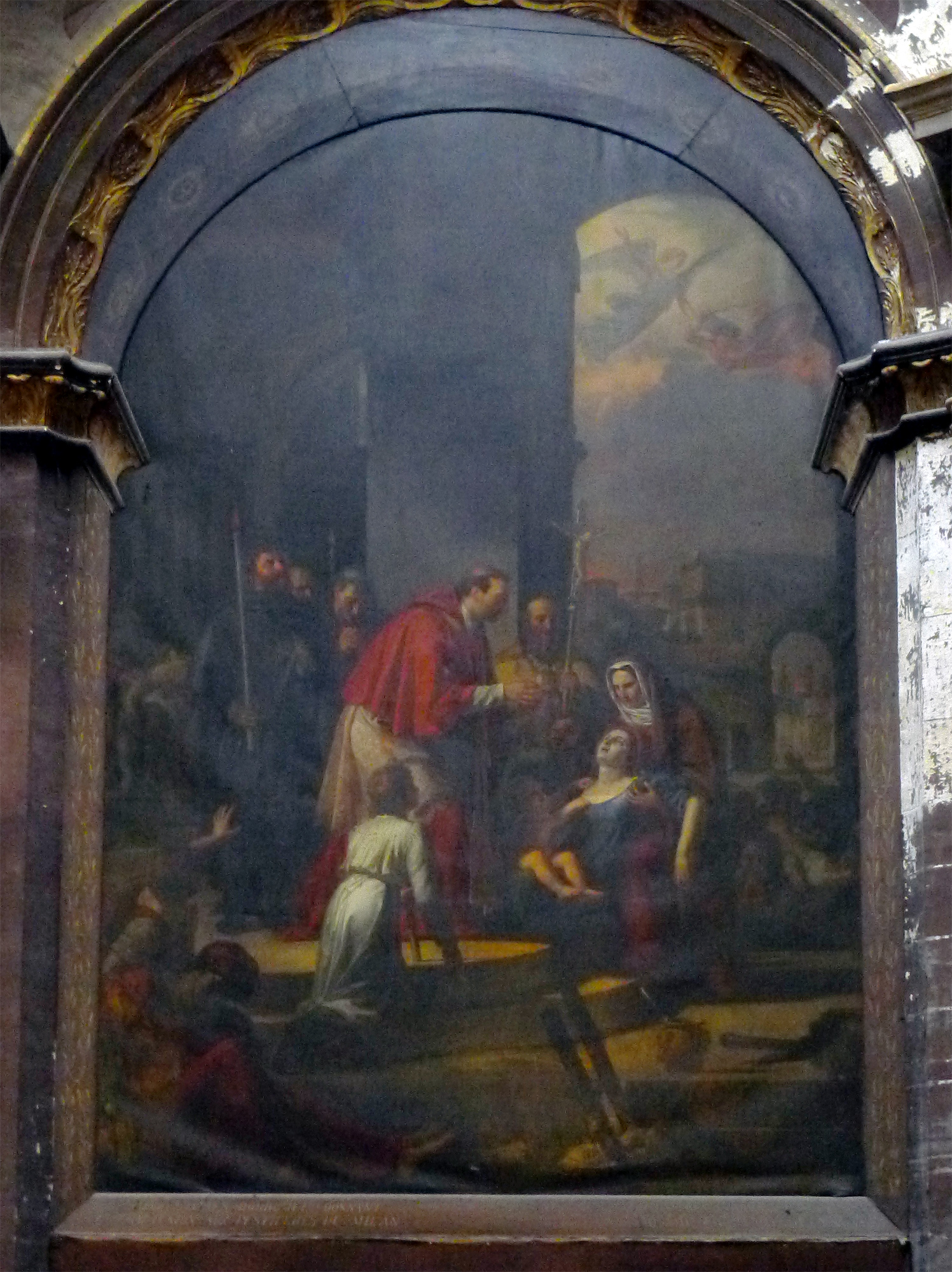
Saint Charles Borromée donnant la communion aux pestiférés de Milan, Guillaume-François Colson (1785-1850).
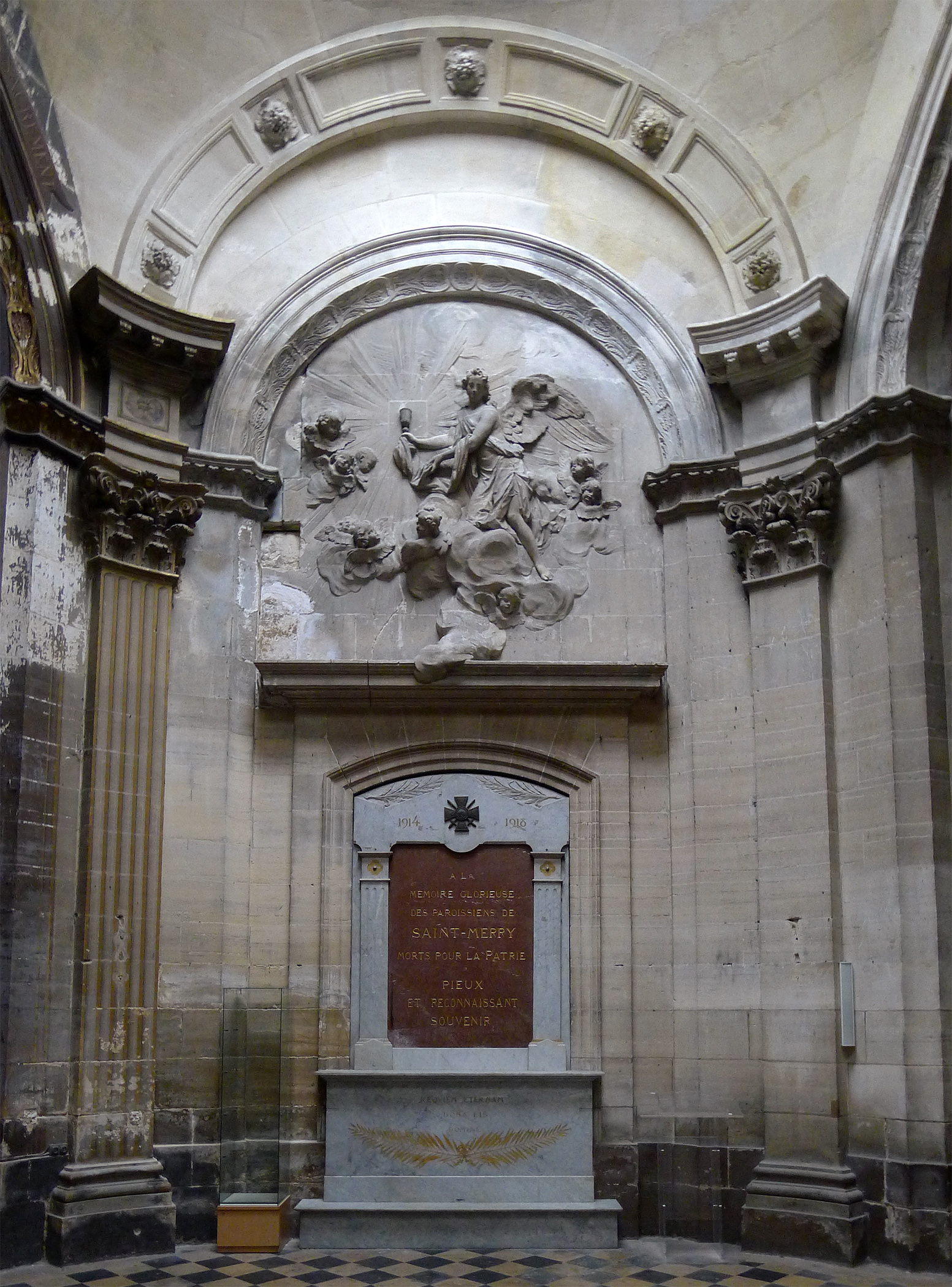
L'ange tenant le calice (1748), bas-relief de Paul-Ambroise Slodtz (1702-1758).

On peut également y observer une statue moderne :
- Christ aux outrages, statue moderne (1985) de Pierre de Grauw.

### Les tombeaux et mobilier funéraire
Le tombeau de Paul-Esprit Feydeau de Brou (1682-1767), garde des sceaux de France, se trouvait dans la chapelle familiale des Feydeau dans l'abside. Il fut détruit à la Révolution et les éléments remarquables transportés en 1794 au musée des Monuments français. Le médaillon qui l'accompagnait se trouve dans les collections du musée de l'Histoire de France, à Versailles, tandis qu'une "pleureuse" est conservée au musée du Louvre, œuvre de Louis-Claude Vassé.

### Les orgues

#### Le grand orgue de tribune

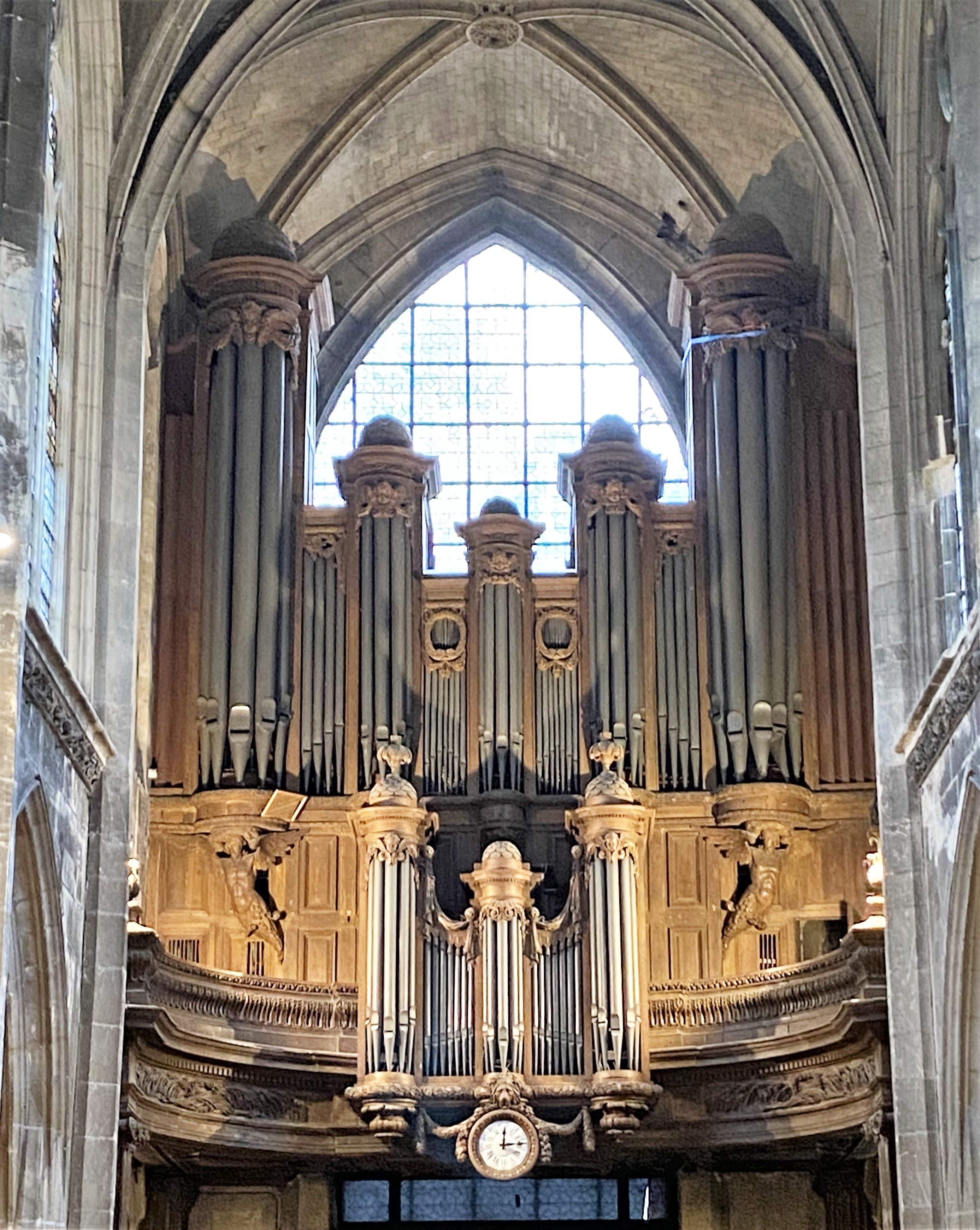
Les Grandes Orgues.

L'orgue à cinq tourelles a été construit par François de Héman de 1647 à 1650.
Le buffet à tourelles a été réalisé par le maître menuisier Germain Pilon en 1647. Deux anges à corps d'oiseau soutiennent les grandes tourelles latérales. La tribune en bois de 1755 est l'œuvre de Michel-Ange Slodtz. Elle est supportée par quatre piliers de bois cannelés et surmontés de chapiteaux ioniques. Une frise de roseaux et d'épis, un masque de lion et deux pots à feu viennent compléter la décoration sculptée.
L'instrument a été augmenté par François-Henri Clicquot en 1779, puis transformé de 1855 à 1857 par Cavaillé-Coll et en 1947 par Victor Gonzalez.
Les compositeurs Nicolas Lebègue et Jean-François Dandrieu ont été d'illustres titulaires des grandes orgues, mais aussi Alexis Chauvet, Camille Saint-Saëns, Paul Wachs et Norbert Dufourcq.
Stéphane Béchy, claveciniste et organiste, concertiste international fut un des organistes titulaire du grand orgue. Il quitte sa fonction en 2022. 

##### Liste des organistes
- Lebrasseur (1558–1560) ;
- Loys Cramoisy (? -1583) ;
- Jean Fresneau (? -1602) ;
- Jean Barbier (? -1634) ;
- Charles Pillet (1634–1664) ;
- Nicolas Lebègue (1664–1702) ;
- Henry Mahieux (1669–1704) ;
- Jean-François Dandrieu (1704–1738) ;
- Nicolas-Gilles Forqueray (1738–1761) ;
- P. Thomas Dufour (1740- ?) ;
- René Drouard du Bousset (1756–1760)[20] ;
- Antoine Desprez (1760–1804) ;
- Nicolas-Philippe Desprez (? -1807) ;
- Joseph Pouteau (1807–1818) ;
- Gervais-François Couperin (1818–1826) ;
- Renier (Régnier) (1826–1832) ;
- V. E. Govin (1832–1853) ;
- Camille Saint-Saëns (1853–1857) ;
- Benjamin Darnault (1858–1863)[21] ;
- Charles-Alexis Chauvet (1866–1869)[21] ;
- Henri Fissot (1869–1874)[21] ;
- Paul Wachs (1874–1896)[21] ;
- Eugène Lacroix (1896–1914)[21] ;
- Norbert Dufourcq (1923–1990) ;
- Michèle Guyard (1990–1998) ;
- Pierre Astor (1998-2003) ;
- Jean-Marc Leblanc (2002) ;
- Stéphane Béchy (2004 à 2020) ;
- Jean-Marc Leblanc (2020 à 2023) ;
- Clément Portal (depuis 2023).

Composition de l'instrument : 
| I. Grand orgue 56 notes | II. Positif 56 notes | III. Récit expressif 56 notes | IV. Écho 56 notes                                                                                   | Pédale 30 notes |
| --- | --- | --- | --------------------------------------------------------------------------------------------------- | --- |
| Montre 16' Bourdon 16' Montre 8' Bourdon 8' Flûte 8' Flûte 4' Nasard 2' 2/3 Doublette 2' Tierce 1' 3/5 Cornet V rgs Fourniture IV rgs Cymbale III rgs Bombarde 16' Trompette 8' Clairon 4' | Montre 8' Bourdon 8' Prestant 4' Flûte 4' Nasard 2' 2/3 Doublette 2' Tierce 1' 3/5 Larigot 1' 1/3 Plein-jeu III rgs Cymbale II rgs Trompette 8' Cromorne 8' Clairon 4' | Principal 8' Dulciane 8' Voix céleste 8' Bourdon 8' Flûte 4' Viole 4' Octavin 2' Mixture V rgs Plein-jeu IV rgs Cymbale III rgs Bombarde 16' Trompette 8' Hautbois 8' Clairon 4' Trémolo | Flûte 8' Flûte 4' Quarte 2' Sesquialtera II rgs Cymbale II rgs Hautbois 8' (dessus) Voix humaine 8' | Soubasse 32' Montre 16' Soubasse 16' Contrebasse 16' Principal 8' Bourdon 8' Flûte 8' Principal 4' Flûte 4' Flûte 2' Fourniture V rgs Cornet II rgs Bombarde 16' Trompette 8' Clairon 4' |

Accessoires : 
- Accouplements : Positif/GO, Récit/GO, Echo/GO, Récit/Positif, Echo/Récit.
- Tirasses : GO, positif, récit, écho.
- Annulateurs : Anches GO, Anches Positif, Anches Récit, Anches Pédale, Suppression GO

#### L'orgue de chœur

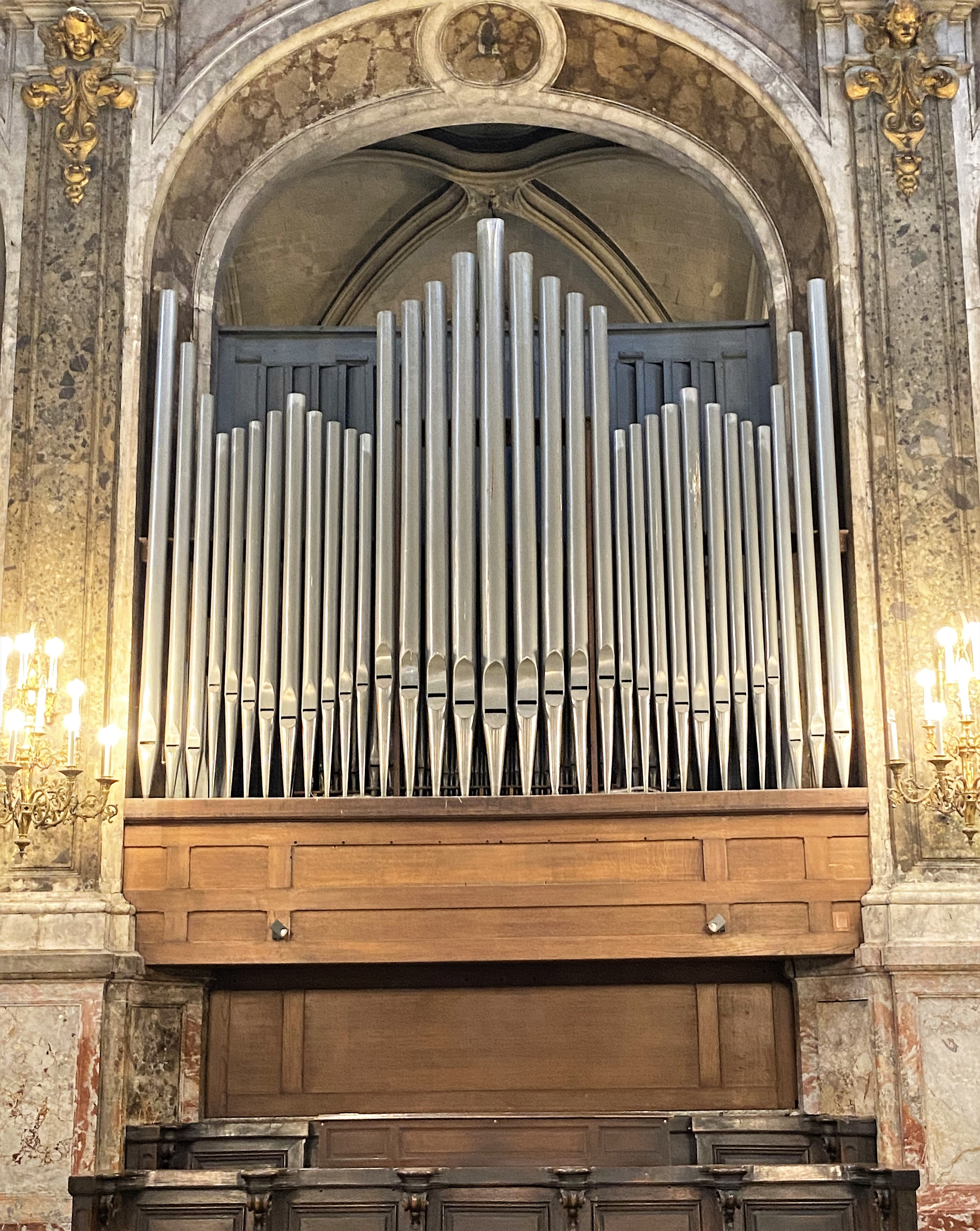
Orgue de chœur.

Orgue Merklin (1880), restauré par Danion-Gonzalez (1968) : 2 claviers de 56 notes et pédalier de 30 notes; transmissions mécaniques ;16 jeux (14 réels).
Composition
| Grand-Orgue 56 notes |
| Bourdon 16'          |
| Montre 8'            |
| Bourdon 8'           |
| Prestant 4'          |
| Doublette 2'         |
| Plein-Jeu III        |

| Récit expressif 56 notes |
| Bourdon 8'               |
| Flûte 4'                 |
| Nasard 2 2/3'            |
| Quarte 2'                |
| Tierce 1 3/5'            |
| Basson-Hautbois 8'       |
| Trompette 8'             |

| Pédale 30 notes |
| Soubasse 16'    |
| Bourdon 8'      |
| Flûte 4'        |

Accessoires :
- Accouplement : Récit/GO.
- Tirasses : GO, récit.
- Appel de la Trompette.
- Pédale expressive.

### Autres
- La chaire en bois date de 1759. Commandée initialement au maître menuisier Pierre-Alexis Hémon et au sculpteur Paul-Ambroise Slodtz qui devait représenter les figures du paganisme et de l'hérésie sous la cuve et celle de la religion sur l'abat-voix, la mort de celui-ci en 1758 l'empêcha de mener à bien la réalisation. C'est son frère Michel-Ange Slodtz qui se chargea du décor. L'abat voix fut finalement orné de deux palmiers par Hémon. Michel-Ange Slodtz sculpta notamment la figure de la Religion, détruite à la Révolution et remplacée par un ange en plâtre.
- Ancienne cuve baptismale aux armes de Louis XII et Anne de Bretagne.
- La plus ancienne cloche de Paris, fondue en 1331 qui échappa aux destructions de la Révolution (abritée par le petit campanile dominant le portail gauche).
- Une grande Gloire en bois doré, commandée en 1753, agrémentée de têtes de chérubins, domine le maître-autel. La Gloire est une pièce maîtresse du baroque, réalisée en 1758 par la famille Slodtz. Cette œuvre d'art, ornée de rayons dorés, est surmontée d'un triangle symbolisant la Trinité et entourée d'angelots. Une caractéristique particulière de cette Gloire est que les angelots ne regardent pas tous vers le haut, comme c'est traditionnellement le cas, mais certains vers le bas. Ils observaient la châsse contenant les reliques de Saint Merry qui, à l'époque, était surélevée grâce à un système de poulies, désormais disparu.
- Le maître-autel en marbre, décoré en 1866 par Henri Lehmann de médaillons quadrilobés sur fond or représentant les Apôtres et des têtes d'anges représentant la Joie et la Tristesse. Il est surmonté d'un Crucifix avec deux anges adorateurs à ses pieds, sculpté en marbre par Julien-Charles Dubois en 1857.
- Les statues de la façade, détruites à la Révolution, furent remplacées en 1842 par Brun et Louis Desprez.

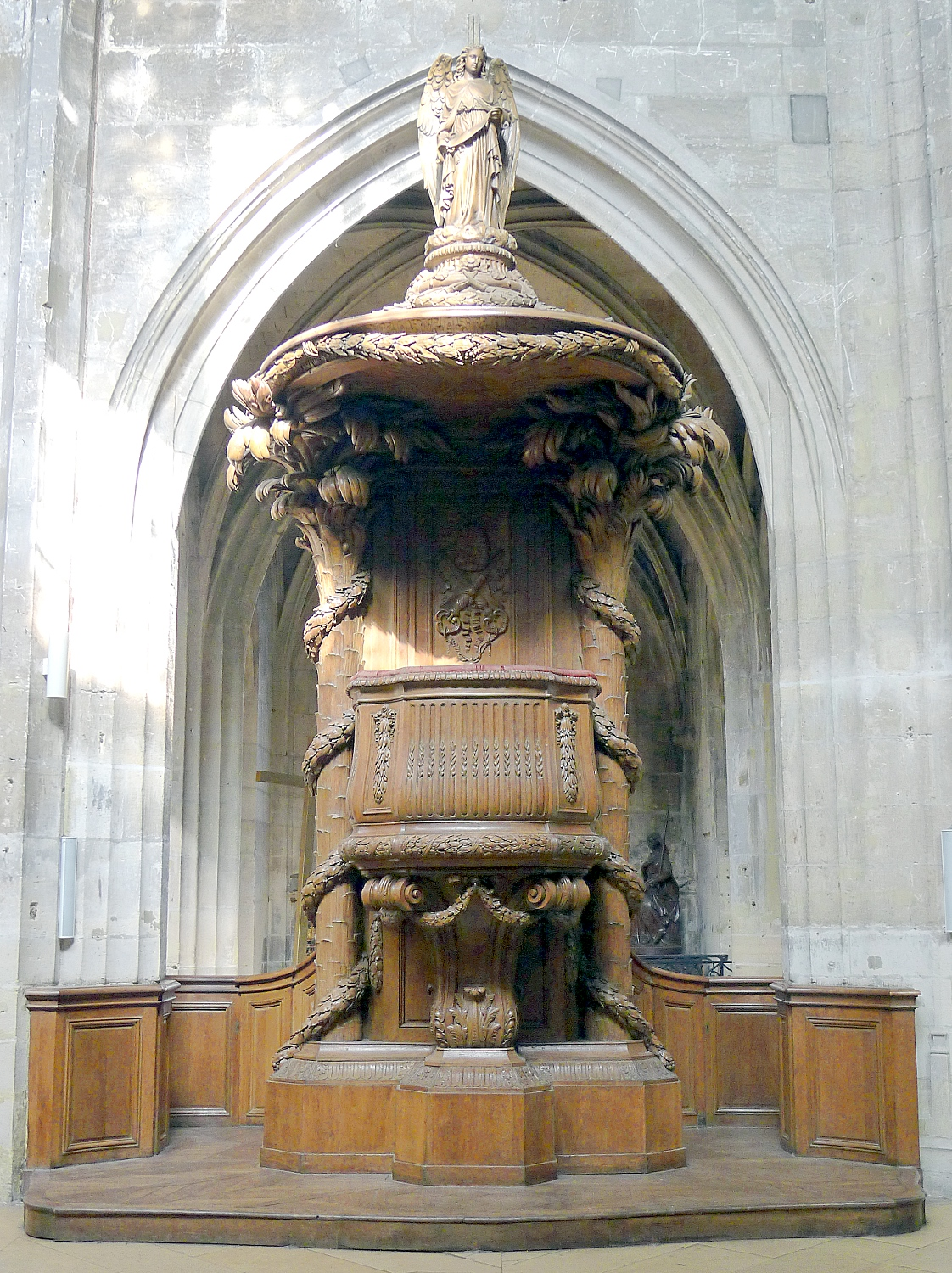
Chaire.
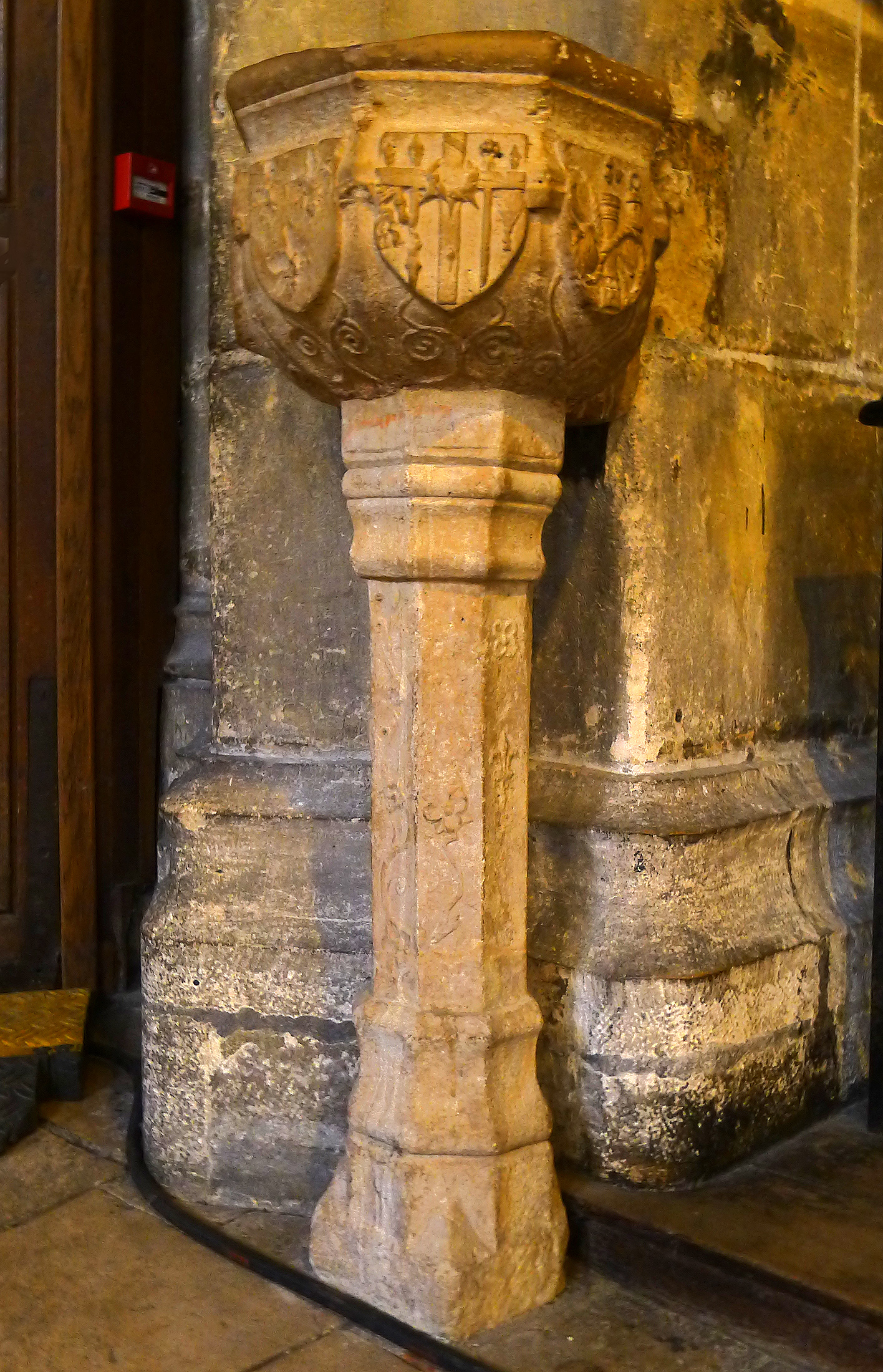
Cuve baptismale aux armes de Louis XII et Anne de Bretagne.
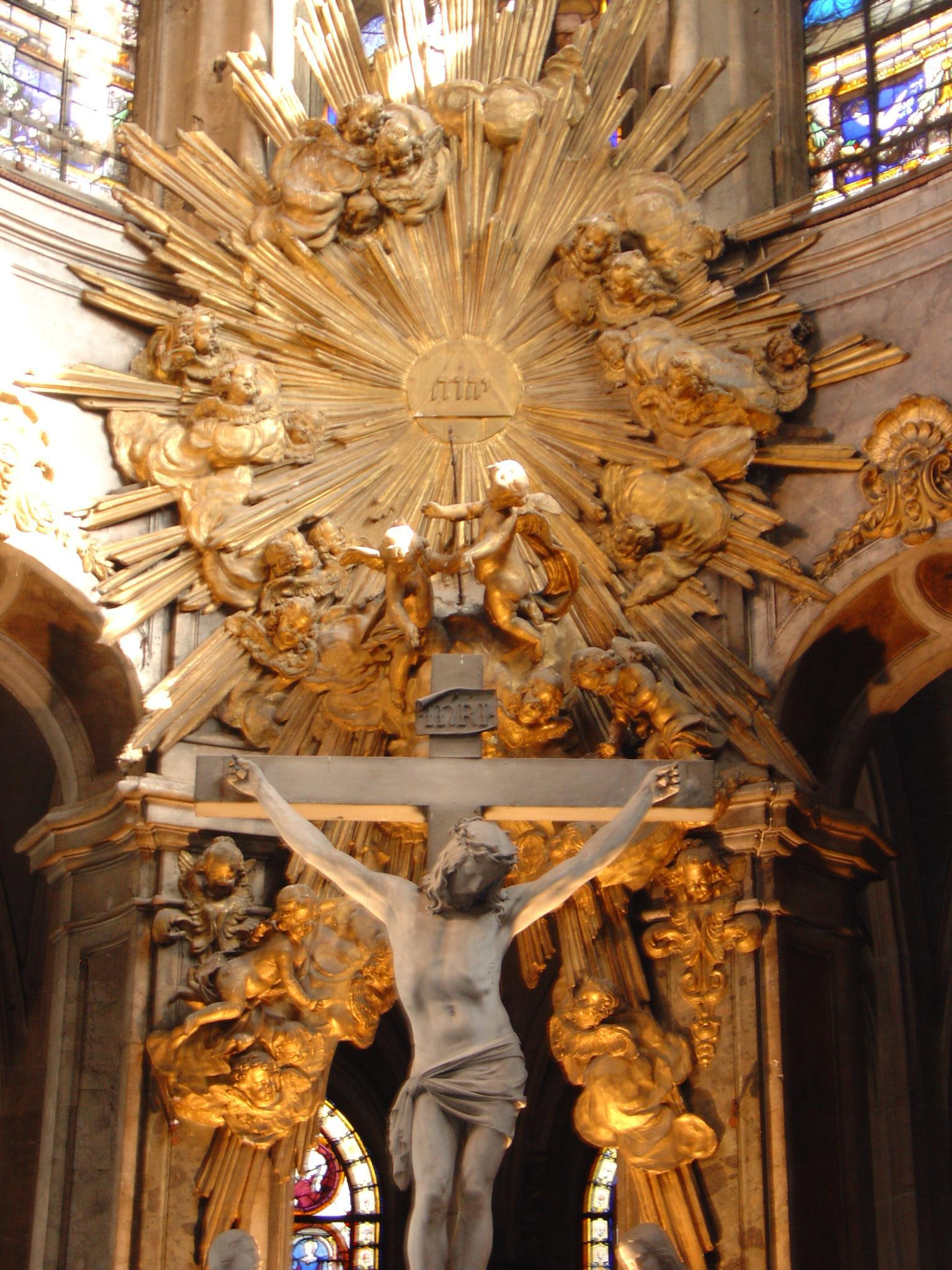
Gloire au-dessus du Maître-autel.

## Vie paroissiale
Bonaventure Moussinot, chanoine depuis 1712 et trésorier du chapitre canonial de Saint-Merry, entretint (de 1736 à 1748) une correspondance avec Voltaire, dont il était l'homme de confiance, le factotum et l'ami. Cette correspondance fut publiée en 1781. L'abbé Moussinot est aussi l'auteur d'un Mémoire historique et critique sur la ville souterraine découverte au pied du Mont-Vésuve, publié en 1748 (il s'agit de la ville d'Herculanum). Il mourut en 1771. Antoine Lavoisier y fut baptisé le 26 août 1743.
En mai 1975, la communauté du centre pastoral Saint-Merry, anciennement « Centre Pastoral Halles Beaubourg » (CPHB), orientée vers un catholicisme de gauche, occupe l'église et participe à la vie de la paroisse. Le Centre pastoral Saint-Merry accueille régulièrement dans l'église des concerts et des représentations théâtrales. Il organise également des expositions d'art contemporain à travers l'association « Voir & Dire ».
Le Centre pastoral Saint-Merry était engagé sur les questions de l'accueil des migrants, du soutien au mouvement LGBT, ou aux couples de divorcés remariés. Il reçoit dans l'église des groupes d'étrangers en situation irrégulière autour de l'association Réseau Chrétien Immigrés (RCI), est en lien avec l’association Solidarités nouvelles face au chômage et l'association de chrétiens homosexuels David et Jonathan.
La paroisse Saint-Merry a participé dans les années 1980 à la création des Restos du cœur.
Jacques Mérienne est curé de 2004 à 2013. Le 15 août 2012, fête de l'Assomption, Jacques Mérienne, nommé curé de la paroisse Saint-Merry, refuse de lire la prière de l'archevêque de Paris, André Vingt-Trois : « Présentons à Dieu, par l'intercession de Notre-Dame, nos prières (…) pour les enfants et les jeunes (…) ; qu'ils cessent d’être les objets des désirs et des conflits des adultes pour bénéficier pleinement de l'amour d'un père et d'une mère ». Selon Mérienne, pour le mariage homosexuel, il « faudra que ça se fasse petit à petit ».
Le 28 avril 2017, au second tour de l'élection présidentielle française qui oppose Emmanuel Macron et Marine Le Pen, le Centre pastoral Saint-Merry publie un communiqué intitulé : « Nous sommes catholiques et nous voterons Macron » ; « Face à un risque majeur, le chrétien ne peut se taire. Il doit s'engager »,.
De septembre 2016 à 2019 le curé est l'abbé Daniel Duigou. Il est également journaliste (à la télévision de 1972 à 2008), écrivain, et aussi psychanalyste. L'abbé Alexandre Denis, qui est aussi prestidigitateur, est nommé curé de la paroisse Saint-Merry le 1er septembre 2019 jusqu'en 2021.
À la suite de grandes tensions entre le Centre pastoral et les derniers prêtres se succédant à la paroisse Saint-Merry et démissionnant tour à tour, l’archevêque de Paris, Michel Aupetit, annonce et décide la dissolution définitive du CPHB en date du 1er mars 2021,,.
En septembre 2021, sur décision de l'archevêque de Paris Michel Aupetit, la communauté de Sant'Egidio prend la direction de la paroisse,, avec notamment, l’arrivée des pères Philippe Perraud,, curé actuel de la paroisse Saint-Merry et Nicolas Bassy, tous deux prêtres membres de la communauté de Sant'Egidio. Fondée à Rome (Italie) en 1968, cette communauté internationale de laïcs présente dans 74 pays, exerce son charisme auprès des pauvres et œuvre pour la paix dans le monde.
Au sein de la paroisse, Sant'Egidio conduit différents services pour les plus pauvres, notamment par l'action bénévole du mouvement des « Jeunes pour la paix », comme l'aide aux devoirs pour les enfants du quartier et des familles en difficultés avec « l'école de la paix », ainsi que les maraudes des Jeunes pour la Paix étudiants, mais aussi la « cantine familiale » où les bénévoles préparent le repas et servent à table, comme à la maison, à des centaines de personnes sans-abris du quartier, chaque dimanche.
La paroisse prépare également le petit déjeuner chaque matin, sans interruption et depuis plusieurs années, à plusieurs centaines de personnes de la rue.
Aussi, la communauté de Sant'Egidio organise chaque année depuis 1982, dans tous les pays et villes où elle est présente, le traditionnel « repas de noël ». En 2017, plus de 240 000 personnes ont été invitées au repas de Noël, dans 600 villes de 78 pays du monde. Dans l'église Saint-Merri à Paris et partout en France (Charenton-le-Pont, Lyon, Brest…), plus de 1000 repas et cadeaux sont offerts en 2022 aux personnes sans-abri, âgées, familles de réfugiés, personnes seules ; ce sont des repas à table organisés dans les églises, les mairies, les rues, le bois de Vincennes, les gymnases, les centres d’hébergement d’urgence, les prisons, ou encore les maisons de retraite.

### Autres
La maîtrise de l'Académie vocale de Paris, créée en 1993, donnait une audition publique tous les samedis en période scolaire. La qualité de la maîtrise, dirigée par Iain Simcock, est reconnue, nationalement et internationalement[Par qui ?]. Son répertoire est exceptionnellement vaste, tout en suivant de près les différents temps de l'année liturgique. Cette collaboration prend fin en 2013.

## Saint-Merry dans la culture
L'écrivain et critique d'art Joris-Karl Huysmans consacre la troisième partie de son œuvre Trois Églises à la description de l'église.
L’église Saint-Merry est évoquée dans le poème Le Musicien de Saint-Merry du recueil Calligrammes de Guillaume Apollinaire :

« Les femmes qui passaient s’arrêtaient près de lui

Il en venait de toutes parts

Lorsque tout à coup les cloches de Saint-Merry se mirent à sonner

Le musicien cessa de jouer et but à la fontaine

Qui se trouve au coin de la rue Simon-Le-Franc

Puis Saint-Merry se tut

L’inconnu reprit son air de flûte

Et revenant sur ses pas marcha jusqu’à la rue de la Verrerie

[…] »

Le poète surréaliste Robert Desnos, enfant, habitait devant Saint-Merry, à l'angle de la rue Saint-Martin et de la rue des Lombards. Il en évoque le souvenir dans Confessions d'un enfant du siècle (1926) et dans Le mystère d'Abraham Juif (1929). Louis Aragon évoque Saint-Merry dans sa Complainte de Robert le Diable, hommage à Desnos (Les Poètes, 1960), popularisée par l'adaptation qu'en donna Jean Ferrat dans son disque Ferrat chante Aragon :

« Debout sous un porche avec un cornet de frites

Te voilà par mauvais temps près de Saint-Merry

Dévisageant le monde avec effronterie

De ton regard pareil à celui d’Amphitrite. »

L’église Saint-Merry est également mentionnée par Umberto Eco dans son roman Le Pendule de Foucault qui signale la présence insolite d'une sculpture évoquant le Baphomet sise sur la clé de voûte du portail principal.
Elle apparaît de même dans Le Pantacle de l'ange déchu de Charles-Gustave Burg (Bibliothèque Marabout - Fantastique, no 495, 1974), qui écrit (p. 51) : 
« Je pénétrai dans l'église après avoir adressé les salutations d'usage au mystérieux Baphomet placé curieusement à la pointe de l'ogive du portail central. Je savais que l'église Saint-Merri est particulièrement chère aux occultistes ».
L'église a également servi de décor au tournage d'un plan-séquence du film de Leos Carax, Holy Motors (2012).

### Articles liés
- Saint Médéric
- Frodulphe de Barjon
- Quartier Saint-Merri
- Liste des monuments historiques du 4e arrondissement de Paris
- Archidiocèse de Paris
- Liste des églises de Paris
- Communauté de Sant'Egidio

#### Orgues
- Les orgues de l'église, Les orgues de Paris
- (fr + en) Orgue de tribune Clicquot/Cavaillé-Coll/Gonzalez et orgue de chœur Merklin/Gonzalez, Musique et Musiciens